# 无锡市
无锡市，简称锡，古称梁溪、金匮，是位於中华人民共和国江苏省南部的一个地级市，地处江南长江三角洲、太湖之滨，下辖梁溪、滨湖、新吴、惠山、锡山五个市辖区以及江阴市、宜兴市两座百强县级市。从地理上看，无锡居苏南以及苏锡常都市圈正中心点；北遏长江，南控太湖，东距上海128.2公里，南与浙江省交界，交通枢纽优势明显且军事战略价值极高。无锡被誉为“太湖明珠”，是长江三角洲及苏锡常都市圈核心城市。市政府駐太湖新城金匮路1号。
无锡是江南文明的发源地，也是吴文化的发源地，当前有文字记载的历史便可追溯到商朝末年，但实际的历史发展距今已超过3000年。1981年，国务院将无锡市被列为全国十五个经济中心城市之一，也是首批经国务院批准的13个较大的市之一，享有地方立法权；同时无锡还是中华人民共和国历史文化名城及1998年国家旅游局评定的第一批优秀旅游城市之一。1983年3月，实行市管县体制，原属苏州地区的无锡县、江阴县与原属镇江地区的宜兴县划为无锡市管辖，奠定了无锡市的一体两翼格局直至今日。
无锡是长三角地区重要的中心城市，是中国民族工业和乡镇工业的摇篮、苏南模式的发祥地，历史上素以布码头、钱码头、窑码头、丝都、米市等闻名，近代涌现出一批杰出的民族工商企业和民族实业家，现如今则以物联网、集成电路和生物医药等产业形成了独特的城市特色。作为全国性综合交通枢纽城市，无锡集铁、公、水、空综合交通为一体。京杭大运河和京沪高速公路穿城而过，京沪线、京沪高铁和沪宁城际等国铁线路在无锡市设有多个重要客运站点，市东南还有4E级的无锡硕放机场。2024年为止，城市轨道交通系统无锡地铁已开通5条线路，运营里程达145公里。
无锡是全国重要的风景旅游城市，市境内有崇安寺、惠山古镇、蠡湖渤公岛、太湖鼋头渚、灵山大佛、拈花湾和无锡中视影视基地等景点，以寄畅园、蠡园等为代表的古今著名园林传世。作为国家历史文化名城，无锡市走出过诸如顾恺之、倪云林、钱穆、钱锺书等众多名流。

## 地名由来
“无锡”一名的由来所说颇多，目前传播最广的观点源自冯梦龙的《东周列国志》：战国末年，秦王嬴政大将王翦攻楚，破兰陵后，率军驻无锡锡山。军士埋锅造饭得石碑，上书“有锡兵，天下争。无锡宁，天下清。”而此前，无锡的锡山盛产锡矿，为兵家必争之地，王翦遂言见此碑天下可太平。“无锡”的地名便这样诞生了，此后无锡历代地方志中亦据此讹载颇多。
根据近几年语言学家在音韵学方面的研究，无锡的地名可能来自古越族的称呼。“无锡”和江浙地区的姑苏、余杭、夫椒等地名一样，都属于齐头式地名。“无”为古越语的发语词，无实际意义；“锡”的原义因古越语佚亡已久，无从考证。但据语言学家郑张尚芳考证，“无”为古吴语的敬语前缀，“无锡”的意思就是尊敬的锡山山神。郑张尚芳对“姑苏、余杭、夫椒、盱眙”等地名的古吴语含义也作出了解释。
而前苏州市民俗学会秘书长程德祺的研究则表明，华夏先祖伏羲氏或起源于无锡古华山（今无锡惠山），有学者便据此推测“无锡”为“伏羲”之古音译；还有一些学者认为，泰伯到达吴国后的首都梅里古称“吴墟”，无锡因“吴墟”谐音而来。但上古、中古「羲」、「虛」都是牙喉音K系，而「錫」是齒頭音S系，相距較遠，又都有舒入之別，不太可能諧「羲」或「墟」。
此外，无锡在古时别称“梁溪”，因梁溪河而得名。梁溪河位于无锡西南，是沟通古运河与太湖的重要水系，为东汉名士梁鸿南下后所开。梁鸿即“举案齐眉”之主人公。

## 历史

### 史前及春秋战国时期
说到无锡的历史，人们往往首先想到泰伯奔吴。一般的说法，泰伯奔吴之前，无锡这里还是蛮荒之地，是泰伯带来了北方先进的耕作技术，教会了吴地人民耕种、养殖。事实上早在六七千年前，无锡先民就在这块土地上劳动、生息、繁衍，过着定居生活。无锡属于水乡泽国，先民往往把“墩”（高地）作为生活和埋葬之所，“墩”几乎成为原始先民遗址的代名词。如无锡20世纪50年代发掘的仙蠡墩、葛埭墩遗址，近年发现的江阴周庄龙爪墩遗址、江阴石庄高城墩遗址、无锡鸿声管家村彭祖墩遗址等，这些遗址先后属于马家浜文化、崧泽文化和良渚文化。2001年发现的江阴云亭高家墩佘城遗址，南北最长处近800米，东西最宽处近500米，面积约30万平方米。最迟在商朝中期已建成，有人称之为“江南第一城”，也是长江下游发现唯一的青铜器时代古城，早于泰伯奔吴。
良渚文化时期，无锡地区的社会生产力已经达到相当水平，考古出土了很多良渚文化时期石犁、石镰等农耕工具。稻米也出现了籼稻和粳稻两个品种，学会了饲养家畜，手工业则主要是制陶业和制玉业。
公元前11世纪末，诸侯周太王的长子泰伯（次子仲雍为让王位于三弟季历，从现属陕西的歧山南奔荆蛮，泰伯遂选择定居梅里，即今无锡梅村，并入乡随俗，断发文身。泰伯将中原的先进文化和技术在江南地区传播，受到百姓的拥戴，被奉立为君主，自号“句吴”。周灭商后，因泰伯无子，周武王追封仲雍的五世孙周章为吴君，正式建立吴国。此一历史被孔子称为至德，无锡亦因而由此成为吴文化发源地之一。
公元前473年，越国勾践消灭了吴国，到了战国时代，越国衰落并被楚国消灭。公元前248年，楚春申君黄歇为避战锋，徙封于江东吴地，黄歇在吴期间黽勉于营建旧吴故地，修复了位于无锡的故吴墟以为郡邑，这也是无锡龟背形旧城成型之始。

### 秦汉及唐宋时期
有秦一代，无锡属会稽郡，汉高祖五年（公元前202年）始置无锡县；王莽時期一度更名有錫。隋、唐时期，随着大运河的开凿，无锡逐渐成为江南农产品、纺织品通往华北、乃至全国的集散地。
此一时期，无锡依凭优越的自然条件、便利的水陆交通和相对安定的社会环境成为了江南的一个重要经济城市。唐、宋两代，无锡均为望县，宋时城中“四方商贾咸辇货来市。邃趾相接，月余方罢。”

### 元、明、清
元贞元年 （1295年），朝廷设立了无锡州，此时的无锡已为“浙右名邑之冠”，明朝后，无锡发展迅速，被称作“米码头”、“布码头”，根据当时的统计，此时全国各地有17個“富可敌国”之人，无锡就有二者名列其中。
随着商业的繁荣，明中後期，江南一带的好文、好学之风乘势蔚然，无锡亦在此一時期诞生了一批諸如王绂、计六奇、邵宝等才子陨客。此外，无锡还是铜活字印刷术及昆曲的重要发源地之一。明末，顾宪成重修宋儒杨时讲学之东林书院，在此谈论国事，时称东林党，无锡更是由此成为了明末清初江南纵谈国事的舆论中心。
及至清朝，由于税制的繁苛，包括无锡在内的江南苏、常、松三府辖下一些人口庞大、商贸丰裕之地，“一县粮额可与四川、贵州一省之额数相等”，以致民众不得不因此诡隐收入，躲避征税， 清廷遂于雍正二年析大县为小，无锡县由此分为无锡、金匮两县、同城治之。
清中后期，无锡的地理优势更为明显，有如丝绸业之发展，足以惊人。据载，光绪四年（1878年）苏州、常州、镇江三府生丝总产量355,355斤，而无锡一地就产138,000斤，超过丝绸业传统产地苏州府总产量的三分之二，是江苏省最大的产丝县。此后，原设上海的漕粮局迁到无锡，且指定无锡作为江苏各县的漕粮转运站。从1888年到1911年，无锡为江浙两省的办漕中心，年承办漕粮在130万石以上。通过办漕，确立了无锡位列四大米市之一的地位，而各地商贾的云集，不但促进了粮行业的发展，也推动了无锡社会经济的繁荣。
至清末，世乱时艰，尤以太平军兴，至兵燹连年，清咸丰十年（1860）至同治二年（1863）间，清军与太平军在无锡一带进行了酷烈的争夺拉锯战，致使无锡遭遇了史无前例的重大劫难，城内居民死伤过半，全城房屋几乎毁之殆尽。不仅无锡城区内千百年来建筑“十不存一”，也导致城乡居民人口锐减，百姓流离失所，经济陷入停滞，文化更无从谈起。因为太平天国独尊“拜上帝教”（天主之教），其他教派皆视为邪教，所以佛寺道观悉数被焚毁，著名的崇安寺、惠山寺、祇陀寺、净慧寺、洞虚宫等无一幸存。查阅所有史志类文献，在“寺庙”一栏中皆有“毁于咸丰庚申”，即为佐证。仅有城内驳岸处侯太仆祠等个别建筑因作为潮王黄子隆的府邸，方幸免于难。清兵克复无锡后，清廷统兵者允许将士“大索三日”，如此恶举致使满目疮痍的无锡再次遭受一次洗劫。原本富庶的长江下游一带，人口普遍锐减，耕地荒废。

### 近、现代

#### 清末民初
1843年《南京条约》签订，上海开埠。1906年，沪宁铁路沪锡段完工，无锡火车站开车营业，此时上海已成为全球瞩目的经济中心，以运河为主的漕运时代逐渐被海运取代。不过，由于上海地价逐年高涨，工人工资较高，一些有遠見的民族企业家便选择地价比较便宜、工人工资比较低廉、工业原料比较丰富、交通运输比较发达、资金周转比较方便的无锡布点设厂，作为投资创业的起点。1894年，由无锡地方名绅杨氏家族开设的业勤纱厂，是无锡第一家现代化的机器织布厂，也标志着无锡近代工业开始兴起和发展。随后，荣氏、薛氏、唐氏、周氏等地方望族先后在无锡开设了面粉、缫丝、棉纺等以纺织和食品为主的现代化工业，无锡逐渐成为江南地区新的经济中心城市，堪称中国近现代民族工商業的摇篮。
随着经济的繁荣及社会的变革，无锡的现代思想啓蒙运动亦为先进，1898年，裘廷梁、裘梅吕（女）叔侄创办了中国第一张白话报刊《无锡白话报》，其后，邑人杨荫杭、吴稚晖、秦毓鎏等在革命反清事业中尤属中坚。

#### 民国时期

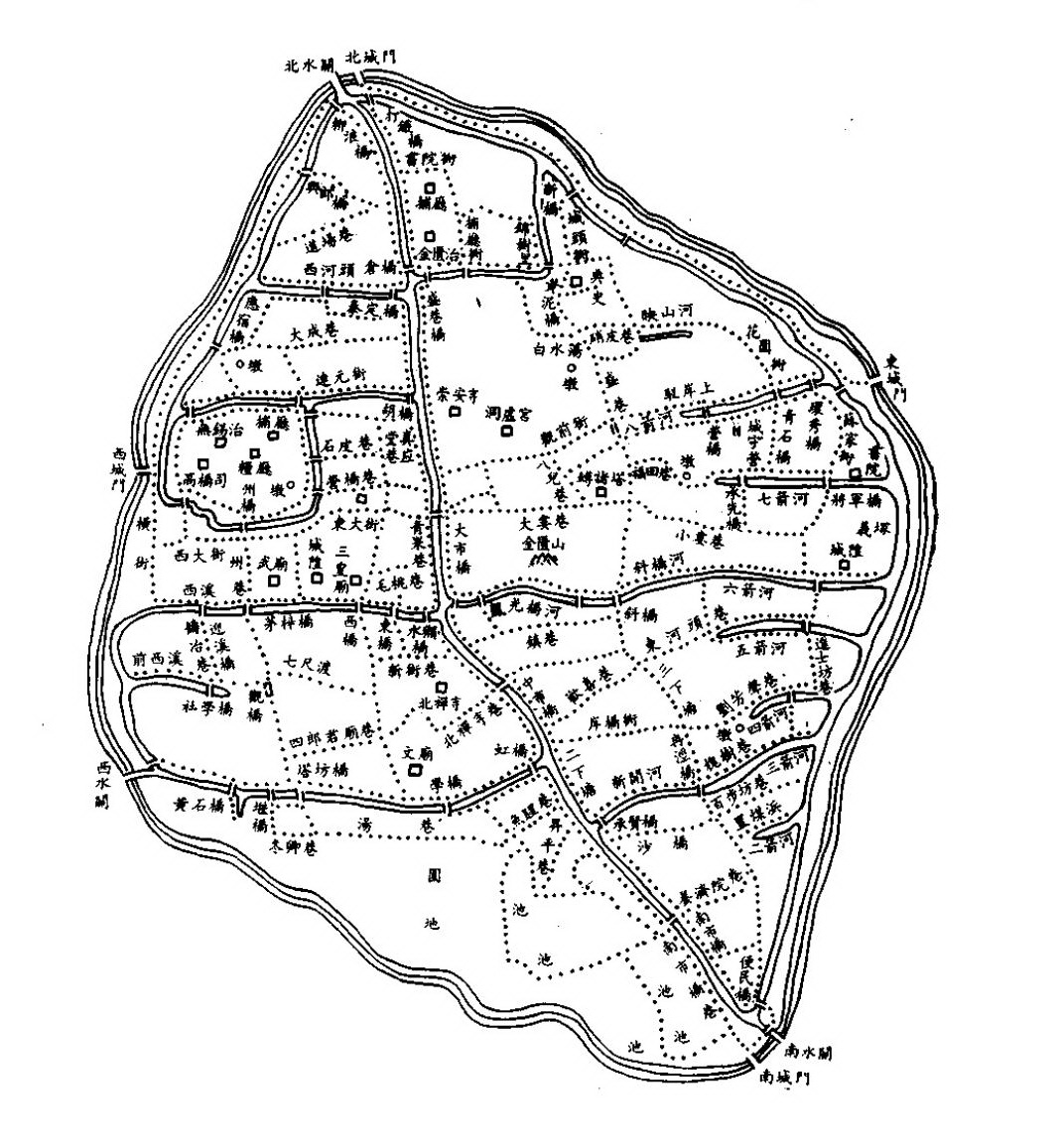
清末民初时期的无锡城区图，这也被称为无锡龟背古城

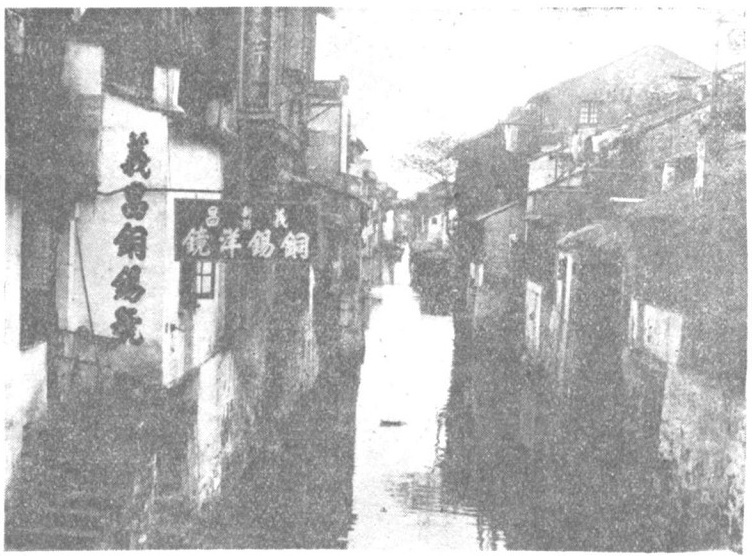
1935年无錫城內直河一景，商店鳞次栉比、沿河而开，形成“水弄堂”，被后人成为东方日内瓦

1911年秋，辛亥风云起。是年11月16日，无锡宣告光复。次年，中华民国成立，无锡、金匮两县重合为无锡县，属苏常道。辛亥革命以后，无锡的工业化水平仍保持着快速增长，从1910年到1919年，工厂由11家增至78家。

#### 国民政府北伐后
1927年3月22日，国民革命北伐军底定无锡，为地方自治实现民主计，废道治，无锡县遂直属江苏省辖。自1934年起国民政府又设第二行政专员公署于锡，辖旧苏常道境内十县。
此一黄金十年期间，无锡各项发展迅速，譬如在交通方面，到1937年，沪宁铁路在无锡共拥有1个大站4个小站，最快只需2小时2分就可抵达上海；水路上，无锡已拥有7家货运轮船局，有各种轮船、航船、快船连接各乡镇与外县各城市。而工商業更是尤爲進步，到1932年，无锡共有170余家工厂，劳动工人超过6万人，资本额达1,400－1,500万元。其中棉纺织业规模最大，其次是面粉工业，传统的无锡米市在工业化后日产面粉可达26万包，为继上海、哈尔滨之后处于全国第3位。商业方面，有货栈9个，商店1,661家，同时发展了百余个市镇。据1937年国民政府军事委员会《中国工业调查报告》统计，无锡在全国6个主要工业城市中，产业工人数占第二位，工业产值仅次于上海、广州，居第三位，资本总额居第五位，且是其中唯一一个无租界的城市。当时有流行曲《无锡景》传唱，称无锡为“小上海”，上海还有“无锡人掌工商业，宁波人掌金融业”之民间口语。
发达的经济为无锡带来了快速的城镇化，有如原为无锡农村的礼社，“沪宁铁路通车以来，远道货物纷至沓来。昔之视为珍奇者，今已为日常所必需”、“当铁道初通时，乡校购置小风琴一架，乡民争先参观，门为之塞，今则即留声机亦已不复能引起乡民注意。” 此一时期，无锡的文风亦更见鼎盛，1920年由一代大儒唐文治成立的无锡国学专科学校，是当代宣扬中国文化的重要讲学场地，章太炎、吕思勉、钱穆、唐兰、吴其昌等诸多近现代名士均在此或执教或受学。

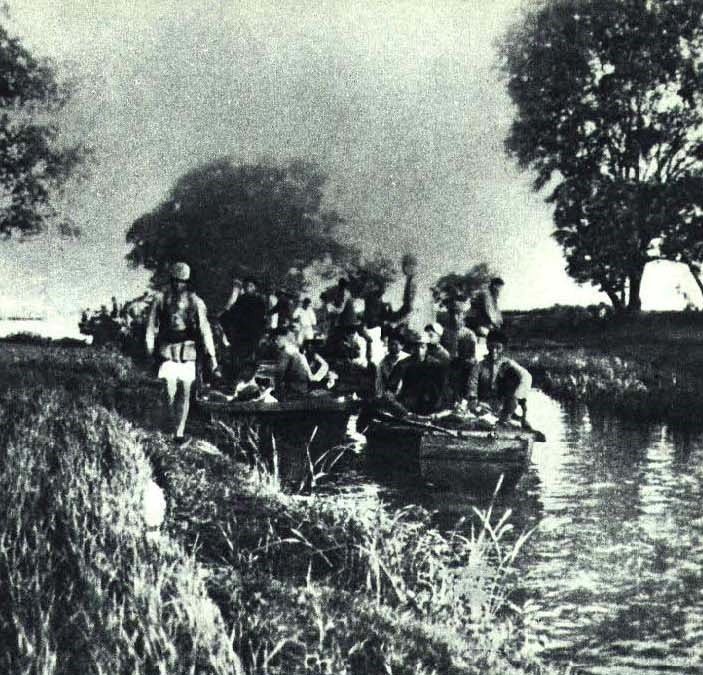
抗日战争期间在江苏无锡近郊的抗日游击队

然而，1937年七七事变后抗战爆发，作为江南经济中心的无锡遭受了致命的打击，对此，英国人田伯烈（H·J·Timperley）曾记载：“……上海损毁的情形，异常惨重……距上海约一百里的无锡，是一个工业发展较快的地区，约有人口九十万。所有工厂建筑，因日机的猛烈轰炸，或损失甚巨，或全部被毁。其中最重要的几家面粉厂、一家纱厂、一家电厂和一家设备非常新式的丝厂都被摧毁。嘉兴是浙江的一个丝业中心，原有人口四十五万，现已变为死城。二十万人口的松江，差不多仅余灰烬。苏州，原有人口三十五万，日军占领该城时，只剩五百人了。……”

#### 抗战胜利后
1945年抗战胜利，国民政府轻赋减税，并为民营企业工人补给生活必备物资，无锡经济一度得到恢复，民间工商业投资加大，至1947年，无锡各银行钱庄放款总额达到830亿，北塘地区形成了新的商业中心，1947年，无锡税收总额达2,000亿元，其中货物税一项就达一千多万元，仅次于上海。然而第二次国共内战的激烈化，不可避免的影响了无锡的经济。

#### 第二次国共内战、无锡易手
1949年4月23日午夜，解放军沿锡澄公路追击国军，从无锡光复门进城，基本上和平占领无锡。1949年4月25日，南下工作团1,200人和中共地下党員300多人在「无锡市军事管制委员会」领导下，公开办公开始接收。4月26日，苏南行署在无锡成立。苏南行署主任管文蔚兼无锡市军管会主任，钱敏为无锡市委书记（未到任），谢克东为市委副书记，顾风为市长、包厚昌为副市长。到1949年6月中旬无锡市接管工作基本完成。

#### 遭受政治运动影响

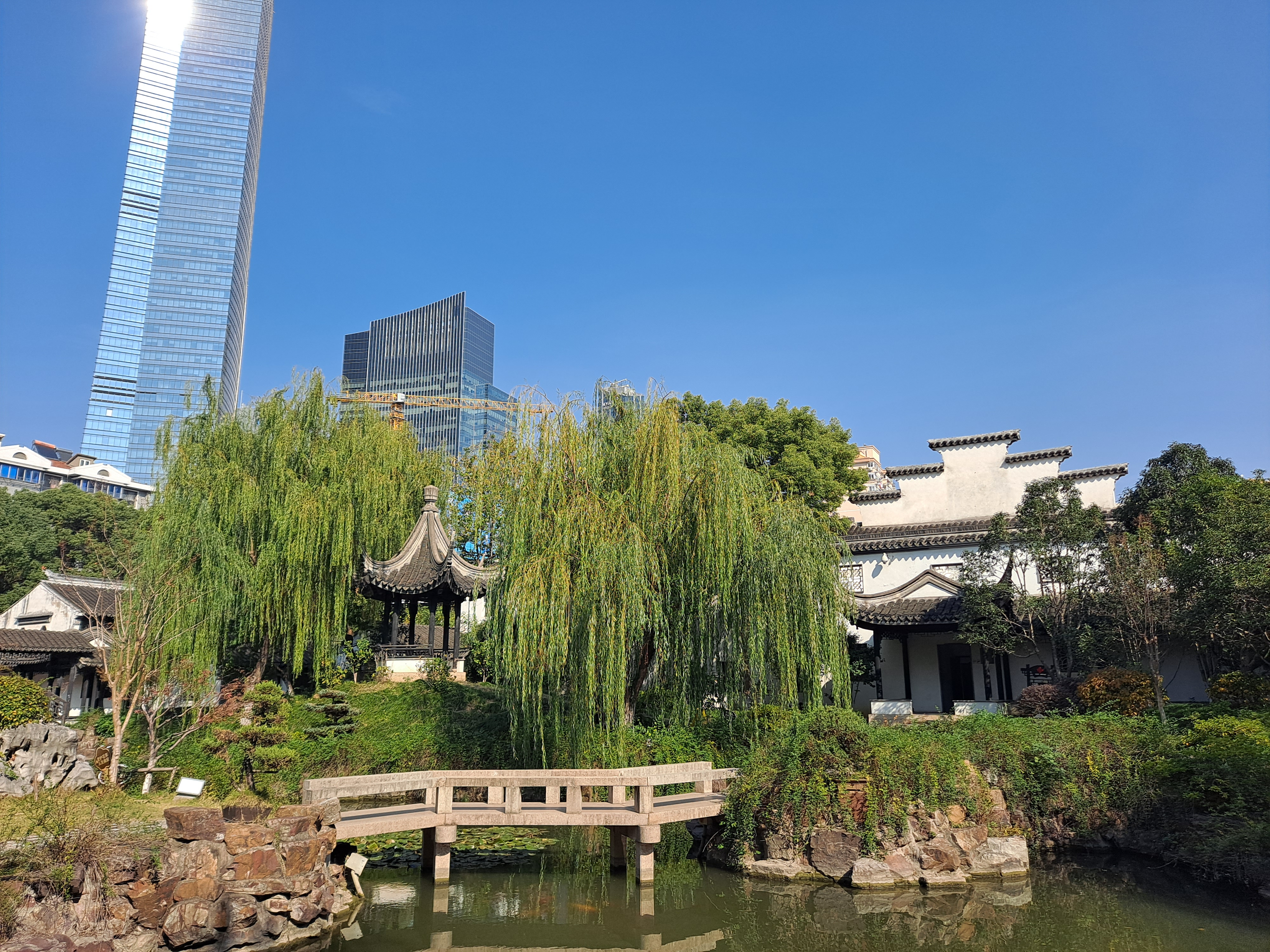
位于无锡市老城区中心的薛福成故居

1953年，无锡市成为江苏省的直辖市，随之而来的大跃进、人民公社化与文化大革命等政治运动令无锡遭到极其严重的破坏。1966年8、9月无锡发起红卫兵抄家行动，有4,700多户被非法抄家。工商业凋敝，传统人文学风消逝殆尽，以至在文革以后，无锡市政府当局仍习以利益为上，让已落户无锡的江苏化工学院再搬迁到常州，原计划办在无锡的江苏技术师范学院最后也迁至了常州，在近代开教育风气之先的无锡，一度因高等教育水平落后带来了对城市发展综合实力的影响。

#### 改革开放后
中国改革开放以来，作为苏南模式的代表，无锡经济因乡鎮民营企业的茁壯而得到复苏，取得了令人瞩目的发展。1981年，无锡市被列为15个国家经济中心城市之一；1985年，无锡市被国务院确定为长江三角洲沿海经济开放区开放城市。隨後，工业园区的开发吸引了大规模的海外投资，无锡成为中国沿海地区较早具有较大规模、较高水平的现代工业城市。自此，无锡市经常在城市综合竞争力排行榜及投资环境排行榜上名列前茅。

### 建置沿革
1949年前
- 前202年，始置无锡县，属会稽郡。
- 9年，新始建国元年，改名为有锡县。
- 25年，东汉建武元年，复置无锡县。
- 234年，三国吴省无锡县。
- 281年，西晋太康二年复置无锡县，属毗陵郡。
- 1295年，元元贞元年，升无锡为州，属江浙行中书省常州路。
- 1368年，明洪武元年，仍称无锡县，属中书省常州府。
- 1724年，清雍正初，分无锡县为无锡、金匮两县，均属常州府。
- 1912年，中华民国成立，无锡、金匮两县合并，复称无锡县，属苏常道。
- 1927年，北伐成功、江苏光复，废道治，无锡县直属江苏省。
- 1934年，国民政府设江苏省第二行政督察专员公署于无锡，辖吴、武进、江阴、昆山、宝山等十县。
- 1937年，七七抗战爆发，是年11月15日无锡县政府迁陆区，翌年起，县府机关先后转进梅村、八士、雪堰桥等地开展活动。
- 1938年，日军设立江苏省政府，省府由镇江迁苏州，无锡为省直辖县，并设无锡县知事公署。
- 1940年9月，日本統治下的无锡县政府成立。
- 1945年8月15日，日军投降，抗战胜利。10天后，无锡县县长范惕生入城着手接收工作。
- 1949年4月23日，解放軍占领无锡。

苏南行署区无锡市
- 1949年4月24日，原无锡县分为无锡市、无锡县，设立无锡市人民政府，顾风、包厚昌为首任正副市长；4月26日，苏南行署区成立，驻无锡市，管文蔚任主任；无锡市下辖无锡县及三个指导区。
- 1952年11月15日，苏南行署区、苏北行署区、南京市合并建立江苏省，次年省政府正式成立，无锡市成为江苏省省辖市。

江苏省无锡市
- 1953年1月1日，重新编制市内行政区划，无锡市划分为八个行政区，称一区至八区，並轄無錫縣；2月6日，原辖无锡县编入苏州专区；3月27日，苏州专区所属的无锡县划出部分区域，分别编入無錫市六区、七区。
- 1954年6月2日，苏州专区所属的无锡县划出部分区域，编入無錫市六区。
- 1955年5月27日，市七区、八区合并至六区；7月12日，一区更名崇安区、二区更名工运区、三区更名南长区、四区更名西新区、五区更名北塘区、六区更名郊区。
- 1957年3月15日，苏州专区所属的震泽县划出部分区域，编入無錫市郊区。
- 1958年6月，工运区编入崇安区、西新区编入南长区与北塘区；7月6日，苏州专区所属的无锡县编入无锡市；7月8日，郊区编入无锡县。
- 1960年5月，无锡县划出原郊区部分，成立太湖区；又划出部分区域，分别编入崇安区、南长区、北塘区。
- 1962年9月25日，无锡县划归苏州专区领导。
- 1963年7月，太湖区更名郊区。
- 1968年3月21日，崇安区更名为崇武区。
- 1978年8月25日，崇武区復名为崇安区。
- 1980年7月，郊区划出部分区域，成立马山办事处。
- 1983年1月18日，苏州地区所属的江阴县、无锡县，镇江地区的所属宜兴县编入无锡市；7月7日，马山办事处并入郊区。
- 1987年4月23日，江阴县撤县建市，成立江阴市；12月22日，郊区划出部分区域，成立马山区。
- 1988年1月9日，宜兴县撤县建市，成立宜兴市。
- 1992年6月2日，无锡市经济技术开发区管理委员会在郊区锡南片区正式成立，代表市政府在开发区内行使市级经济管理和审批权限。
- 1995年1月11日，市政府改组原经济技术开发区为无锡新区；6月8日，无锡县撤县建市，成立锡山市。
- 2000年12月21日，锡山市撤市，划出部分区域，分别成立锡山区、惠山区；马山区与锡山市的剩余区域并入郊区，郊区更名滨湖区，至此无锡形成六区二市（县）的地区构成。
- 2002年1月30日，滨湖区南站镇、坊前镇、梅村镇的行政管理归属无锡市新区管理委员会；滨湖区中桥街道、芦庄街道的行政管理归属南长区；滨湖区刘潭街道的行政管理归属北塘区。到2002年底，无锡市区七区的格局形成。
- 2015年10月13日，撤销崇安区、南长区、北塘区，合并设立梁溪区，锡山区鸿山街道和滨湖区江溪街道、旺庄街道、硕放街道、梅村街道、新安街道划出设立新吴区。

## 地理
无锡市位于江苏省东南部，地理坐标为31°33′N 120°18′E / 31.550°N 120.300°E，东邻苏州市；南濒太湖，与浙江省湖州市隔湖相望；西接常州市，比较特殊的是，作为无锡市下辖两个县级市之一的宜兴市被常州市武进区分隔开来，不与无锡市有陆上连接，成为无锡市的一块“飞地”；北部（江阴市）倚靠长江，与泰州市所辖的靖江市隔江相望。无锡全市总面积为4627.47平方公里（市区1643.88平方公里、建成区面积316平方公里），其中，山区和丘陵面积为782平方公里，占总面积的16.90%；水面面积为1342平方公里，占总面积的29.0%。

### 地形
无锡地处长江三角洲，地形以平原为主，地势很低，太湖平原为一碟形洼地，海拔一般在3.5米以下，最低处海拔在2米以下，原因是惠山以北到江阴部分区域在古代都是芙蓉湖，宋明以来才逐渐消失；无锡马山呈海湾式湖滨低山丘陵地势，区域内多丘陵、干旱地、山峦区，阶地、漫滩土质肥沃；下辖的宜兴市则属于宜溧山地，有低山和丘陵分布，最高点是位于南部的黄塔顶（611.5米），为天目山余脉，乃苏南第一峰、江苏省第二高峰。整個無錫河网密布、水美土肥、物产丰富，是典型的江南水乡。

### 气候
无锡属海洋性亚热带季风气候，温和湿润，四季分明，年平均气温15.5 °C。雨量充沛，雨季较长，主要集中在夏季，无锡市区年平均降雨量为1048毫米，全年无霜期为220天左右，无锡市区日照时数为2019.4小时。一年中最热是7月，月平均气温28.0 °C；一年中最冷是1月，月平均气温2.8 °C。
| 1981–2010年间无锡市的平均气象数据 | 1981–2010年间无锡市的平均气象数据 | 1981–2010年间无锡市的平均气象数据 | 1981–2010年间无锡市的平均气象数据 | 1981–2010年间无锡市的平均气象数据 | 1981–2010年间无锡市的平均气象数据 | 1981–2010年间无锡市的平均气象数据 | 1981–2010年间无锡市的平均气象数据 | 1981–2010年间无锡市的平均气象数据 | 1981–2010年间无锡市的平均气象数据 | 1981–2010年间无锡市的平均气象数据 | 1981–2010年间无锡市的平均气象数据 | 1981–2010年间无锡市的平均气象数据 | 1981–2010年间无锡市的平均气象数据 |
| 月份                              | 1月                               | 2月                               | 3月                               | 4月                               | 5月                               | 6月                               | 7月                               | 8月                               | 9月                               | 10月                              | 11月                              | 12月                              | 全年                              |
| --------------------------------- | --------------------------------- | --------------------------------- | --------------------------------- | --------------------------------- | --------------------------------- | --------------------------------- | --------------------------------- | --------------------------------- | --------------------------------- | --------------------------------- | --------------------------------- | --------------------------------- | --------------------------------- |
| 平均高温 °C（°F）                 | 7.5 (45.5)                        | 9.5 (49.1)                        | 13.8 (56.8)                       | 20.0 (68.0)                       | 25.7 (78.3)                       | 28.7 (83.7)                       | 32.4 (90.3)                       | 31.8 (89.2)                       | 27.7 (81.9)                       | 22.7 (72.9)                       | 16.7 (62.1)                       | 10.4 (50.7)                       | 20.6 (69.0)                       |
| 日均气温 °C（°F）                 | 3.5 (38.3)                        | 5.4 (41.7)                        | 9.4 (48.9)                        | 15.2 (59.4)                       | 20.7 (69.3)                       | 24.5 (76.1)                       | 28.5 (83.3)                       | 27.8 (82.0)                       | 23.6 (74.5)                       | 18.2 (64.8)                       | 12.1 (53.8)                       | 5.9 (42.6)                        | 16.2 (61.2)                       |
| 平均低温 °C（°F）                 | 0.4 (32.7)                        | 2.1 (35.8)                        | 5.8 (42.4)                        | 11.1 (52.0)                       | 16.6 (61.9)                       | 21.1 (70.0)                       | 25.3 (77.5)                       | 24.8 (76.6)                       | 20.5 (68.9)                       | 14.6 (58.3)                       | 8.3 (46.9)                        | 2.4 (36.3)                        | 12.8 (54.9)                       |
| 平均降水量 mm（）                 | 58.8 (2.31)                       | 57.3 (2.26)                       | 92.0 (3.62)                       | 79.9 (3.15)                       | 96.1 (3.78)                       | 182.9 (7.20)                      | 172.1 (6.78)                      | 143.5 (5.65)                      | 91.5 (3.60)                       | 57.4 (2.26)                       | 56.7 (2.23)                       | 33.8 (1.33)                       | 1,122 (44.17)                     |
| 平均相對濕度（％）                | 75                                | 75                                | 75                                | 74                                | 74                                | 79                                | 79                                | 81                                | 80                                | 77                                | 75                                | 72                                | 76                                |
| 来源：中国气象数据网              |                                   |                                   |                                   |                                   |                                   |                                   |                                   |                                   |                                   |                                   |                                   |                                   |                                   |

### 水文
无锡市内水系丰富，水网稠密、湖荡众多。在无锡市规划范围内的水系骨架内，全市拥有河道5983条，总长6998公里。以京杭大运河为纵轴，北有锡澄运河，锡北运河，九里河，伯渎巷，北兴塘；南有曹王泾，蠡河，骂蠡巷，大溪巷，直湖港，梁溪河等区域性河道。1949年前，无锡老城厢以环向沟通的护城河组成骨架，由大运河，转水河，梁溪河，伯渎巷向外辐射，由此组成引水与排水和交通网络。原老城区内，有古运河作为主干河道，有环成弧形的里城河。1949年后，在城市发展期间，据保守估计，无锡地区有1000多条河道被填埋筑路。

### 环境
无锡是国家园林城市，并与下辖的江阴、宜兴同为国家生态城市，从而形成了中国首个国家生态城市群。在无锡境内，建设有十七座湿地公园，其中，长广溪湿地公园、梁鸿湿地公园被评为国家级湿地公园。
2007年5月，由于苏州沿太湖地区的工业污染排放以及苏州太湖地区水产养殖业造成的水体富养化，太湖爆发大规模蓝藻污染，又由于夏季东南风向，蓝藻大量涌入太湖无锡水域，造成无锡自来水无法正常使用，水利部随后急调长江水注入太湖。2008年，蓝藻继续爆发，但2009年始，无锡环太湖流域和运河区通过大量有效治理，无锡水域的水质已有明显改善，但是苏州方面的工业污染与水产养殖从未停止。
2009年，无锡荣膺联合国年度“全球绿色城市”殊荣，2013年，由社科院发布的《2013中国城市竞争力蓝皮书》中，无锡在“宜居城市竞争力排行榜”上位列香港、澳门之后，位居内地城市之首。

## 政治

### 现任领导
| 机构     | · 中国共产党 · 无锡市委员会 | 无锡市人民代表大会 常务委员会 | 无锡市人民政府    | · 中国人民政治协商会议 · 无锡市委员会 |
| 职务     | 书记                        | 主任                          | 市长              | 主席                                  |
| -------- | --------------------------- | ----------------------------- | ----------------- | ------------------------------------- |
| 姓名     | 杜小刚                      | 杜小刚                        | 蒋锋              | 项雪龙                                |
| 民族     | 汉族                        | 汉族                          | 汉族              | 汉族                                  |
| 籍贯     | 江苏省常州市                | 江苏省常州市                  | 江苏省常州市      | 江苏省江阴市                          |
| 出生日期 | 1976年6月（49歲）           | 1976年6月（49歲）             | 1972年7月（53歲） | 1963年12月（61歲）                    |
| 就任日期 | 2021年7月                   | 2022年3月                     | 2025年7月         | 2022年3月                             |

### 行政区划
无锡市下辖5个市辖区，代管2个县级市，此外还有一功能区—无锡经济开发区。
- 市辖区：梁溪区、锡山区、惠山区、滨湖区、新吴区
- 县级市：江阴市、宜兴市

除正式行政区划外，无锡市还设立以下经济功能区：
- 锡山经济技术开发区（国家级）
- 无锡蠡园经济开发区（国家级工业设计园）
- 无锡山水城（包括国家级无锡数字产业园、省级无锡太湖山水城旅游度假区等功能园区）
- 无锡太湖国家旅游度假区（国家级）
- 江阴高新技术产业开发区（国家级）
- 宜兴经济技术开发区（国家级）
- 省级：江苏江阴临港经济开发区、江苏江阴-靖江工业园区

## 人口
2023年常住人口749.08万人，户籍人口519.01万人。
根据2020年第七次全国人口普查，全市常住人口为7,462,135人。同第六次全国人口普查的6,374,399人相比，十年共增加了1,087,736人，增长17.06%，年平均增长率为1.59%。其中，男性人口为3,848,880人，占总人口的51.58%；女性人口为3,613,255人，占总人口的48.42%。总人口性别比（以女性为100）为106.52。0－14岁的人口为967,076人，占总人口的12.96%；15－59岁的人口为5,021,239人，占总人口的67.29%；60岁及以上的人口为1,473,820人，占总人口的19.75%，其中65岁及以上的人口为1,093,557人，占总人口的14.65%。居住在城镇的人口为6,178,208人，占总人口的82.79%；居住在乡村的人口为1,283,927人，占总人口的17.21%。
从人口结构上看，2022年全市80岁及以上高龄人口达14.38万人，比上年增长3.87%，增幅同比提高1个百分点；但是相比较长三角城市群中其他城市的人口结构比例，无锡全市人口结构依旧保持了十分年轻与活跃的增长态势。

### 民族
全市常住人口中，汉族人口为7,370,607人，占98.77%；各少数民族人口为91,528人，占1.23%。与2010年第六次全国人口普查相比，汉族人口增加1,047,019人，增长16.56%，占总人口比例下降0.43个百分点；各少数民族人口增加40,717人，增长80.13%，占总人口比例增加0.43个百分点。

### 方言
无锡方言是吴语的一种，属于吴语太湖片的苏嘉湖小片，与苏州话、上海话相近，部分地区也具有毗陵小片的特征。正是由于无锡位于两种吴方言小片的交接带，故境内有“十里不同音”之现象。
无锡话属于吴语中的一个分类，是本地文化的精髓，吴语的一些主要语音特征，无锡话几乎都具备。但由于无锡处于苏州和常州之间，所以无锡话（城区以及近郊）具有自身的特点也兼具了毗陵小片和苏沪嘉小片的某些特点，内部情况更为复杂。
无锡话与北部苏州话、常州话、嘉兴话、上海话、湖州话、杭州话、绍兴话、宁波话等基本能互通。
从《无锡县志》方言卷中将无锡话按声韵调特点分成了7个小区，不仅如此，就连无锡老城区的周围的话也是不同的。最典型的说法是“无锡东南西北四城门外个闲话搭城里闲话是弗一样个”。 所谓“城里闲话”指老城区（今解放环路以内）的话，这也是无锡人普遍认同的城里话。但是随着现代社会迅速发展，一批批外来移民定居无锡，无锡城区的居民结构也进一步复杂化，这种频繁的交流往来，无疑对方言演变有着潜移默化的影响，外加普通话的大力推广，无锡话在不同年龄，不同地区，不同家庭背景之间存在的差别较之以往更加突出，即便是老城区出生的人也是层次不一，各不相同，所以老无锡人常常唠叨说：“如今能听到正宗无锡话实在太难了。”
无锡话可以分为东西两片。东片包括东南部的厚桥、甘露、荡口、鸿声、后宅、硕放等等，语音跟苏州及吴县的北部十分接近，而东北部羊尖、港下一带又带有明显的常熟话特色。西片的靠近常州武进区的陆区、马山以及胡埭西部临近武进的自然村又有武进话特征。无锡西片大部分地方与无锡市语音接近。由于语音上的明显不同，因此东部的人称梅村和硕放以西的人为“西天人”。无锡的东部方言归入苏南吴语东区（即苏沪嘉小片）是完全没有问题的。无锡的西部方言（包括无锡市区），许宝华和游汝杰两同志《苏南和上海吴语的内部差异》认为也应归东区。

## 经济
| 年份                       | 2020   | 2021   | 2022   | 2023   | 2024   |
| -------------------------- | ------ | ------ | ------ | ------ | ------ |
| 生产总值（亿元）           | 12300  | 14000  | 14850  | 15456  | 16263  |
| 人均生产总值常住人口（元） | 165400 | 187400 | 198400 | 206300 | 216900 |

| 区划名称 | 国内生产总值（亿元） | GDP占比（%） | 人均生产总值常住人口（元） |
| -------- | -------------------- | ------------ | -------------------------- |
| 无锡市   | 16263.3              | 100.00       | 216900                     |
| 新吴区   | 2645.3               | 16.27        | 363100                     |
| 梁溪区   | 1709.9               | 10.51        | 173500                     |
| 滨湖区   | 1608.3               | 9.89         | 197300                     |
| 锡山区   | 1345.8               | 8.28         | 151500                     |
| 惠山区   | 1372.9               | 8.44         | 152600                     |
| 江阴市   | 5126.1               | 31.52        | 287200                     |
| 宜兴市   | 2455                 | 15.09        | 191100                     |

| 排名 | 企业                     |
| ---- | ------------------------ |
| 6    | 无锡产业发展集团         |
| 9    | 海澜集团                 |
| 11   | 新长江实业集团           |
| 15   | 江阴兴澄特种钢铁有限公司 |
| 23   | 远景能源                 |
| 24   | 三房巷集团               |
| 25   | 红豆集团                 |
| 34   | 双良集团                 |
| 38   | 江苏阳光集团             |
| 39   | 远东控股集团             |
| 41   | 江苏华西集团             |
| 43   | 江苏华宏实业集团         |
| 46   | 江苏大明工业科技集团     |
| 49   | 法尔胜泓昇集团           |
| 54   | 江苏江润钢业             |
| 60   | 江苏三木集团             |
| 67   | 雅迪科技集团             |
| 75   | 无锡朝阳集团             |
| 77   | 江阴长三角钢铁集团       |
| 79   | 兴达投资集团             |
| 82   | 江苏中超投资集团         |
| 83   | 江阴江东集团             |
| 84   | 华地国际控股             |
| 88   | 无锡江南电缆             |
| 89   | 长电科技                 |
| 91   | 扬子江船业               |
| 92   | 江阴市金桥化工           |
| 98   | 无锡市交通产业集团       |
| 99   | 无锡市国联集团           |

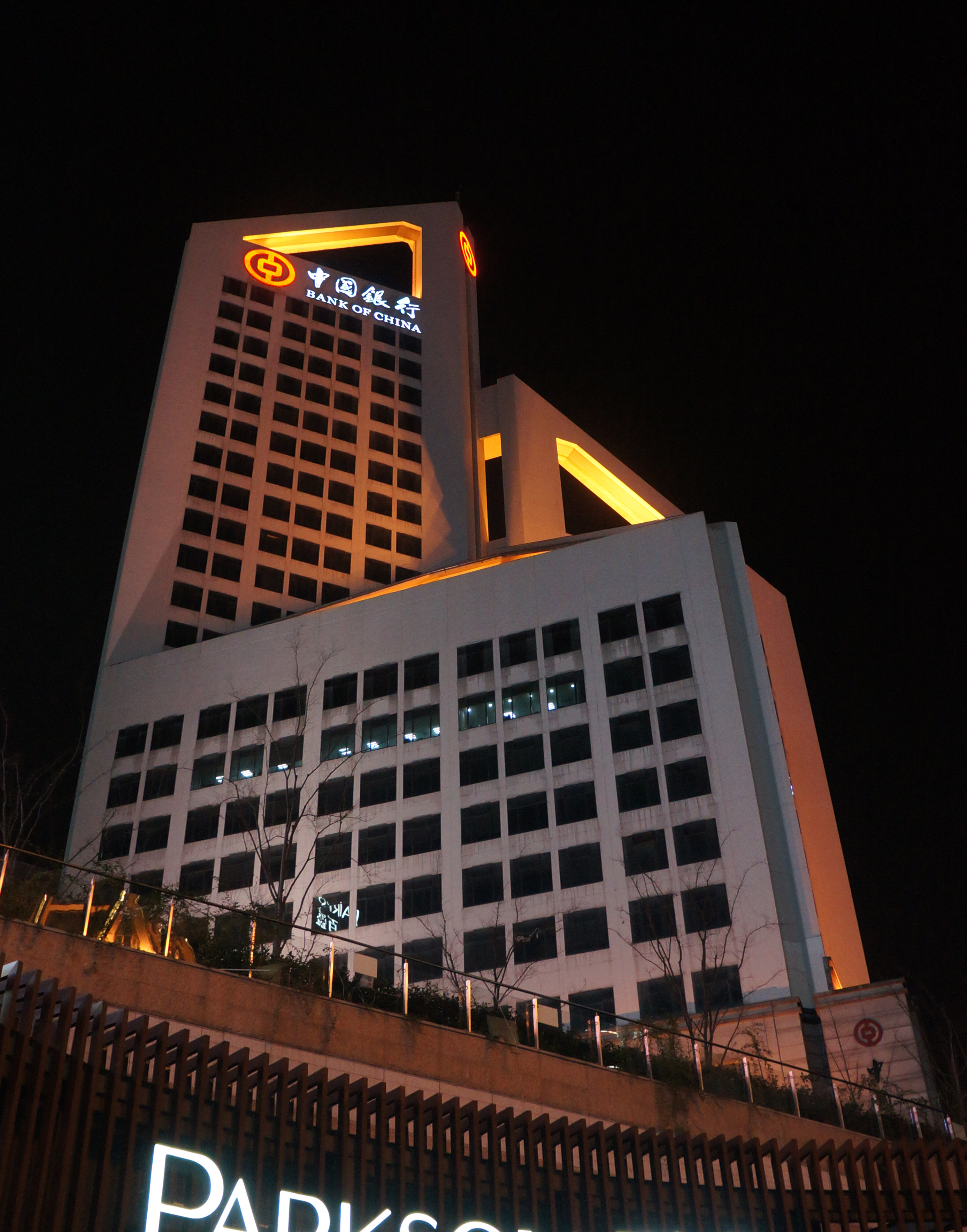
无锡中银大厦

改革开放以后，随着苏南模式带来的先机，无锡逐渐成为东部经济重镇与一座极富活力的商业城市。2013年底，无锡因城市综合实力稳健而成为由《第一财经周刊》所评选的“中国新一线城市”之一；同时，《福布斯》中文版发布的《2013中国大陆最佳商业城市排行榜》中，无锡市排名第五，处地级市首位。
2022年，无锡市经济总量再创新高，综合实力持续增强，初步核算，全年实现地区生产总值14850.82亿元，按可比价格计算，比上年增长3.0%。按常住人口计算人均地区生产总值达到19.84万元，居全国第一。
从产业看，全市第一产业实现增加值133.65亿元，比上年增长1.1%；第二产业实现增加值7177.39亿元，比上年增长3.6%；第三产业实现增加值7539.78亿元，比上年增长2.4%；三次产业比例调整为0.9 : 48.3 : 50.8。
全年城镇新增就业15.81万人，其中：各类城镇下岗失业人员实现就业再就业7.72万人，援助就业困难人员再就业3.12万人。全市城镇登记失业率为2.68%。
全年民营经济实现增加值9831.24亿元，比上年增长3.3%，占经济总量的比重为66.2%，比上年上升 0.2个百分点。民营规上工业实现产值14269.28亿元，比上年增长12.8%。民间投资完成2403.41亿元，比上年下降3.6%。
年末全市各级登记机关登记的各类企业42.33万户，其中国有及集体控股公司3.60万户，外商投资企业0.70万户，私营企业38.04万户，当年新登记各类企业5.12万户。年末个体户66.09万户，当年新登记8.08万户。
全年市区居民消费价格指数（CPI）上涨2.1%，比上年提高0.4个百分点。其中，服务项目价格上涨1.0%，消费品价格上涨2.9%。工业生产价格涨幅平稳，全年工业生产者出厂价格上涨1.7%，工业生产者购进价格上涨3.9%。
2024年，无锡市全市实现地区生产总值16263.29亿元，按不变价格计算，同比增长5.8%，高于全国（5.0%）。其中，第一产业增加值140.45亿元，同比增长3.5%；第二产业增加值7716.02亿元，同比增长6.2%；第三产业增加值8406.82亿元，同比增长5.4%；财政收入1210.1亿元人民币，居于全省第三，人均GDP21.69万元，位列北京与上海之后，居全国第三名。

### 民营经济

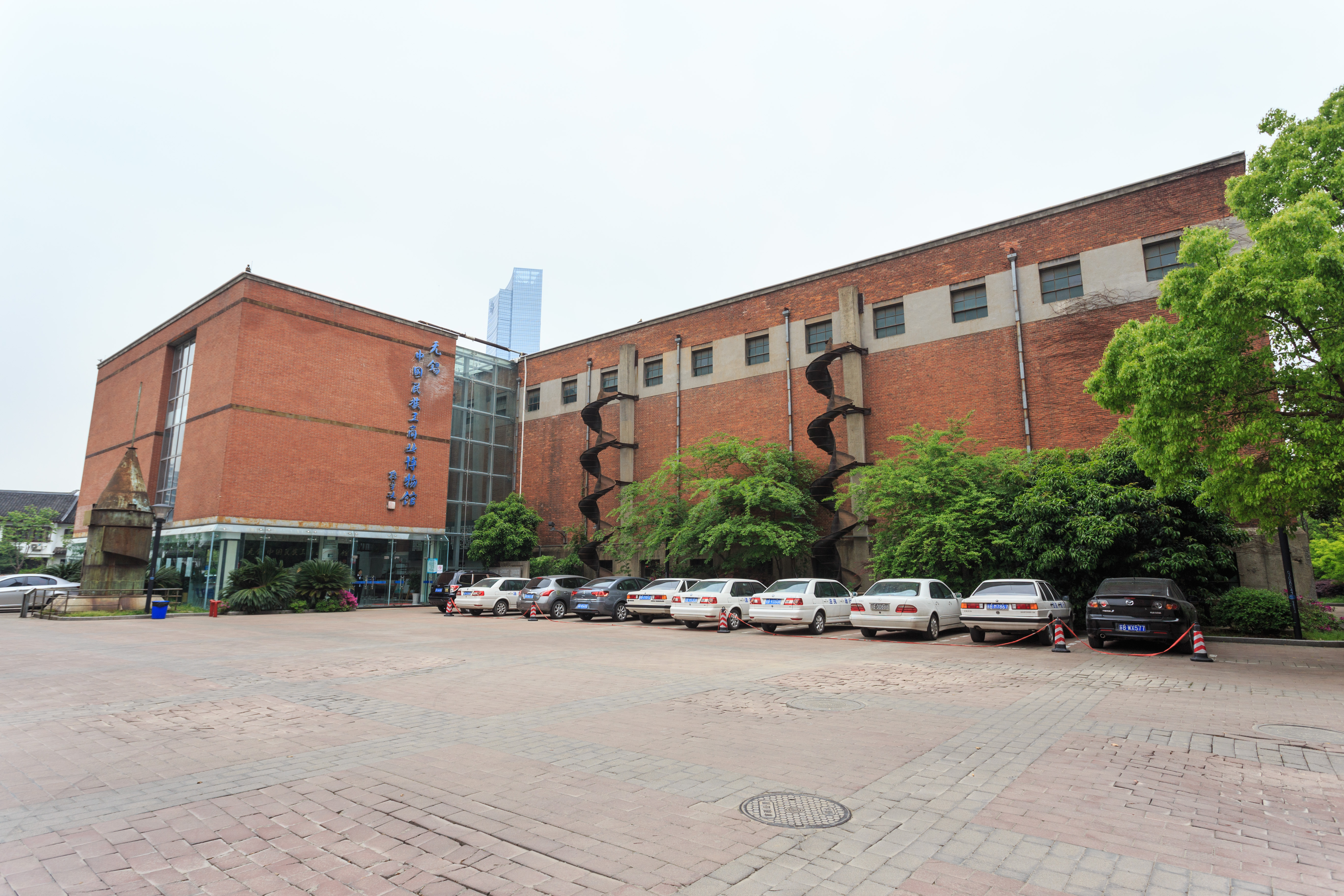
荣氏家族茂新面粉厂 现为无锡市民族工商业博物馆

无锡，自古以来经济就较为发达。1895年，杨宗濂、杨宗瀚在无锡南门外创办了第一家民族资本企业--业勤纱厂，随后，以纺织、丝绸、粮食加工业为主体的众多企业诞生，并得到快速发展，无锡成为全国民族工商业的发祥地之一。在这过程中，无锡近代工业发展史中众多的“第一”“之最”；诞生了包括荣氏家族、唐氏家族等等一批批工商业巨头，也展示了无锡民族工商业企业家的创业历程，值得人们永远铭记。改革开放后，无锡民营企业在乡镇工业为代表的苏南模式基础上，发展蓬勃，“药明康德”、“小天鹅”、“山禾药业”、“海澜之家”、“长电科技”等知名企业都是在此一时期转型而来。而自1993年7月太极实业作为江苏省首家上市公司在上交所上市的民营企业以来，多年间，来自无锡的上市公司规模更是逐步扩大，形成了比较独特的“无锡板块”，在江苏排名第一，在整个长三角经济发展中发挥着越来越重要的作用。
从数据上看，2021年无锡市民营经济实现增加值9242.15亿元，比上年增长9.0%，占经济总量的比重为66.0%，比上年上升 0.2个百分点。民营规上工业实现产值12520.67亿元，比上年增长25.4%。民间投资完成2493.40亿元，比上年增长4.6%。年末无锡市各级登记机关登记的各类企业39.83万户，其中国有及集体控股公司3.29万户，外商投资企业0.71万户，私营企业35.83万户，当年新登记各类企业5.90万户。年末个体户62.99万户，当年新登记12.3万户。

### 外资经济
当前，无锡加速与全球经济“共舞”，贸易伙伴遍及全球220多个国家和地区。2021年，无锡外贸进出口规模1057亿美元，是十年前的1.5倍；引进总投资超亿美元项目达到240个；同时对外投资也不断迈开大步。
在无锡的外资企业中不乏欧美日韩等跨国企业，美国GE医疗、松下集团、德国英飞凌、韩国LG化学、索尼、夏普、海力士、博世。自1981年全省首家中外合资企业落户以来，无锡已集聚了7200多家外资企业和近1.2万家外贸企业，其中包括SK海力士、阿斯利康、博世等110余家世界500强跨国公司，累计使用外资近800多亿美元。其中有108家世界500强跨国公司在锡投资设立218家企业。在外商投资不断加码的同时，无锡的贸易伙伴已拓展到全世界6大洲的220多个国家和地区；对外投资拓展到全球92个国家和地区。2022年为止，无锡外贸进出口总额突破1100亿美元，再创历史新高；全市实际使用外资38.3亿美元，同比增长3.6%。

### 国企经济

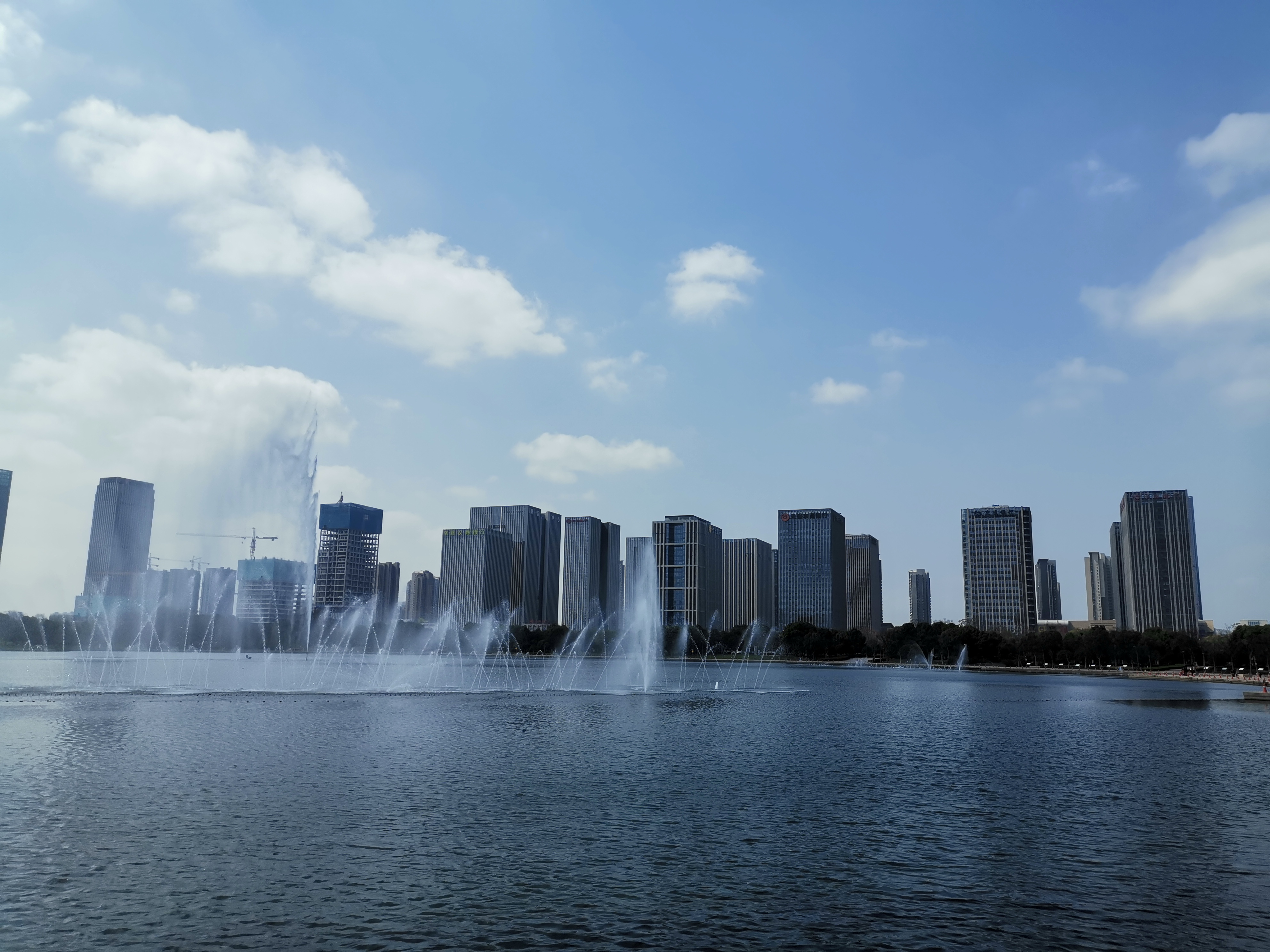
太湖新城金融街（拍摄于2020年）

无锡市下属拥有国联集团、城建集团、交通产业集团、市政集团、产业发展集团、君来集团、地铁集团、机场集团等等一级企业11家以及数量众多的下属企业。
无锡市国资框架以国联集团为主，在现有金融业务的基础上发展银行业和延伸发展保险业；以城投公司、房开集团、太湖新城建设公司和园林总公司为主组建城建集团，承担城市环境建设和太湖新城的开发建设；以交通产业集团为主组建交通建设集团，承担交通设施、城市公交的建设与营运和发展现代物流业；以市政公用产业集团为主组建市政建设集团，承担供水、供气、排污等公用事业的营运与建设，城市道桥等市政工程的营运与建设和环境资源的开发建设；以产业公司和威孚集团为主组建的产业发展集团，主业为优势产业发展投资和创业（风险）投资；以酒店经营管理为主体的君来集团。

2021年末，无锡市属企业资产总额7030.10亿元，2021年实现营业收入1718.27亿元，利润总额96.09亿元，上缴税费58.65亿元，较2012年分别增长约1.54倍、4倍、1.1倍和1.42倍。

### 工业园区
从1992年无锡新区获得国务院批准成为国家级高新技术产业开发区以来，无锡目前已拥有國家級開發區7家，省級以上開發區15家。而自2013年9月上海自贸区开建以来，无锡正积极籌劃对接。目前，无锡驻上海自贸区商务代表处已揭牌成立，据规划，未来自贸区二期、三期的建设中，会将包括无锡在内的周边工业园区纳入其中。
无锡六大国家级工业园区简介
- 无锡新区：于1992年经国务院批准设立。[參⁠ 82]1995年在高新区基础上成立的无锡新区，目前已建成了空港产业园、国家级综合保税区、太湖科技园等诸多专业园区，[參⁠ 83]形成了电子信息、精密机械及机电一体化、生物医药、精细化工和新材料为重点的五大支柱产业。无锡新区极具地理优势，沪宁城际铁路无锡新区站与无锡苏南硕放国际机场均处辖区内。
- 锡山经济技术开发区：于1992年5月建立，1993年11月被江苏省政府批准为省级开发区，2003年升格为国家级开发区。[參⁠ 84][參⁠ 85]由西部园区、中部园区和东部园区两部分组成。西部园区打造成为功能先进制造业和高端服务业的集聚区，东部园区即锡东创新科技城（s-park），利用京沪高铁和无锡市锡东新城开发建设的契机，规划发展科技研发、休闲商务、高端居住、会展酒店和高科技制造业。[參⁠ 86]
- 无锡国家工业设计园：即无锡蠡园经济开发区，建立于1992年6月，2003年5月由国家科技部批准为国内首家以工业设计为主题的高新技术专业化园区。[參⁠ 87]
- 无锡山水城：是由原无锡太湖山水城旅游度假区和原无锡太湖新城科教产业园于2009年9月整合组建而成，园区内有国家数字电影产业园、中国服务外包示范区（太湖保护区）、国家动画产业基地等专业园区。
- 江阴国家高新技术产业开发区：成立于1992年，于2011年6月15日经国务院批准，升格为国家高新技术产业开发区，[參⁠ 88]区内主导产业包括金属新材料及高端制品、融合通信装备及材料、高端智能装备、现代中药及生物新药四大先进制造业，已形成总部经济、文化创意、软件和服务外包、现代物流、城市经济五大现代服务业为主的现代产业发展新格局。[參⁠ 89]
- 宜兴经济开发区：于2013年3月晋升为国家级经济技术开发区，园区内包括了中国新能源产业示范基地、中国绿色生态示范区、国家级产业服务中心、无锡低碳经济示范试点园等重要组成部分，已形成了新能源产业、光电子产业、新材料产业、先进装备制造产业为主的四大产业集群。

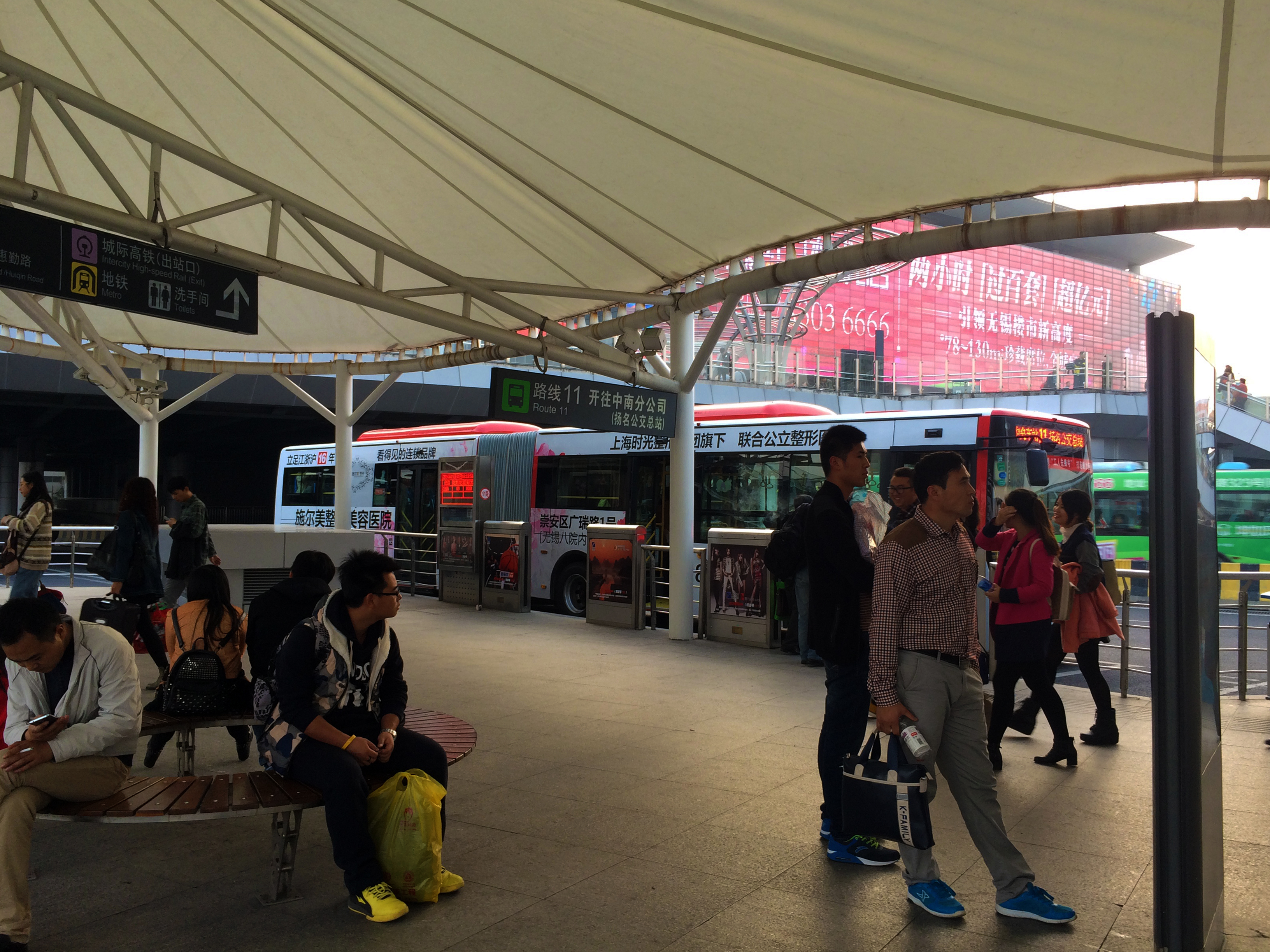
无锡市内一处智能公交站台，体现了物联网技术在生活中的实际应用

### 新兴产业
自2007年太湖蓝藻爆发后，无锡确立了产业升级的经济转型方向，目前无锡已形成了物联网、太阳能光伏、环保、生物、微电子、软件与服务外包、工业设计与文化创意八大新兴产业，其中尤以物联网、太阳能光伏、微电子三大产业广为人所知。虽然以尚德电力为代表的太阳能光伏产业发展不彰，但微电子产业制造研发却未艾方興，在2013年，无锡集成电路产业规模位列全国第二；物联网方面亦蓬勃興盛，2012年，无锡物联网综合示范工程成为国家发改委授牌表彰的唯一综合性应用示范及国家首批智慧城市建设试点城市，而物联网50%以上的国际规范标准均由无锡物联网产业研究院制定。

## 商业

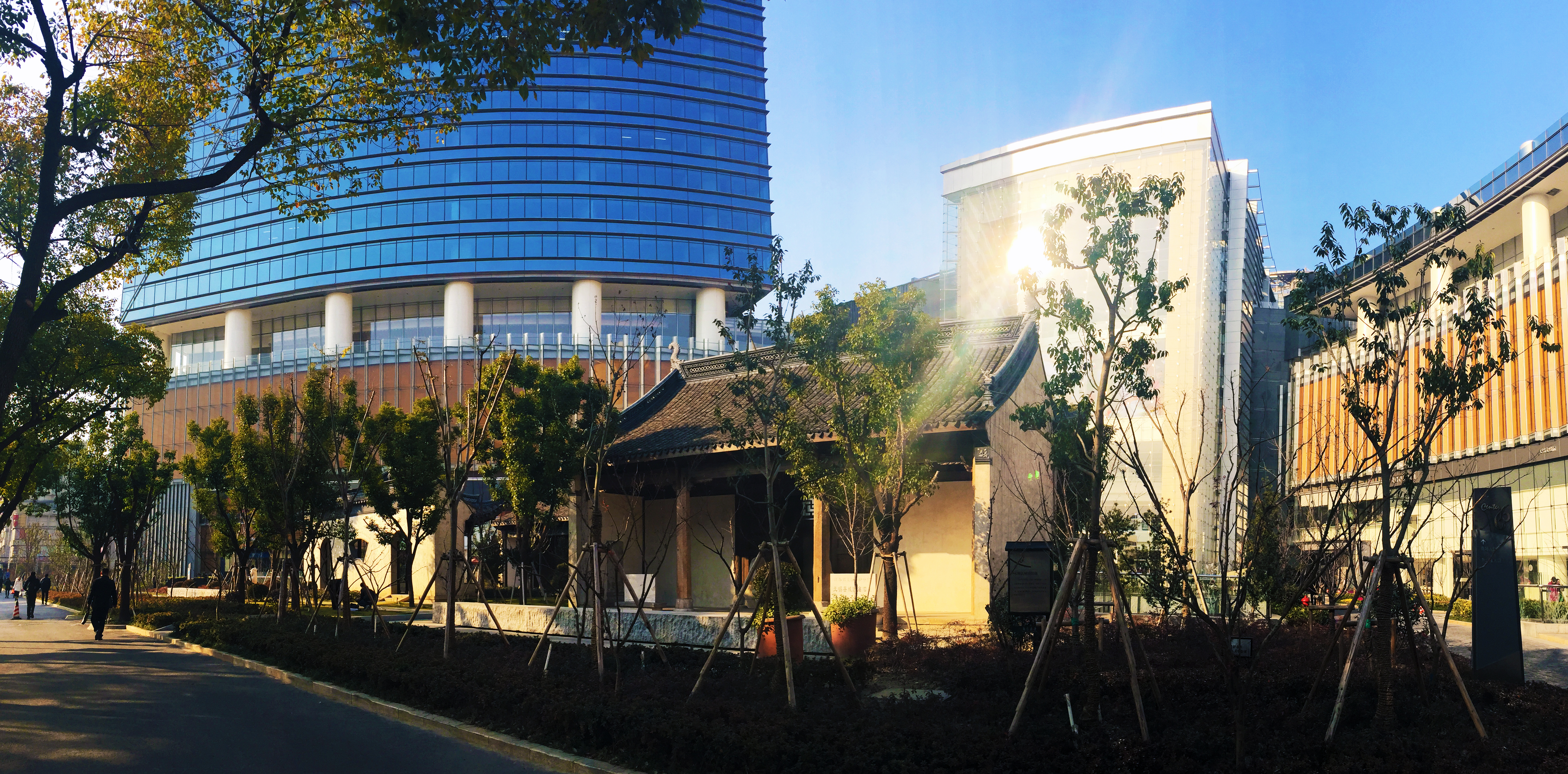
传统与现代的结合：恒隆广场与建于明代的无锡城隍庙旧址

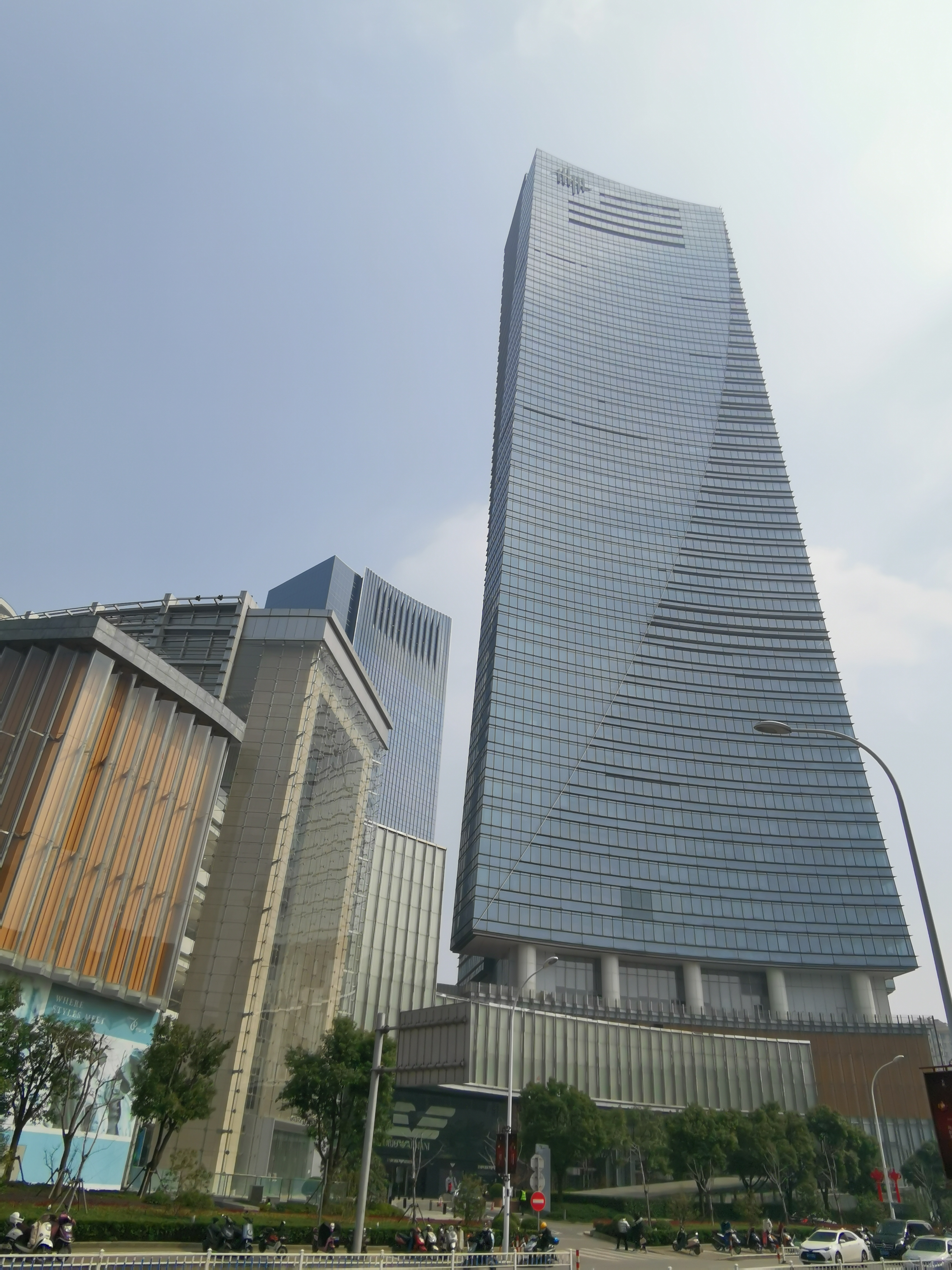
恒隆广场

作为中国华东地区的一个重要商业中心，一直以来以其独特的地理位置和历史背景而闻名。无锡商业的发展历程悠久且繁荣，对于当地的经济和社会发展起到了至关重要的作用。
最早无锡商业的发展可以追溯到春秋战国时期，当时已经有商业活动在此进行。随着历史的演变，无锡逐渐成为了江南地区的交通枢纽和商业重镇。无锡地处太湖之滨，交通便捷，自古以来就是丝绸、茶叶、大米等商品的集散地。如今，无锡商业已经发展成为了一个以服务业和高新技术产业为主的多元化经济体系。
无锡商业的特点和优势有很多，首先就是其地理位置优越，位于长江三角洲的中心地带，交通便利，有利于商品的流通。其次，无锡拥有丰富的自然资源和文化遗产，为商业的发展提供了得天独厚的条件。此外，无锡市政府也一直致力于优化商业环境，吸引了许多国内外的投资者和企业家前来投资兴业。

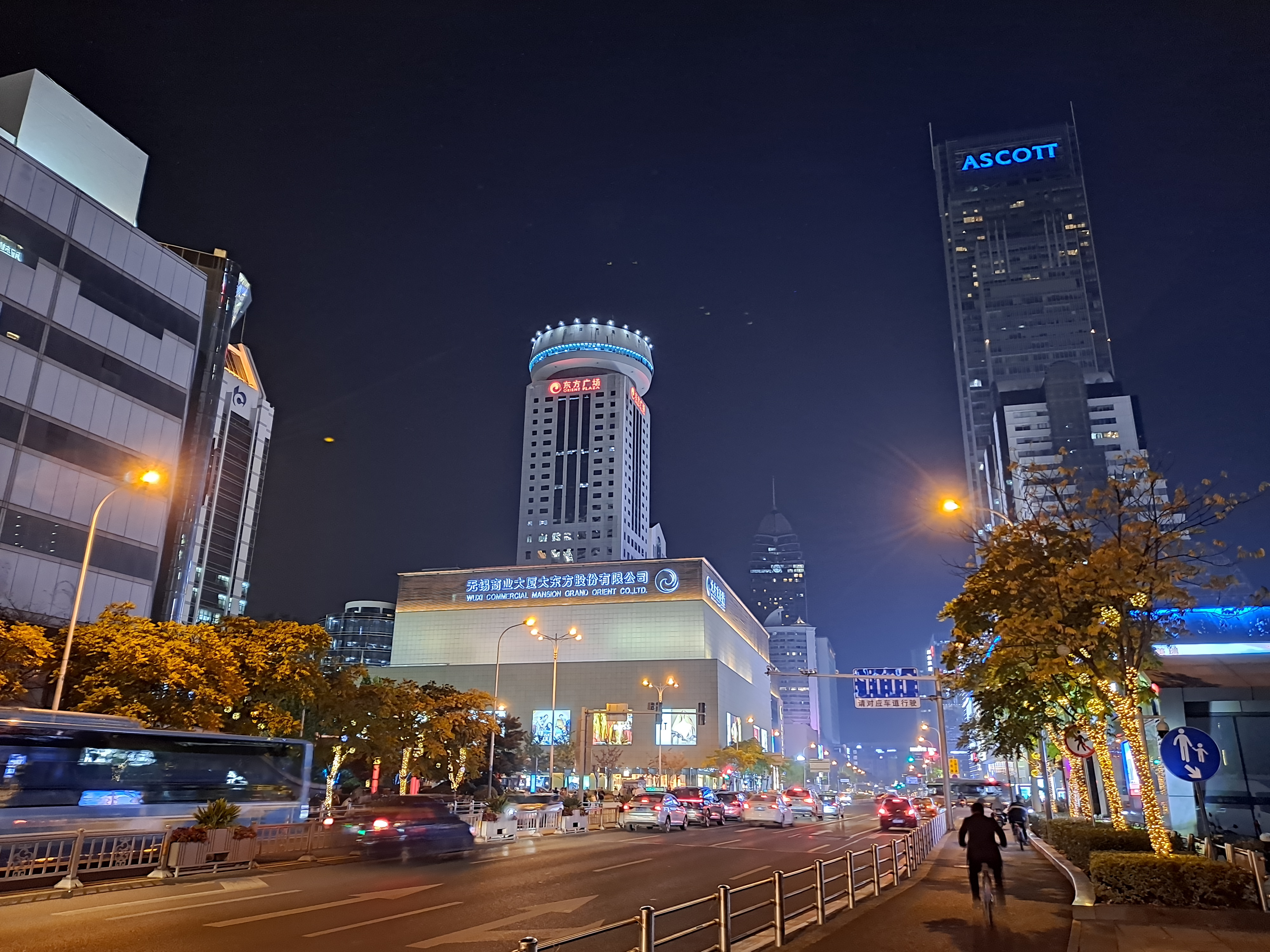
远眺大东方百货

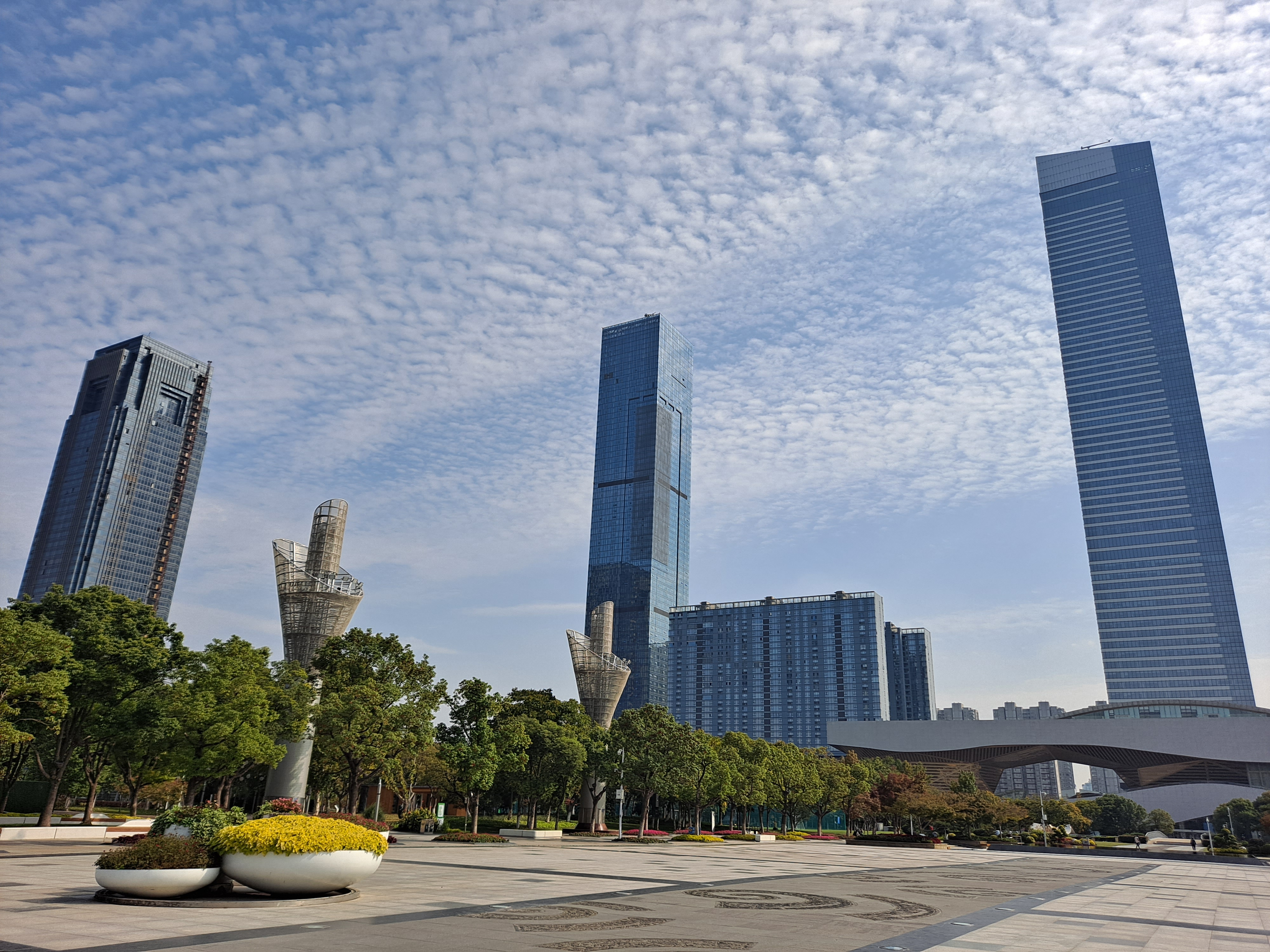
太湖广场

目前无锡商业区域集中于梁溪区的中山路沿线，在这条路上，云集了茂业百货、红豆万花城、大东方百货、苏宁广场、恒隆广场、八佰伴、百盛等中外商业零售企业，还包括了崇安寺与南禅寺、南长街三大传统商业集贸区，其中的崇安寺街区，与同样由寺庙集市形成的上海城隍庙、南京夫子庙、苏州玄妙观齐名。
自1996年江苏省第一家中外合资零售企业八佰伴及1997年中国第二家外资大型超市麦德龙落户无锡以来，无锡的外资商业零售聚集度在长三角地区仅次于上海。如今，无锡拥有商业龙头企业之一的恒隆广场，以及大东方百货、无锡八佰伴、宜家汇聚、八佰伴中心、百联奥特莱斯、苹果直营店、万象城、万象汇、海岸城、融创茂、茂业百货、数量众多的万达广场以及百乐广场、宝龙广场、新区奥特莱斯、惠山悦尚奥特莱斯等等商业零售标杆企业；目前为止仍维持江苏省内或长三角区域内的唯一性，无锡也由此确立了江苏省乃至长三角地区最重要商业中心城市的地位。

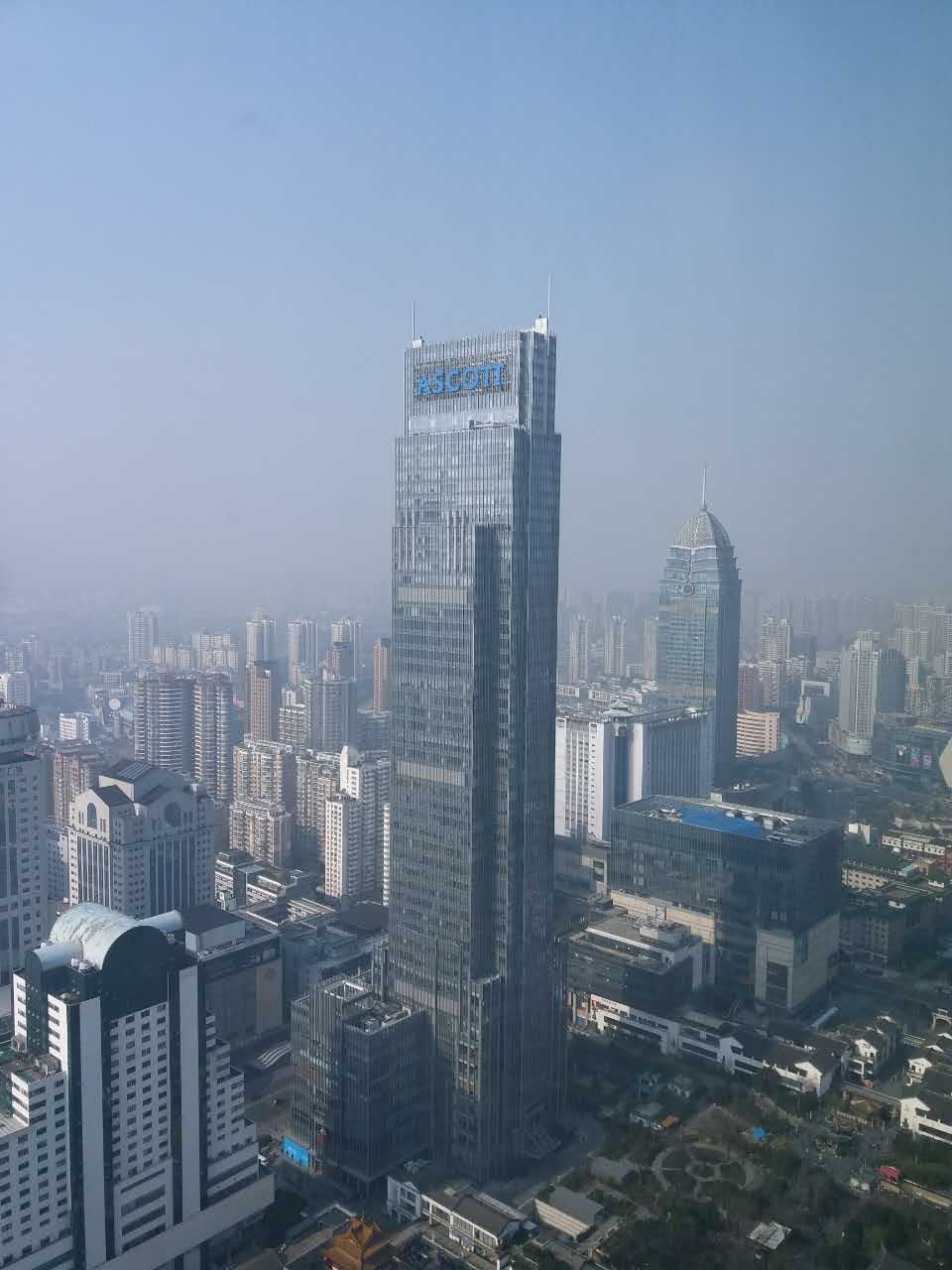
云蝠大厦
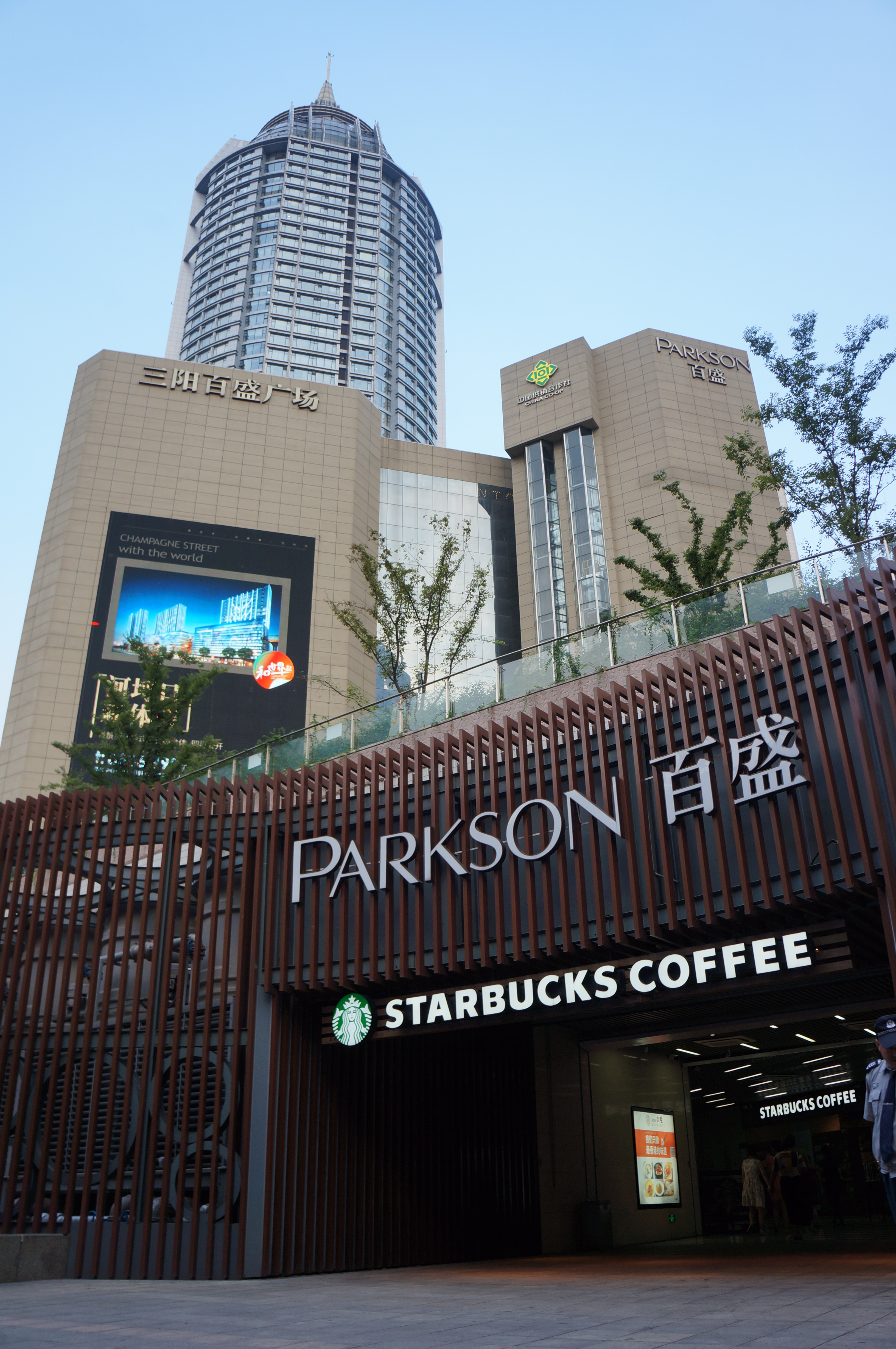
三阳百盛
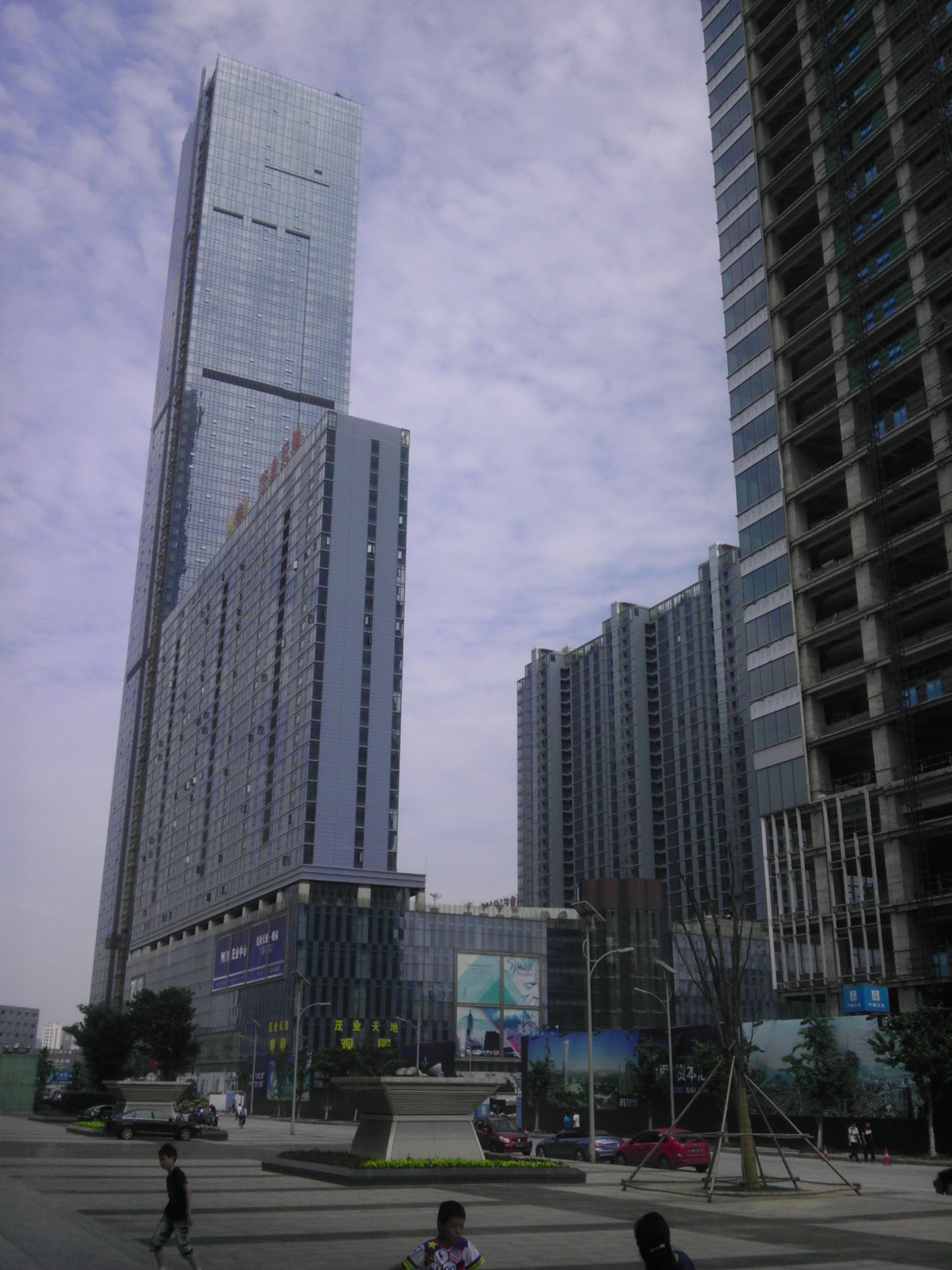
无锡茂业中心
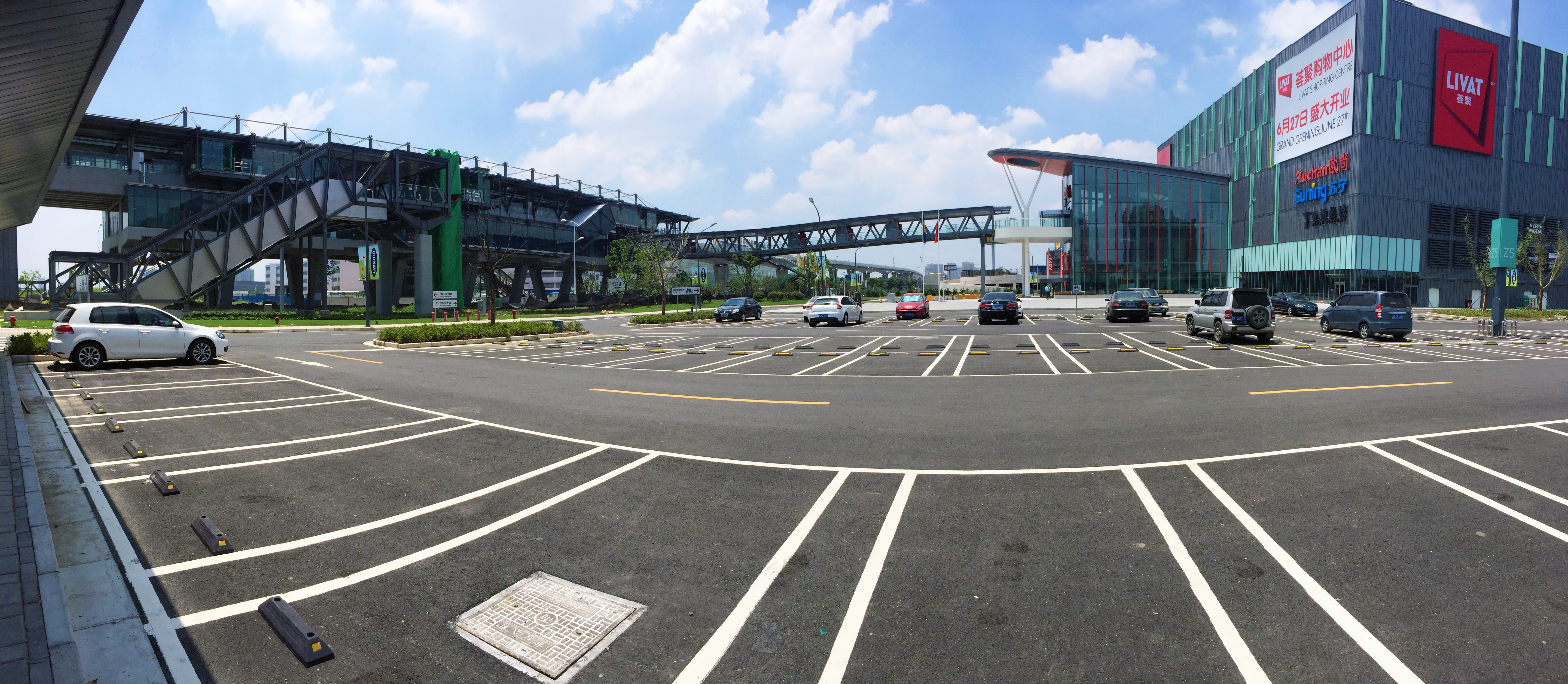
宜家无锡荟聚中心
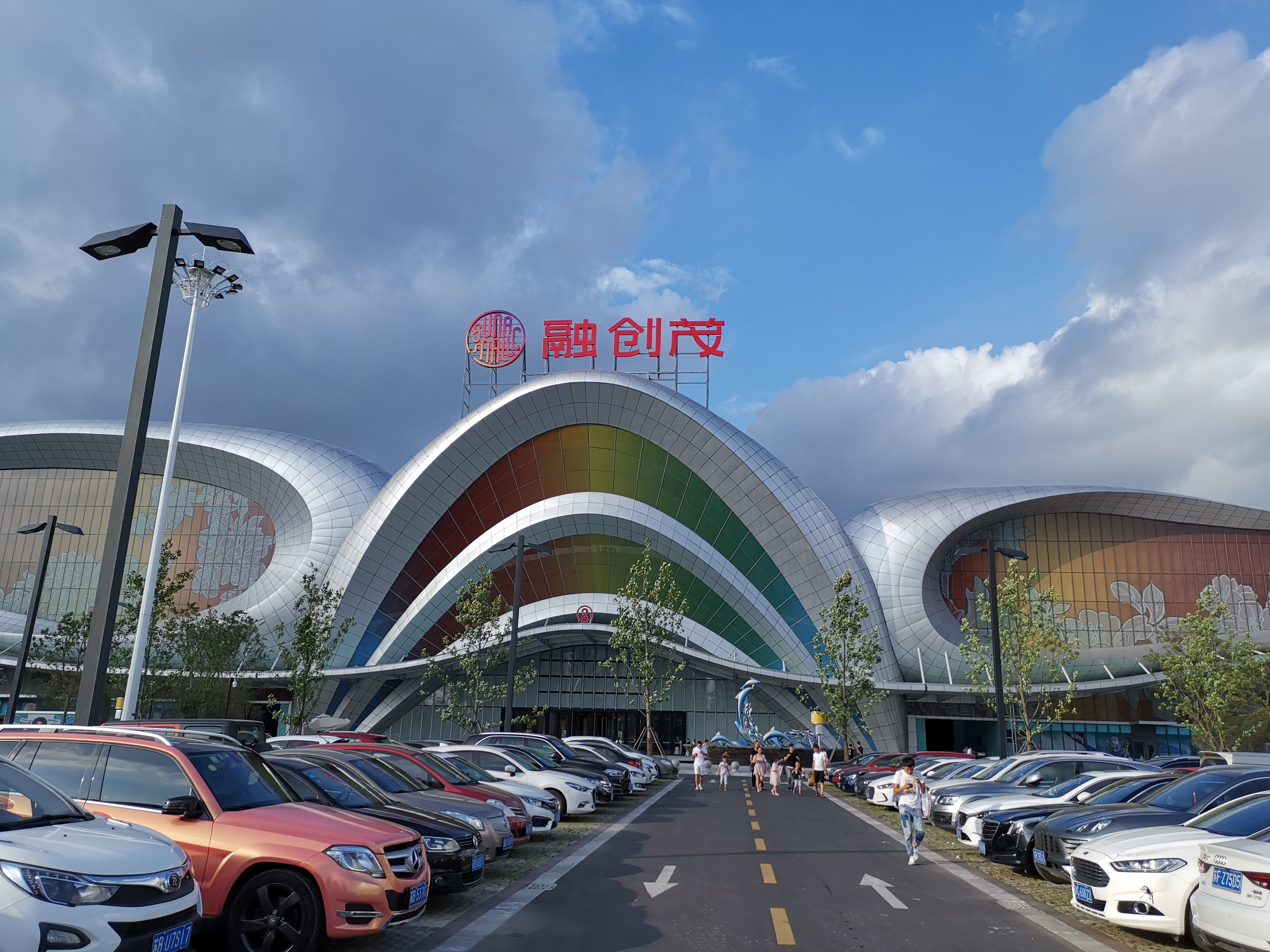
融创茂
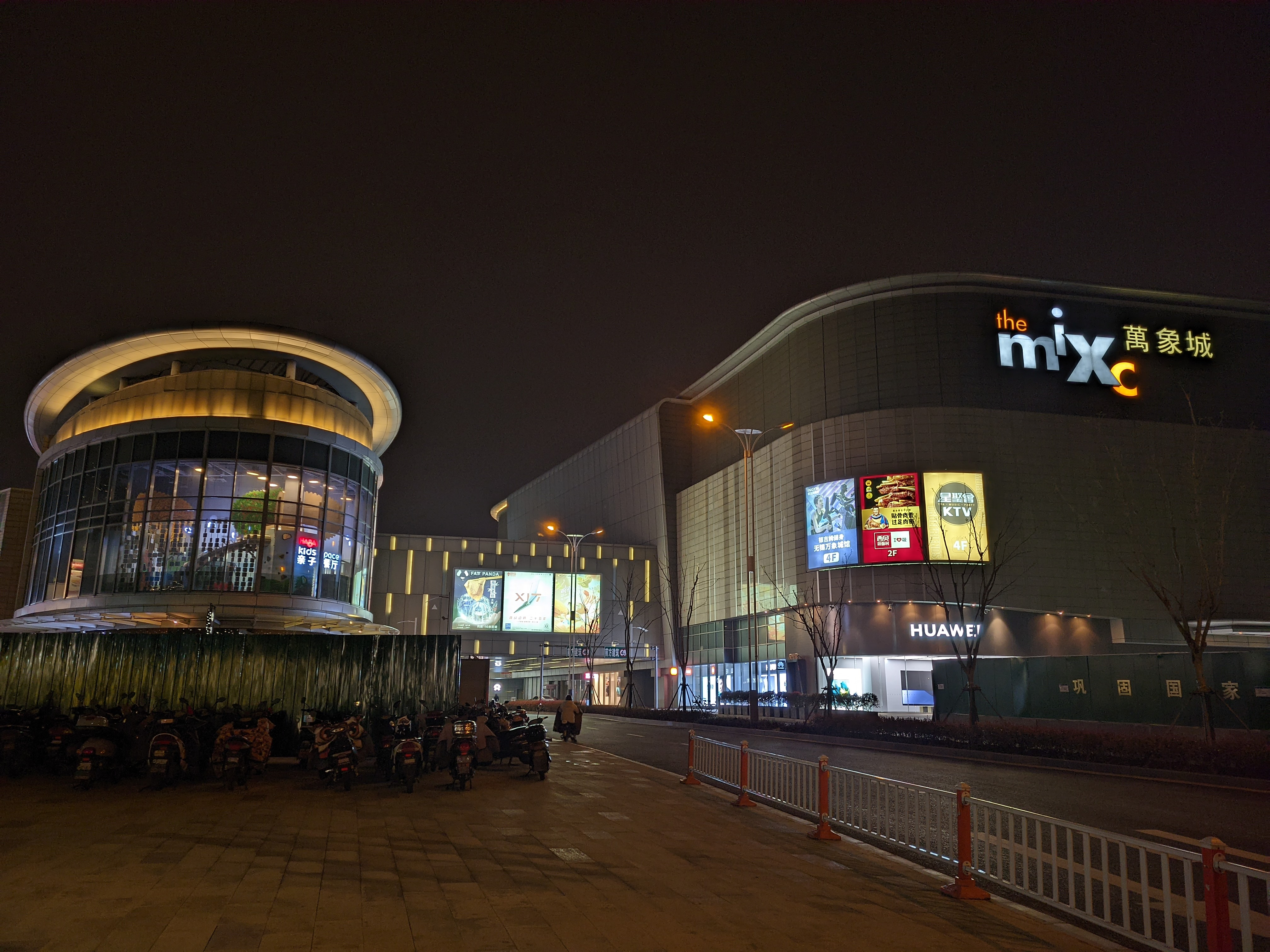
无锡万象城
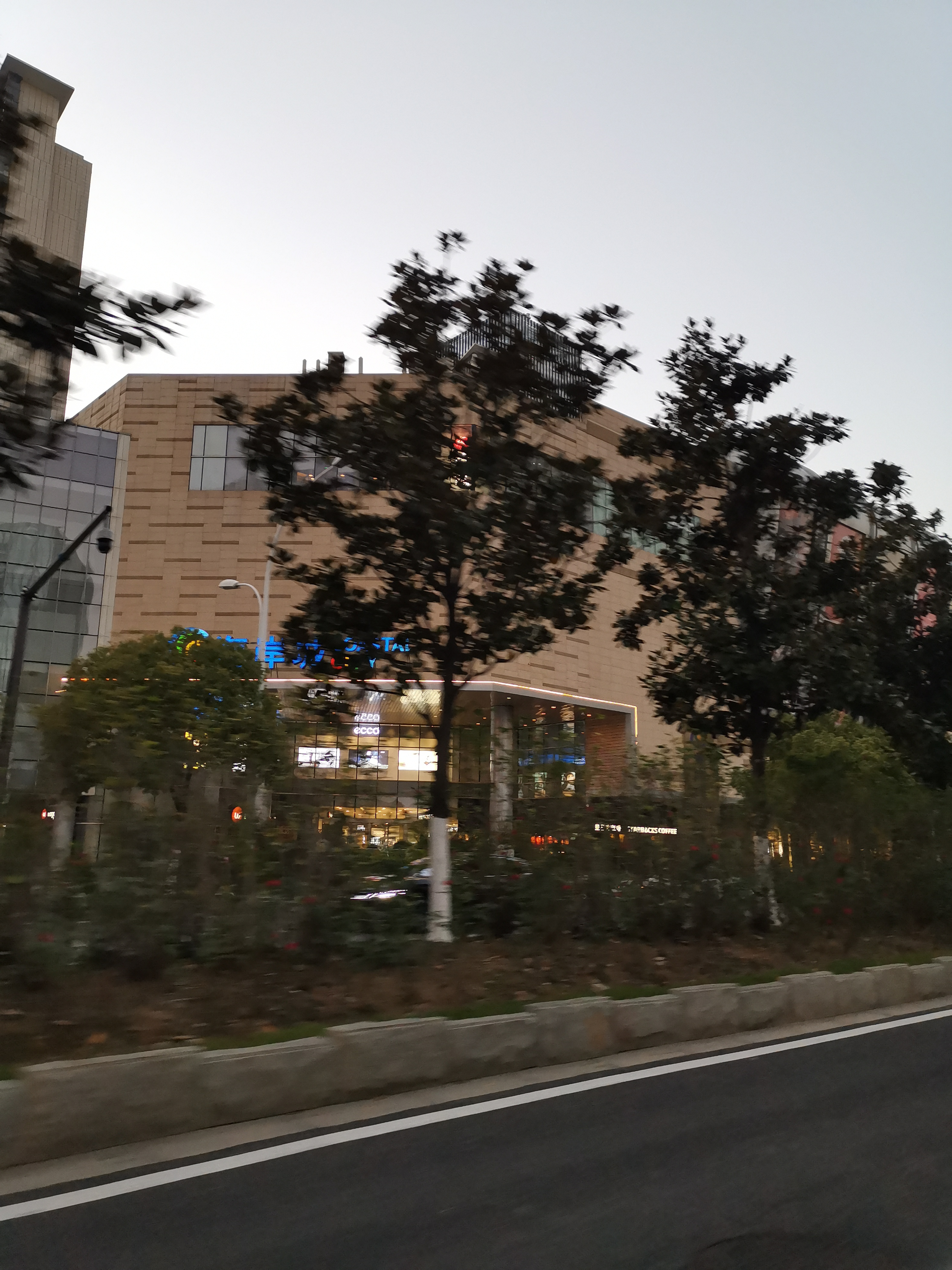
无锡海岸城
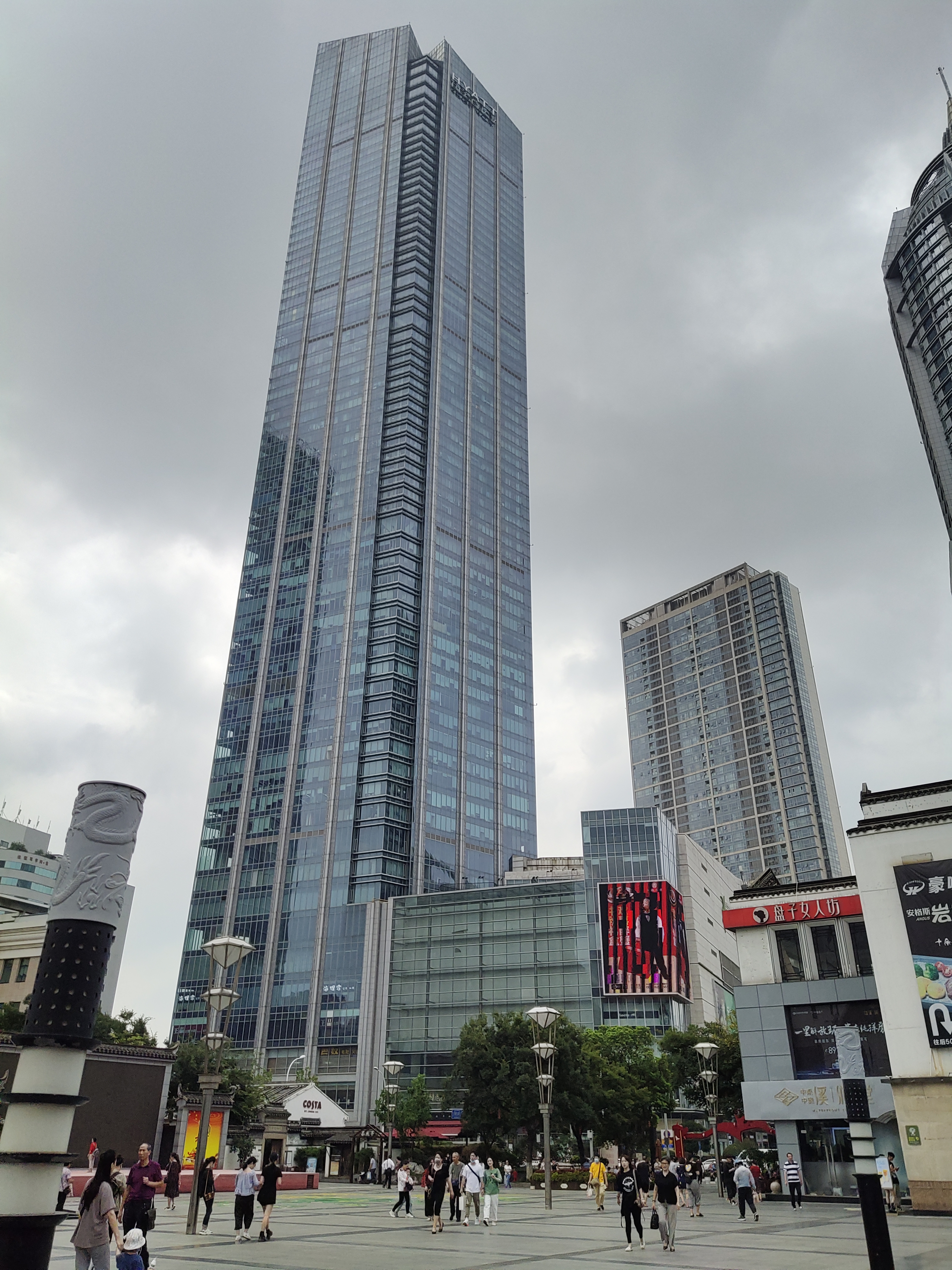
苏宁广场
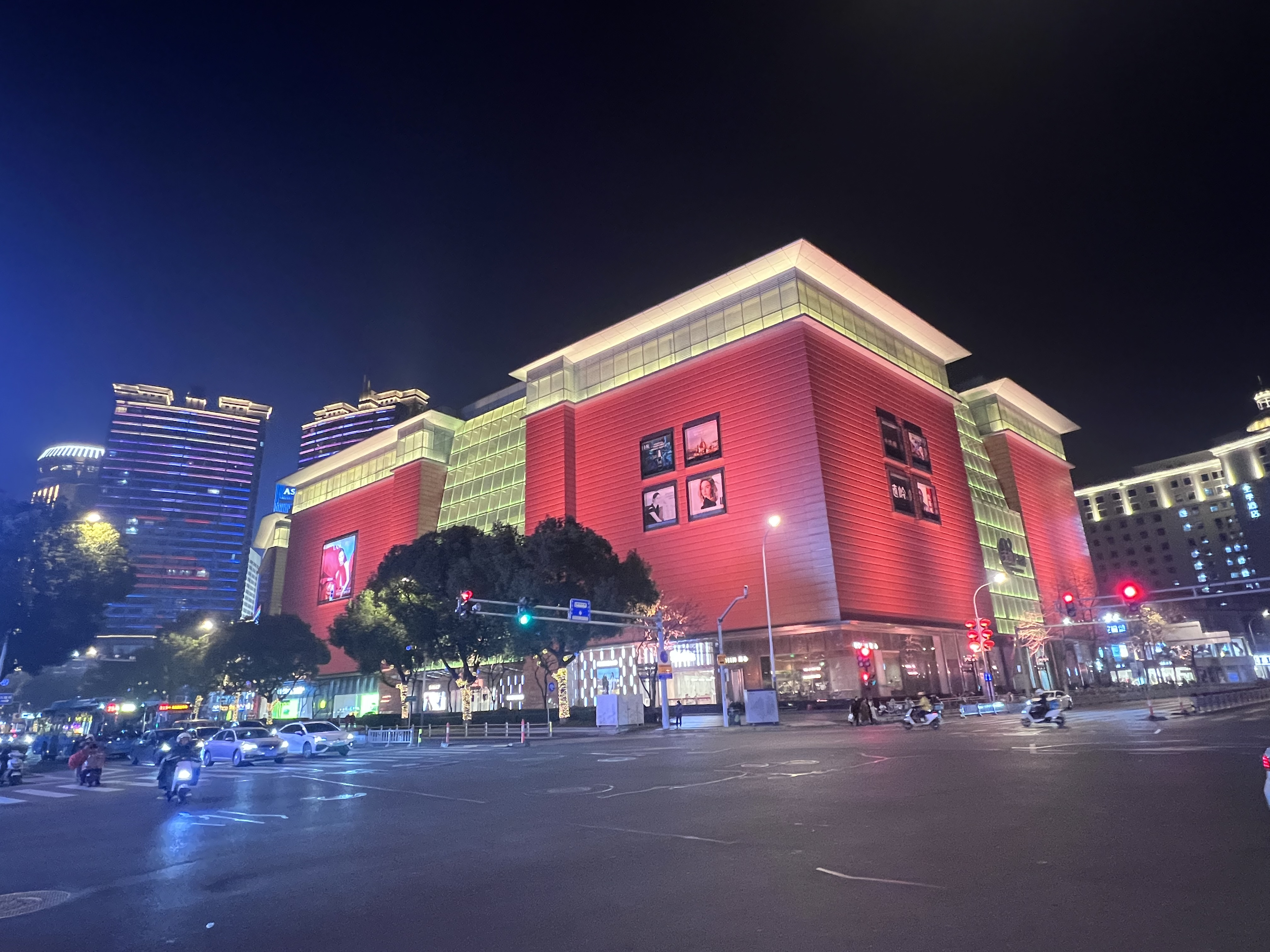
无锡八佰伴
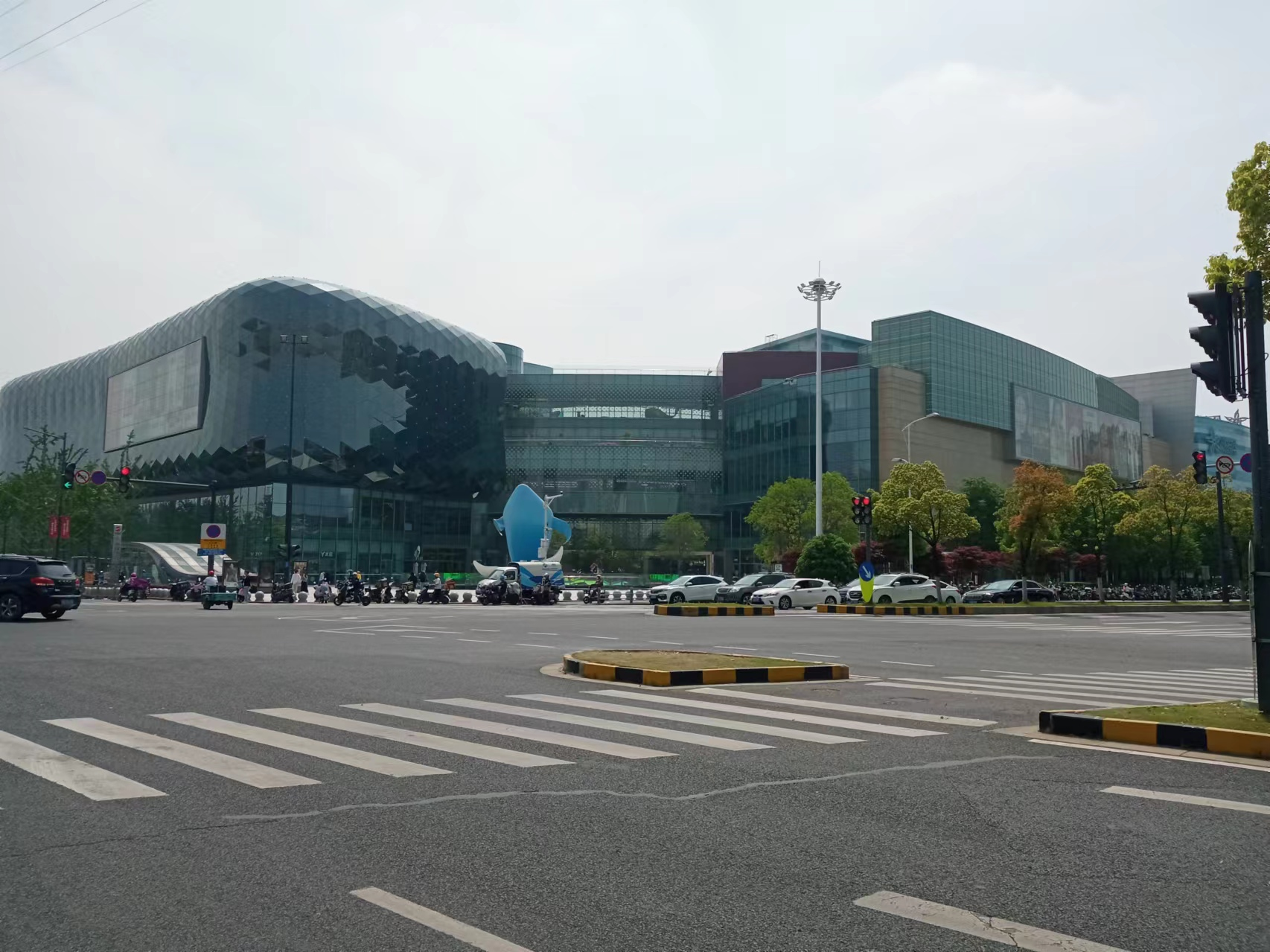
无锡锡东八佰伴中心

## 交通
无锡市地理位置优越，处于沪宁线中心，自古即是交通要道，其水运之史更显悠久，概可追溯自泰伯奔吴后，所开凿的伯渎河，这也是中国最古早的运河。而京杭大運河的开凿，更是橫跨無錫全境，使无锡成为唯一一座被大运河穿城而过的城市，近代，1906年沪宁铁路锡沪段通车，无锡始有现代交通，此后锡澄、锡宜、锡沪、锡苏等公路相继筑成，为无锡交通枢纽形塑之初步。
如今，无锡境内有多条高速公路、国道、高铁通过；市内，国际机场、港口、地铁等立体交通网络俱全，无锡已然成为华东地区主要的区域中心城市之一。

### 公路
- 无锡作为华东地区主要的交通枢纽，是国家公路运输枢纽城市之一，[參⁠ 98]境内有宁杭、沿江、沪宁等9条高速公路及多条国、省道通过。无锡市区则因旧城水乡风貌，主要城市道路均为填河建造，故市内路况多宛延迂曲；农田也因此古时多河道而呈现犬牙交错的局面。

- 公路客运方面，无锡市在2011年将原先多个分散的长途汽车站合并为一个汽车客运站，并与无锡站北广场（城际高铁站）相连，与无锡站南广场、公交系统、地铁形成大型交通中心区，称为中央车站。无锡汽车客运站是一级客运站，日发班次1700余班，日均发运量3.5万人次，高峰日旅客发运量近10万人次。

| 高速公路 | 国道                                    | 省道 |
| --- | --------------------------------------- | --- |
| - 京沪高速，北京至上海。 - 长深高速，长春至深圳。 - 沪蓉高速，上海至成都。 - 扬乐高速，扬州至乐清。 - 沪武高速，上海至武汉。 - 通锡高速，南通至无锡。 - 江宜高速，江都至宜兴。 - 沪宜高速，上海至宜兴。 - 沪常高速，上海至常州。 | - 104国道 - 312国道 - 346国道 - 635国道 | - 122省道 - 229省道 - 232省道 - 240省道 - 259省道 - 260省道 - 261省道 - 262省道 - 263省道 - 280省道 - 281省道 - 282省道 - 341省道 - 342省道 - 357省道 - 359省道 - 367省道 |

- 无锡市内拥有交错纵横的快速路网，其中包括快速内环、快速中环（建设中）、凤翔路高架、江海西路高架、通江大道、金城路高架、机场路高架、蠡湖大道、太湖大道等等；目前正在规划建设钱胡路高架、钱荣路高架以及通江大道快速化等工程。
- 无锡市下属宜兴市内拥有范蠡大道快速化改造项目，另外与无锡市区相连的宜马通道也已经开通，[9]同时宜兴市内也规划建设宜兴快速交通体系。[10]
- 无锡市下属江阴市内拥有芙蓉大道、海港大道等快速路。同时与无锡相连的锡澄路[11]与长山大道正在建设中，未来江阴市正在规划建设江阴市内的快速路网体系。[12]

### 铁路
无锡地区目前有京沪铁路、沪宁高速铁路、京沪高速铁路、宁杭客运专线及新长铁路以及沪宁沿江高速铁路在境内通过，设有无锡站（京沪铁路、沪宁高速铁路）、无锡东站（京沪高速铁路）、无锡新区站（沪宁高速铁路）、惠山站（沪宁高速铁路专线、该站将实行扩建计划）、宜兴站（宁杭客运专线、该站将实行扩建计划）、江阴站（南沿江高速铁路、未来还将通行泰锡宜城际铁路）等五个客运站点，均隶属上海铁路局，其中无锡站为客货运特等站。
当前无锡站南广场正在进行广场老旧建筑拆除重建以及地下道改造工程。另外，由于江苏省与2024年12月底开工建设的泰锡宜城际铁路与已经通车的沿江城际铁路也将在无锡境内的惠山站设通过，惠山站和宜兴站也将以此为契机扩建。

### 航空

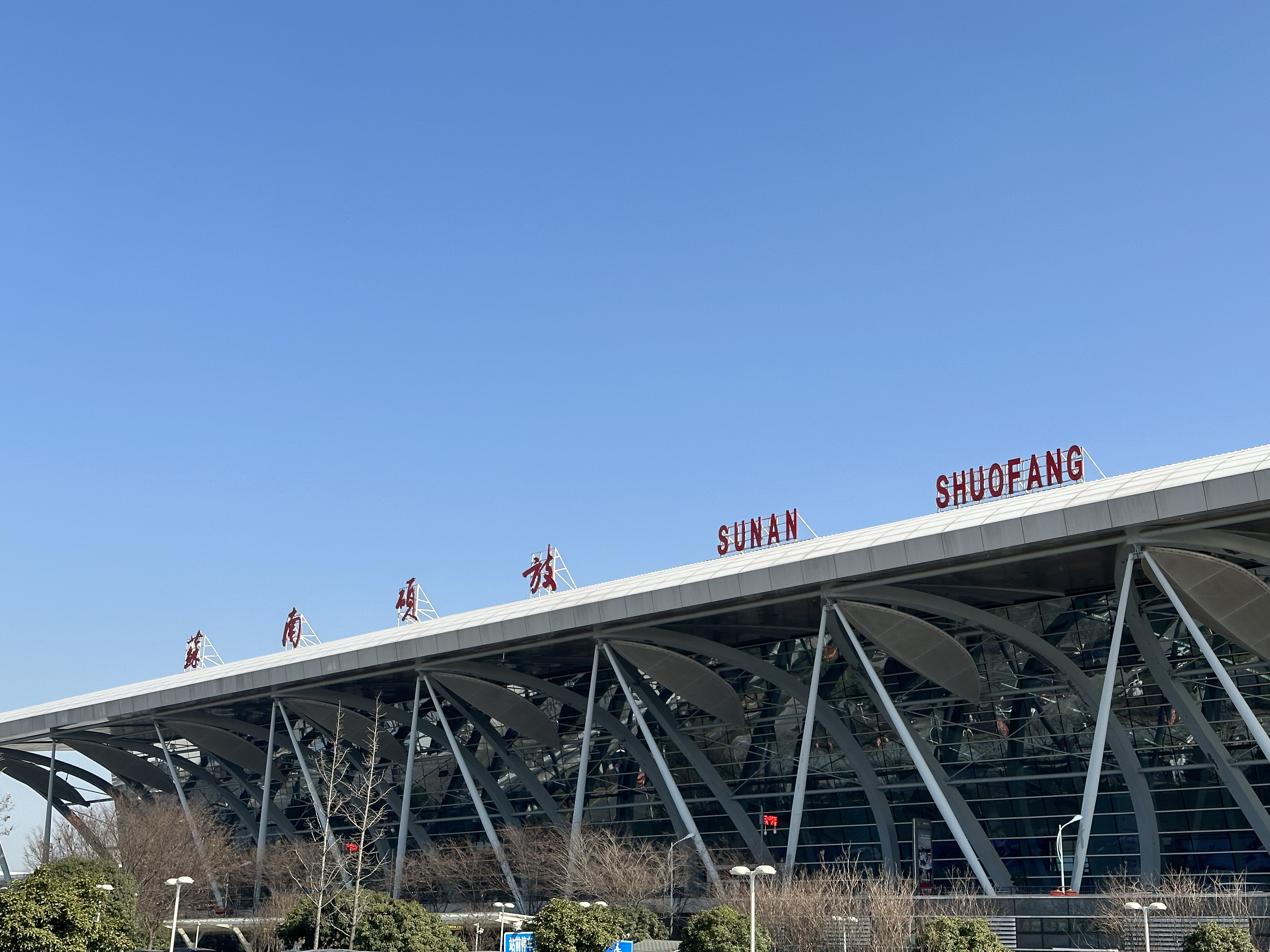
苏南硕放国际机场

苏南硕放国际机场，位于无锡新区东南的硕放街道，距无锡市区约14公里、距苏州市区约20公里。机场原为解放军南京军区空军军团驻地，1980年代曾开辟了至北京的中国第一条联航航线，后于2002年停飞。2004年起重启民航航班。2010年5月11日，经江苏省人民政府决定，在无锡硕放机场的基础上成立苏南硕放国际机场，机场由无锡市与若干股东共建。
依据国务院《长江三角洲地区区域规划》，苏南硕放国际机场最终将建设成为国家干线机场、苏南一类航空口岸和区域枢纽机场。开航以来，机场已开通至北京、广州、深圳、成都、重庆、昆明、丽江、港澳台和大阪、东京、曼谷等多个国内外航班。机场同时设有台湾居民口岸签注点，方便台湾居民来往苏南地区。至2013年年底，机场旅客呑吐量为359.02万人次，货邮呑吐量达8.76万吨，分别位列全国民航机场业务量排名第39位和第24位，也是江苏全省9个机场中除南京禄口国际机场外唯一盈利的机场。未来苏南硕放国际机场将新建T3站台以及第二跑道，远期目标为满足年客运2500万人次与年货运150万吨。
此外，2020年8月4日，无锡市交通产业集团与云南景成集团举行关于瑞丽航空有限公司股权转让框架协议签约仪式。 2021年，瑞丽航空完成股权变更后，无锡交通产业集团入资公司。2021年底，公司完成经营许可证变更，并将公司名称变更为“苏南瑞丽航空有限公司”。2022年4月，云南监管局完成瑞丽航空运行合格证变更的补充审定工作，正式将公司名称由“瑞丽航空有限公司”变更为“苏南瑞丽航空有限公司”。
2023年5月，无锡苏南硕放国际机场正式开启扩建工程，其中包括新建货站楼以及部分第二跑道配套滑行道工程。另外无锡机场正在规划建设第二跑道。
2024年12月14日，硕放机场年旅客吞吐量首次突破1000万人次，成为江苏省第二个年旅客吞吐量超过1000万人次的机场，并且无锡硕放机场关于新建二跑道、一跑道延长、新建T3航站楼、综合交通枢纽等内容的总规修编方案获得民航局批复。

### 水运

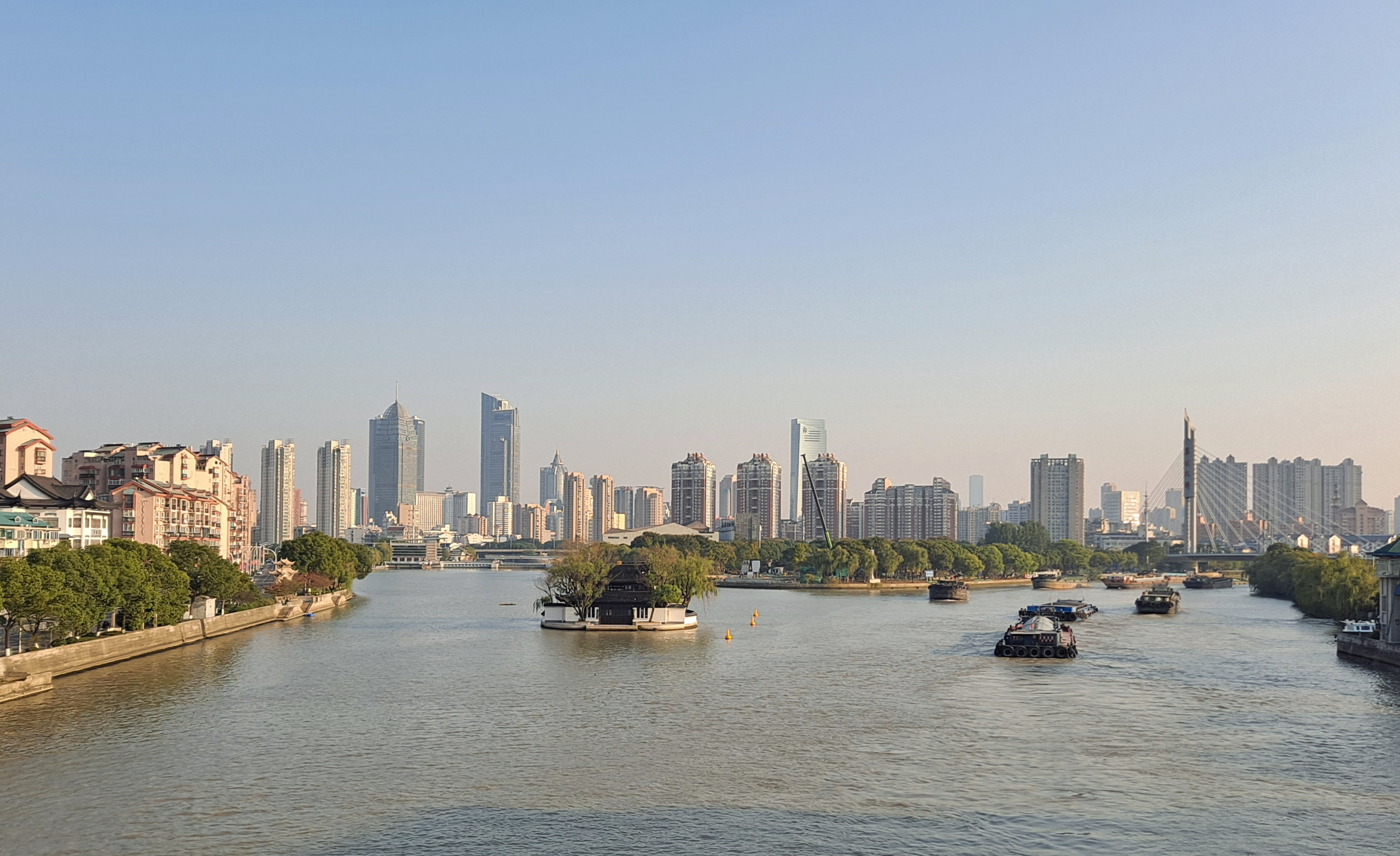
京杭大运河 无锡段

无锡内河航运即发轫自漕运，目前依托京杭大运河、芜申运河和太湖等固有水系，至2013年年底，已建成航道总里程达1,577.97公里，等级航道里程476.89公里，且可四季通航。
作为内河港口的无锡港是中国28个主要内河港之一，由无锡（江阴）港和无锡内河港组成，无锡内河港分为城郊港区、惠山港区、锡山港区、江阴港区、宜兴港区5大港区；江阴港则为无锡地区唯一的出海通道，是国家一类对外开放口岸，距无锡市区38公里。江阴港辖内沿长江有约35公里深水岸线，目前已建城万吨级泊位数增至43个以上，是全国第五个迈入亿吨级的内河港口，也是长江沿线第四个达到“百万标箱”的大港。江阴港内设有临港物流园、台湾物流园区、长江港口综合物流园等功能性工业园区，此外，江阴黄田港也是连结苏北地区的主要渡口。

### 公共运输

#### 城市公共交通
旧时无锡水网密集，城内缺乏可车行之道路，民众出行多借助舟、轿或人力车，故无锡公路运输服务晚至1927年才成立了第一家汽车出租商行：袁世开汽车行，其后相继有至梅园、蠡园、江阴、宜兴善卷洞等地的私营汽车公司。1951年，因无锡举办“苏南物产交流会”，为参观者便利计，开辟了第一条市区公共汽车线路，1956年起，始设无锡市公共汽车公司。
目前，无锡市区内的主要公共交通工具是公共汽车和出租车。在公共汽车运营方面，无锡市区有无锡市公交、锡惠公交、新区公交以及马山公交四家独立运营的公交公司，全市共有公交线路约200多条、公共汽车3,000余辆。票价以全程2元为主，少量非空调车为1元。无锡的公共汽车编号规则大致为：1～600号线分配给市公交、600～750号线及800号以线上分配给锡惠公交、750～799号线分配给新区公交，不过因为顾忌谐音，无锡绝少带有含“4”的线路；出租车4,040輛，乘车起步价统一为3公里内10元，超出每公里1.9元，结算时还会加入如因停车产生的等候费等附加费；此外，无锡市区还有由两家公司各自运营的公共自行车服务。
在无锡，包括地铁、公共汽车、出租车、公共自行车在内的公共交通工具，均可使用无锡市民卡。无锡市民卡分为标准卡及衍生卡，标准卡为记名卡，应用范围除了公共交通，还可作为储蓄用借记卡、园林年卡及在社保、医保、商务消费等多种领域使用；衍生卡又称无锡太湖交通卡，充值即可办理，不记名、丢失不补，且只可用于公共汽车、出租车、地铁及部分便利店的支付。使用市民卡乘坐交通工具会有一定优惠，譬如在公共汽车上使用时一律为原票价六折，在60分钟内换乘第二条线路时，享受5折优惠。无锡市民卡也可在上海、苏州、常熟、昆山、南通、天津、福州等全国35个城市乘坐公共汽车时使用，其中，无锡与上海已实现完全互通，除了公共汽车外，也可使用于地铁、轮渡等各自交通卡适用领域。不过，也有部分城市只可单向使用，如在苏州公共汽车上可使用无锡市民卡，但苏州交通卡无法在无锡使用。

#### 轨道交通

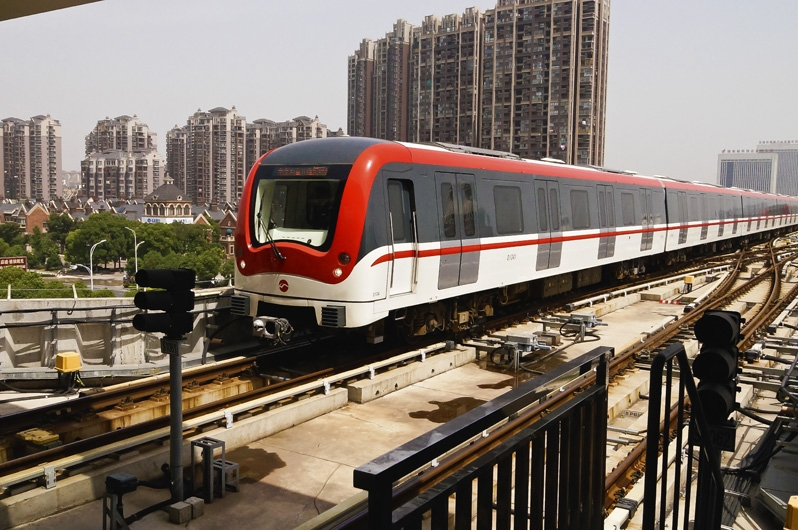
无锡地铁

无锡地铁目前在运营中的有地铁一号线、二号线、三号线和四号线，S1号线，全长145km公里，形成了东西向和南北向的十字形轨道交通网络骨架。规划中，无锡市将会建设9条市区地铁、2条市域轨道交通，共计11条线路编制而成的轨道交通网。

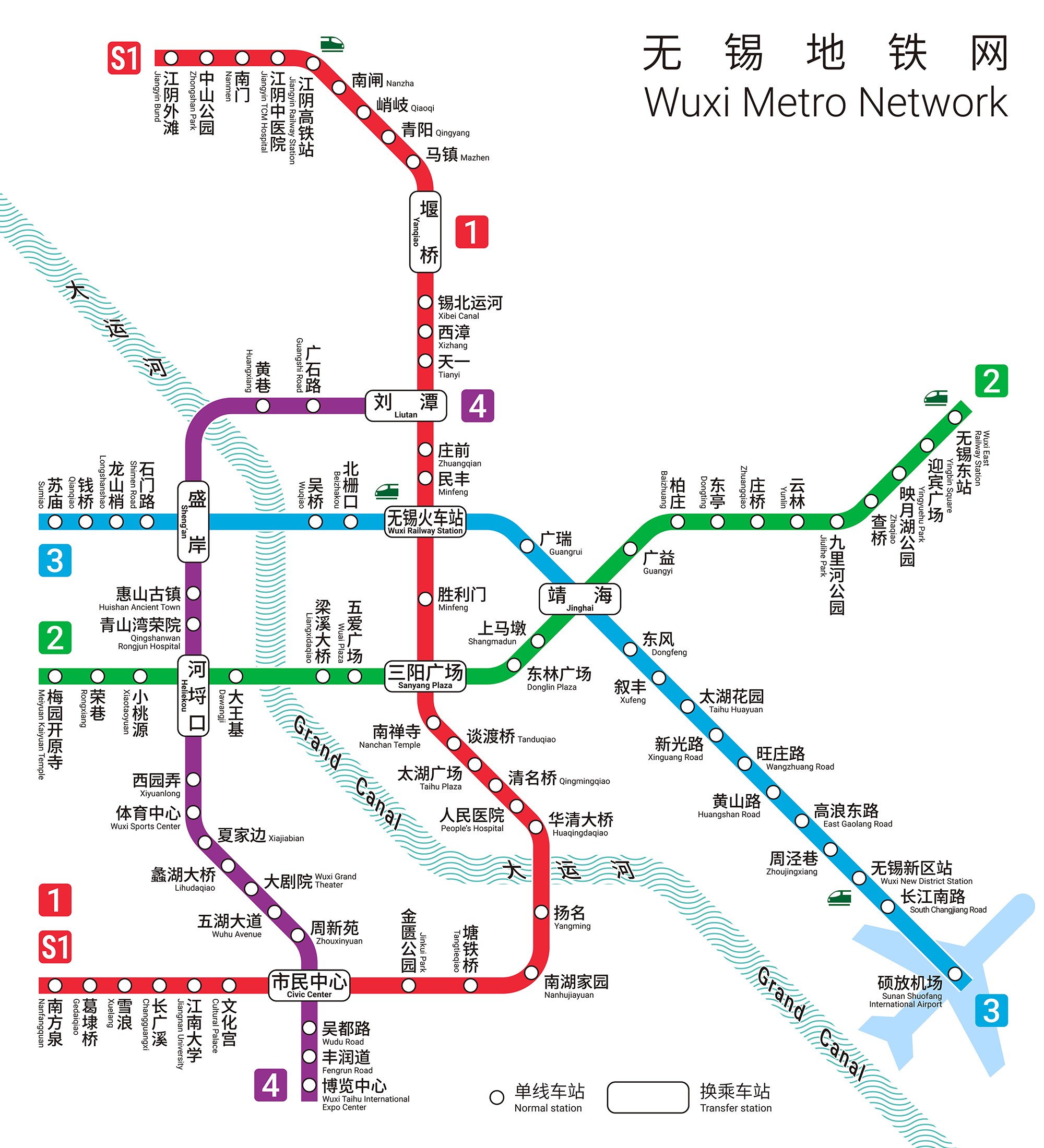
已建成的线路图示

截止2023年末，无锡市陆续启动了第三轮轨道交通的线路建设，先后已经开工建设S2号线、四号线二期、地铁五号线一期和地铁六号线一期工程。
目前已经开通的线路有
- █ 无锡地铁1号线：线路标志红色；6B编组，南北向，北起堰桥，南至南方泉，且于堰桥站预留对接江阴的锡澄市域轨道交通线。[參⁠ 117]
- █ 无锡地铁2号线：线路标志绿色；6B编组，东西向，西起梅园，东至无锡东站（安镇站暂未开通），且于梅园站预留对接宜兴的锡宜市域轨道交通线。[參⁠ 117]
- █ 无锡地铁3号线：线路标志蓝色；6B编组，由位于城市西北惠山区的苏庙站至位于城市东南的苏南硕放国际机场，且于无锡机场预留对接苏州轨道交通机场专线。[參⁠ 118][參⁠ 119]
- █ 无锡地铁4号线：线路标志紫色；6B编组，全部为地下线，共18座车站，跨过惠山区、梁溪区和滨湖区和太湖新城。[參⁠ 120]
- 锡澄城际S1：无锡至江阴城际轨道交通，又称无锡地铁S1线、无锡地铁S1线，是连接无锡市区与江阴市的一条城际铁路。

## 教育
江南地区一向是尚文重教之地，明清时期有所谓“江南进士甲天下”之称，而无锡在历代科举考试中也曾有“一榜九进士、三科六解元”的盛事。1898年，深受洋务运动思想影响的杨模在无锡城内开设了第一家新式教育小学：埃实学堂。次年8月，吴稚晖、俞复等人又创办了三等学堂，并编辑出版了中国第一套小学教科书：《蒙学读本》。此后，无锡现代教育不断发展，民国以后，更是诞生了在国学界留下浓厚一页的无锡国学专修学校，如今的无锡国专便是苏州大学的前身。
截止2021年，无锡籍的两院院士已达到了96名。

#### 知名学校
高等教育

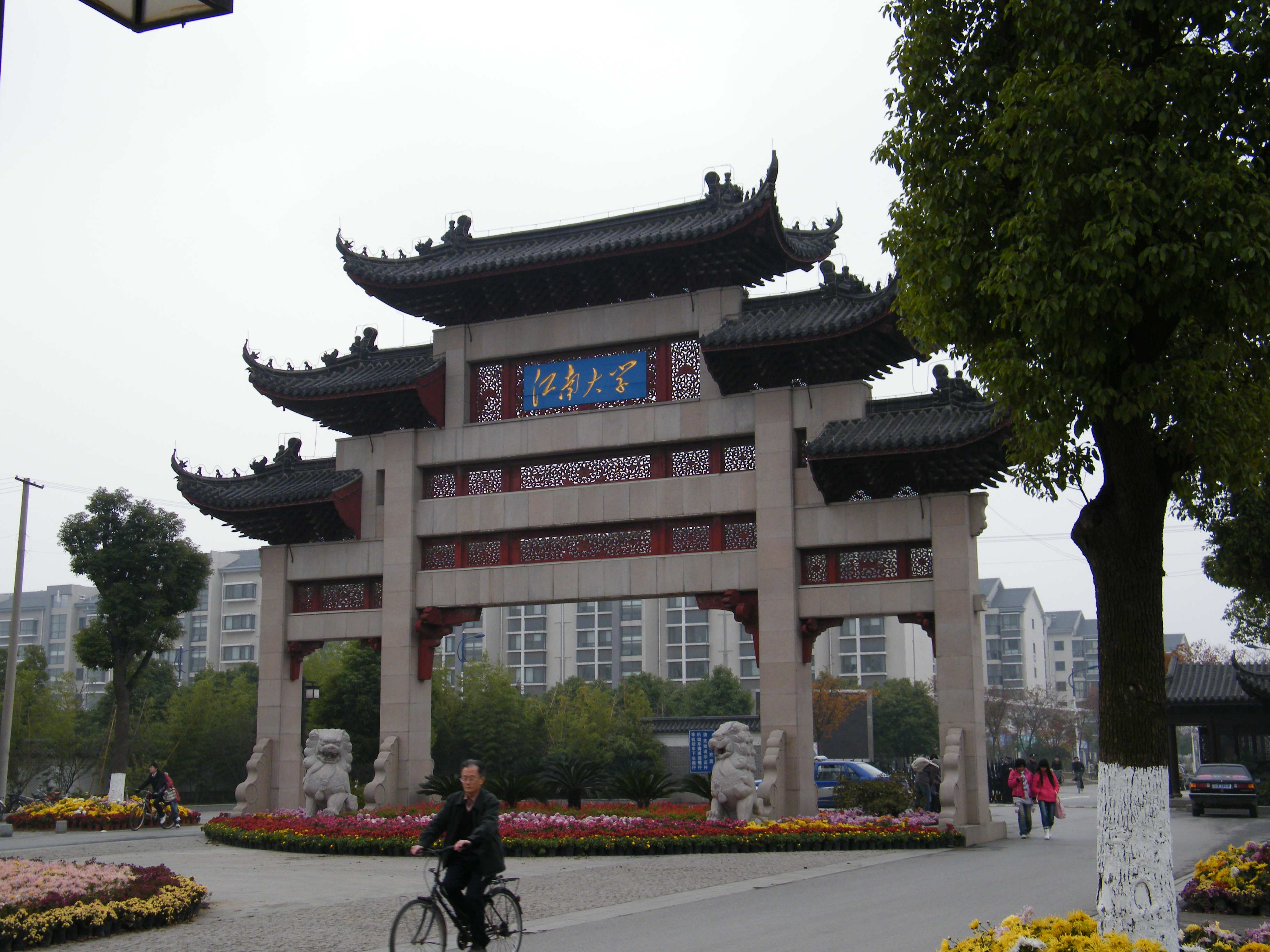
江南大学

- 江南大学江南大学：教育部直属、国家“211工程”[參⁠ 124]和“985工程优势学科创新平台”项目重点建设高校。[參⁠ 125]前身为无锡轻工大学，是1949年后由国立中央大学部分院系调整而来，2001年与江南学院、无锡教育学院合并为江南大学。江南学院原名即江南大学，是由无锡地方巨贾、实业家荣德生于1947年8月由投资创办，国学大师钱穆曾在校担任文学院院长。目前江南大学的食品工业专业与轻工设计专业享誉全球。
- 无锡学院，是一所经教育部批准，由江苏省人民政府管理、无锡市人民政府举办、南京信息工程大学支持办学的公办普通本科高校。
- 东南大学无锡校区：创建于1988年4月，前身为东南大学无锡分校，是原国家教委批准的首批重点大学分校之一，最先开启了我国卓越工程师人才培养模式的探索。东南大学无锡校区是东南大学和无锡地方政府合作共建的以“政产学研用”为鲜明特色，以“东南大学优势专业”为主要学科的高层次人才培养基地、高水平科学研究基地、高科技成果转化基地，是东南大学服务无锡地方经济建设和社会发展的综合性平台。
- 南京邮电大学无锡校区（规划建设）。
- 南京理工大学江阴校区。
- 无锡高等师范学校：创建于1911年，前身为江苏省立第三师范学校，钱松嵒、吴冠中、陈瘦竹等名家均为该校校友。
- 北京大学软件与微电子学院：成立于2002年3月，为北京大学直属学院，是经国家教育部、国家计委批准成立的“国家示范性软件学院”，也是教育部和科技部批准设立的“国家集成电路人才培养基地”。
- 另外无锡市内还有超算中心、702研究所、微电子研究所等等科研基地以及南京信息工程大学无锡研究院、复旦大学无锡研究院、华中科技大学无锡研究院、华中科技大学无锡研究院等等众多大学研究院。
- 专科教育方面，无锡拥有无锡职业技术学院、无锡南洋职业技术学院、江苏信息职业技术学院、无锡科技职业学院、无锡商业职业技术学院、无锡工艺职业技术学院、无锡城市职业技术学院等专科学校。[20]另外，无锡职业技术学院即将升格为本科高校。[21]

中等教育（部分）

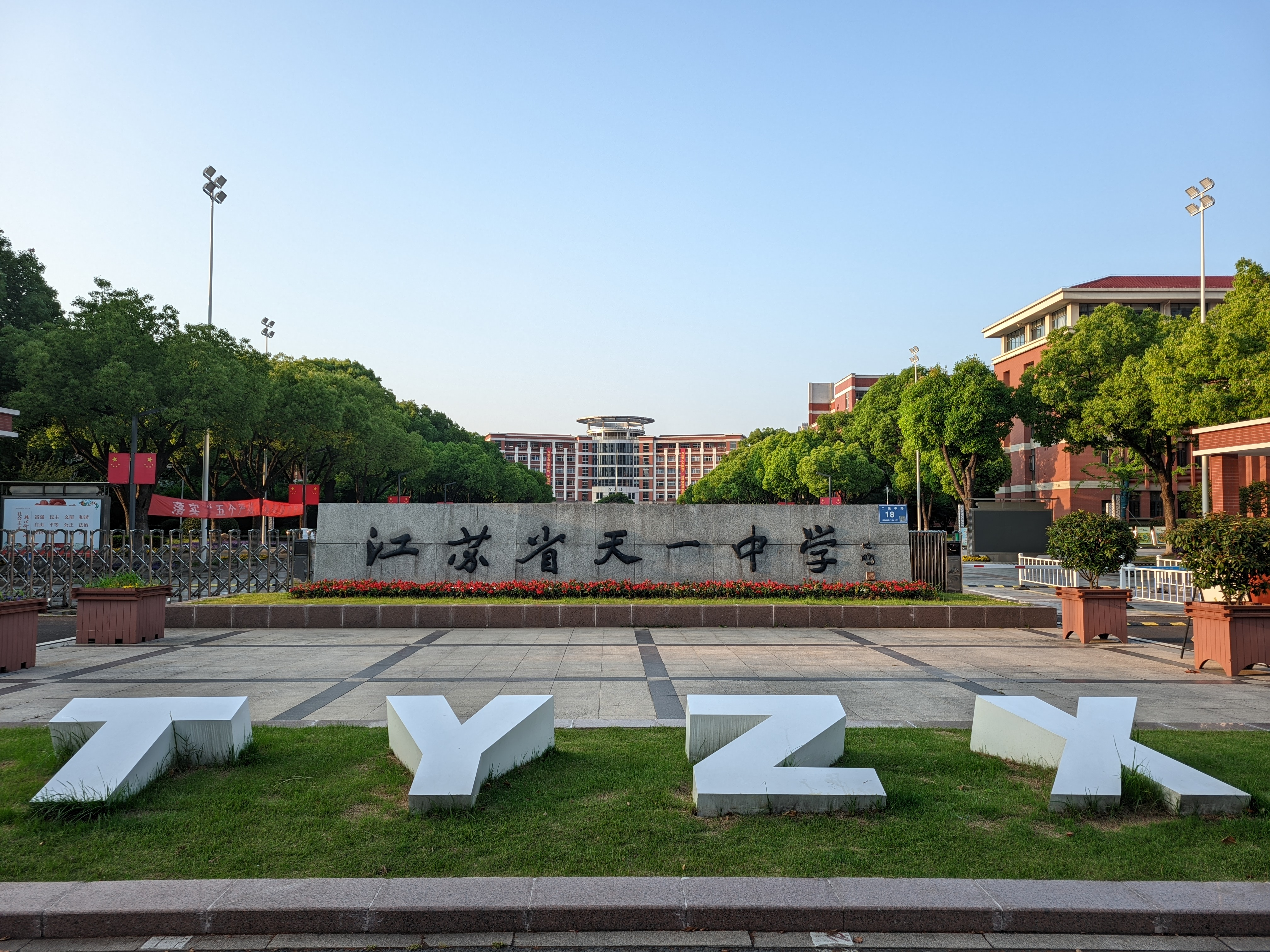
无锡天一中学

- 无锡天一中学江苏省天一中学：学校创办于1946年，钟英、王仲青等地方贤达，顺培育家乡子弟、造福桑梓之民望，创办学校，取名“私立无锡天一中学”。[參⁠ 126]1978年被确定为省首批办好的16所重点中学之一，1990年被省教委确认为“江苏省首批合格重点高中”。[參⁠ 127]
- 无锡市第一中学：创建于清宣统三年（1911年），历经变迁至今。现为江苏省重点学校、国家级示范高中。曾与常州中学、苏州中学、扬州中学、南师附中并称为江苏教育界的“五朵金花”。
- 无锡市辅仁高级中学：原为教会学校，最初是1918年由上海圣约翰大学无锡籍校友创办，为当时无锡设施最先进的学校，拥有理化实验室和阶梯教室，抗战爆发后曾辗转于上海办学。1949年后改称无锡市第二中学，2003年復名，现为江苏省重点学校、国家级示范性高中。
- 江苏省梅村高级中学：1913年创建于吴文化发祥地梅村（古梅里），1914年，钱挚、钱穆兄弟来校任教。1991年经江苏省教委验收，确认为“江苏省合格重点中学”，2004年评定为“江苏省四星级普通高中”。
- 无锡市第三高级中学：1920年，邑人高阳变卖全部家产，创办私立无锡中学，被高阳所感动的经学大师唐文治，不收分文受聘任校长长达十年。2007年与无锡市中山高中（市第八中学）合并成立无锡市第三高级中学。
- 无锡市第一女子中学：是由上海致用大学校长、无锡教育会会长侯鸿鉴分别于1905年及1912年创建的私立竞志女中和县立第一女中合并而来。无锡第一女中在1949年以后与市东初中合并，改为男女合校的市第十一中学，2000年又与市十二中（即原竞志女中）合并为东林中学，2006年恢复女校办学，復名无锡市第一女中，是1949年后江苏第一个恢复女校的中学。
- 无锡市市北高级中学：始建于1934年，初为“私立原道中学”，于2006年获评省四星级高中。
- 江苏省锡山高级中学：由实业家匡仲谋于1906年在无锡城东创办。1949年以后更名为无锡县中学，1996年更名为江苏省锡山高级中学至今。
- 无锡市公益中学：是1919年由实业家荣宗敬、荣德生兄弟创办，首任校长乃无锡籍名教育家胡雨人。1949年后改称无锡市第五中学，文革时因校址地处郊区与军区，是当时教师下放、军眷子弟受学的首选。1983年復名公益中学。现已与无锡汽车工程学校合并为交通技师学校。
- 江苏省南菁高级中学：前身为建立于1882年的江阴南菁书院，在当时是江苏全省的最高学府和教育中心。于鬯、钮永建、汪曾祺等名士曾就读该校。
- 江苏省宜兴中学：创建于1928年，是江苏省重点学校、国家级示范性高中。蒋南翔、虞兆中等名士均为该校校友。
- 无锡市大桥实验学校：无锡市大桥实验学校创办于1993年8月，时名“无锡市大桥实验中学”，是改革开放以来无锡市人民政府批准成立的第一所民办学校，2012年更名为无锡大桥实验学校。

初等教育（部分）
- 无锡市连元街小学：开办于1898年，是无锡最早的一所新式教育高等小学，初名埃实学堂，民国后以校址所在地为名，改称县立连元街小学。1949年后一度更名为东方红小学，1978年恢复原名，现为省、市重点小学。
- 无锡市东林小学：1902年8月，奉诏，东林书院改办为新式教育的东林学堂，民国肇建后改为县立第二小学，1927年起更名为东林小学。1949年后一度更名为红卫兵小学，1977年恢复原名。钱基博、钱锺书、薛暮桥等诸多地方名流在在校任教就读。
- 无锡师范附属小学：由江苏省立第三师范学校校长、无锡籍名教育家顾倬创办于1913年，因顾倬曾留学日本，故以日本东京高等师范（现筑波大学）附属小学为蓝本建设，1915年该校成立无锡第一个小学童子军组织，1937年11月11日，原校为日军轰炸机炸毁而停办，抗战胜利后，又借孔庙恢复办学。1949年后，曾为中共干部子弟学校，1982年被定为江苏省实验小学。
- 无锡市积余实验学校：创始于1901年，是无锡市区首所“九年一贯制”学校。
- 无锡市五爱小学：前身为中共淮南干部子弟学校、雪枫干部子弟学校和华东干部子弟学校。1949年后与苏南其他干部子弟小学合并，1953年，由中共华东局以“爱祖国、爱人民、爱劳动、爱科学、爱护公共财物”命名为五爱小学。
- 无锡市南长街小学：原是无锡基督教监理会在1911年所创办的东吴第八小学，后称明德小学。校内建有耶稣大礼堂，该建筑直到1984年才被拆除。1949年后改为公办至今，是江苏百所名小学之一。

国际教育（部分）
- 无锡南王国际学校：由狄邦教育集团，南京外国语学校，伦敦国王学院，以及狄邦教育集团联合创建的K-12国际学校 。该校是由无锡市政府着力引进的高品质国际教育项目。[參⁠ 128]
- 无锡国际学校：无锡国际学校，简称WIS, 是一所公有国际学校。无锡国际学校成立于2003年，为在锡工作生活的港澳台同胞及外籍人士子女提供了国际教育环境，直属无锡市教育局管理。
- 无锡新吴区思瑞外籍人员子女学校：一个非营利性集团，自1986年起，iSC提供卓越的学术课程，满足学生的智力、身体和情感发展需求。
- 无锡外国语学校：无锡外国语学校创办于1998年，现已发展成为十二年一贯制外语特色学校，被命名为无锡外籍、港澳台学生和归国创业人才子女入学的定点学校。

## 医疗

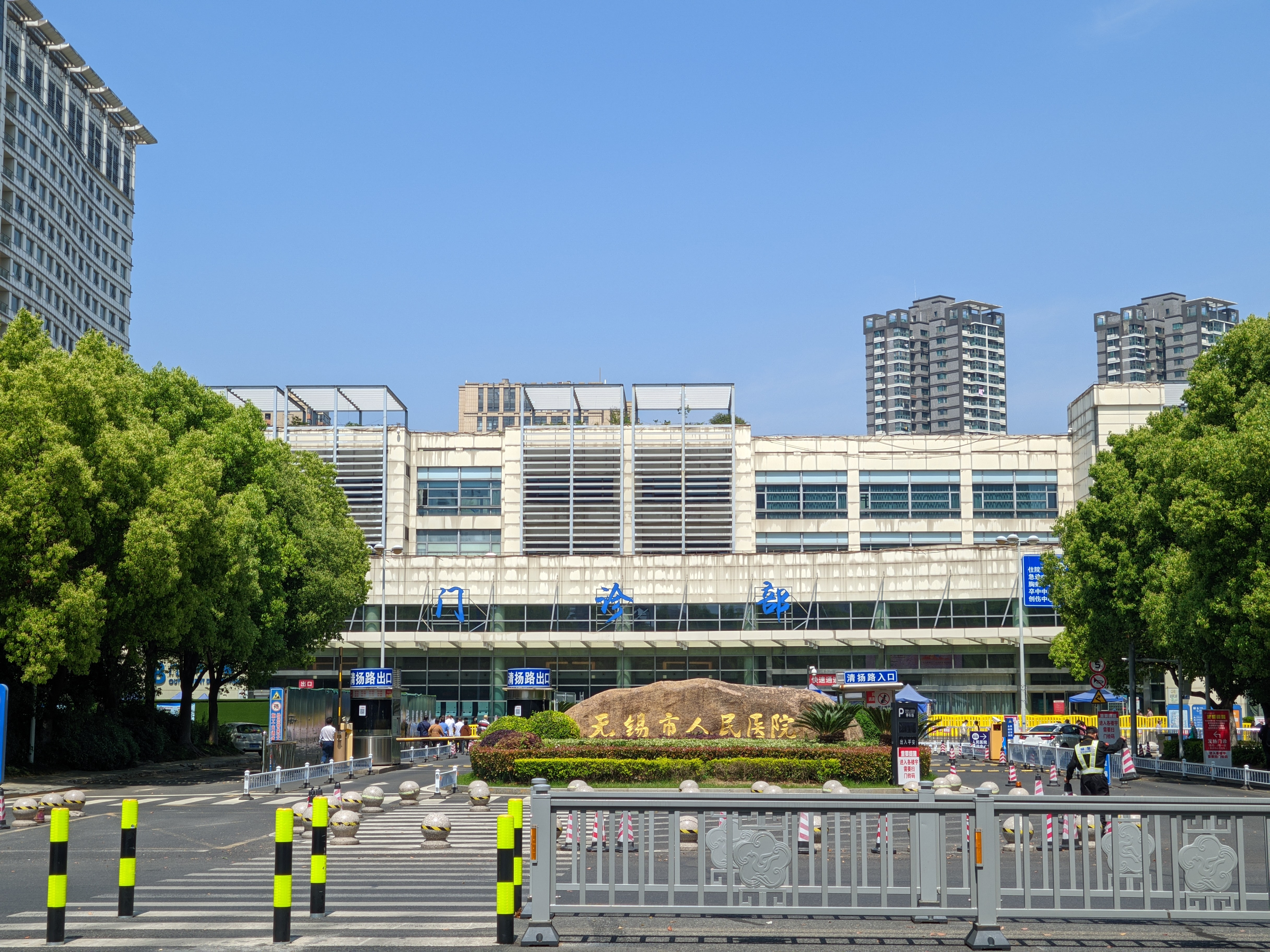
无锡市第一人民医院

无锡医学历史悠久，尤以明清为盛。自明以降，有尤仲仁、施仲谟、邓星伯、柯怀祖、薛福辰等名医或供职于太医院、或奉诏为皇族诊治，而丁福保、顾鸿逵、曹颖甫（江阴籍）等人也在中国医学史上垂名留芳，其中談允賢、徐陸氏等更是中国古代少见的女名医。
至于无锡的现代医疗机构，则始于1908年，由美國聖公會传教士、医学博士李克乐创办普仁医院，即今无锡市第二人民医院。
目前，无锡全市有一家医学院（江南大学附属医学院）及十大市立医院、210家医院，其中三级甲等医院共有十四家
- 无锡市人民医院
- 无锡市第二人民医院（南北院区）无锡市第二人民医院

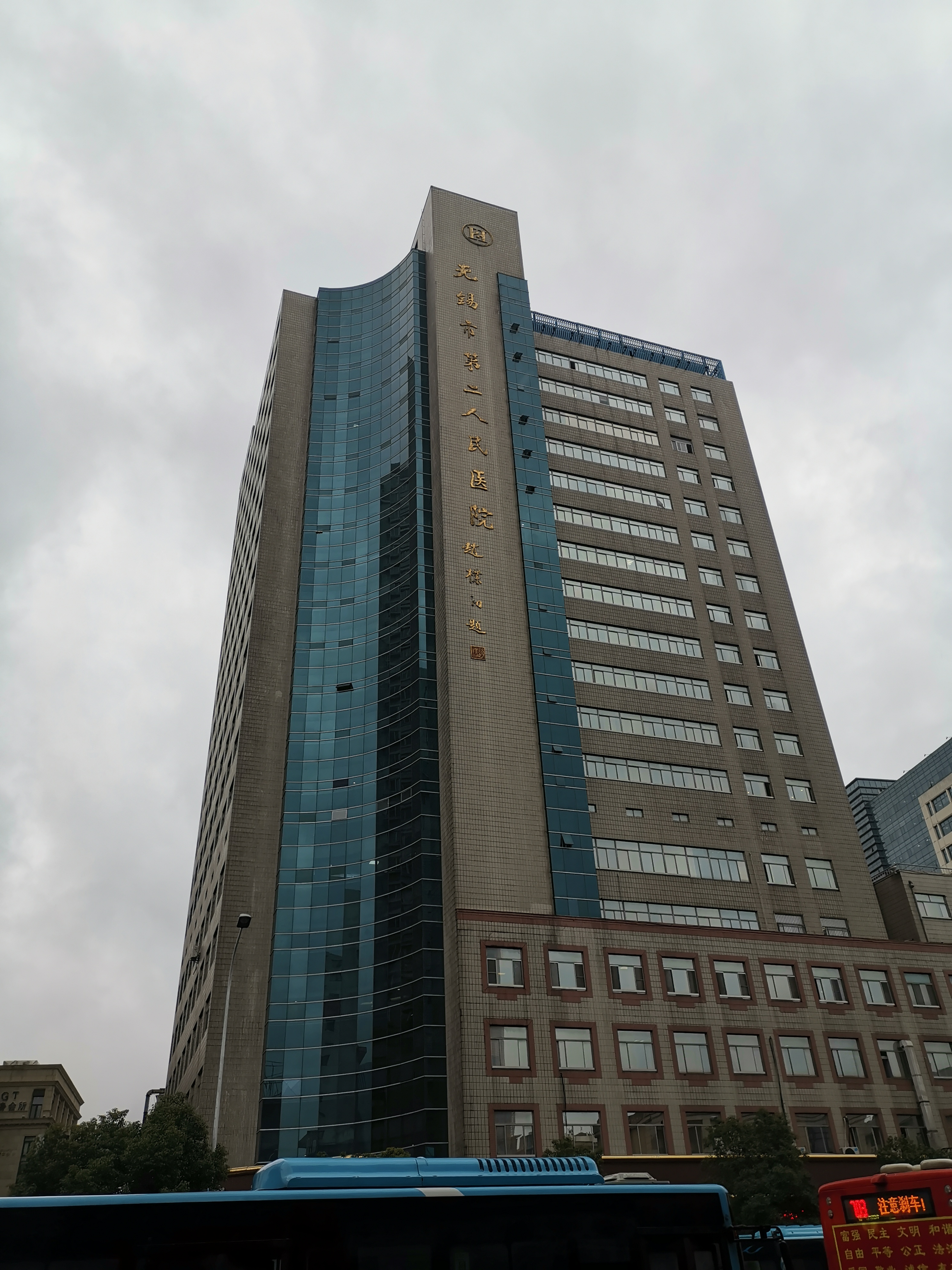
无锡市第二人民医院

- 江南大学附属医院（原三院、四院，目前为南院区、北院区，其中原四院即北院区未来计划改扩建）
- 无锡市第五人民医院
- 无锡市第七人民医院
- 无锡市精神卫生中心（原无锡市第九人民医院）
- 无锡市中医院
- 无锡市妇幼保健中心
- 无锡市儿童医院
- 解放军904联勤总院
- 江阴市人民医院
- 江阴市中医院
- 宜兴市人民医院
- 宜兴市中医院

其中无锡市人民医院于2013年在香港艾力彼医院管理研究中心发布的“2013年中国地级城市医院竞争力100强榜单”中列第十二名。

## 体育

##### 无锡体育公园
前身是无锡市人民体育场，与1954年人民体育场在古运河边落成时，当时参观的无锡市民人如潮涌。无锡市新的体育中心建成以后，市人民体育场已不再承担体育训练任务。1999年，无锡市对市人民体育场部分场地进行了改建，开辟了群众体育健身设施区和老年活动门球场，体育场又被称为无锡市体育公园，所有场馆全部向社会开放，每年有近百万人次的市民到体育公园健身、休闲。

##### 无锡市新体育中心
位于滨湖区太湖西大道1500号，地处无锡市滨湖区，太湖大道以北，青祁路以西，建筑路以南地区，占地面积约44万平方米。其一期工程已投入使用，二期工程计划于2002年年底动工，主要包括6600人的体育馆（兼有会展功能）、室内网球馆、游泳跳水馆、射击射箭馆、运动员公寓（体育宾馆）、体育运动学校等场馆。届时，无锡市将拥有具有领先水准、设施一流、功能完善的现代化体育中心，并将成为充分展示无锡现代化建设成就的标志性工程。

##### 无锡奥林匹克体育中心
由于无锡新体育中心场馆老化等原因，2023年无锡奥林匹克体育中心项目正式开工，该设施总用地约56.7公顷，总建筑面积约46.7万平方米，总投资约69亿元。规划有6万座的体育场、1.8万座的体育馆、2000座的游泳馆和全民健身中心，并按照甲级体育场标准进行建设，建成后可承办全国性的大型综合体育赛事。除了“一场两馆”外，还将建设包含商业、酒店等在内的7万平方米文商体旅综合体，通过强化策划运营，在未来引入多个“首赛”“首展”“首演”等活动，努力将无锡奥体中心打造成为一个项目多样、业态丰富、功能完善的现代化大型体育综合体。

## 宗教
无锡市内有佛教、道教、伊斯兰教、天主教、基督新教等多种宗教活动的地区，据载，三国东吴赤乌年间，无锡始建佛教寺庙；南朝梁武帝天监年间，道教传入无锡；天主教、伊斯兰教、基督新教也先后于明崇祯十三年、清康熙年间及光绪二十四年传入无锡。各宗教传入无锡后都建有不少活动场所，积淀了深厚的宗教历史文化底蕴。

### 知名宗教场所
- 始建于南北朝时期的南禅寺
- 位于灵山大佛脚下的祥符禅寺
- 位于南長街的水仙道观
- 天主教三里桥若瑟堂

佛教
- 崇安寺：位于无锡城中，相传为东晋年间由王羲之舍宅改作禅寺，曾有“梁溪首刹”、“吴会名胜”之名誉。清末时寺庙遭祝融而毁，空地遂逐渐形成天然集市，后成为无锡商业中心的代名词。
- 惠山寺：始建于南北朝，“南朝四百八十寺”之一，位于惠山脚下、天下第二泉畔。寺内文物众多，有全国重点保护的唐宋石经幢、由宋代抗金名相李纲修建的金莲桥、李阳冰所题，在无锡民间颇具传奇色彩的“偃人仙石”听松石以及栽于庙门前已六百余年之银杏树等古迹。陆羽、秦观、苏轼、黄庭坚、文徵明等诸多逢掖之士在此亦留有墨宝。辛亥革命后一度作为革命忠烈祠使用，1949年后为无锡博物馆初创地，现已恢复宗教活动。
- 南禅寺：南朝梁武帝时期所建之护国寺，后人称“江南最胜丛林”，北宋雍熙年间重修时增建高七层之妙光塔。现寺庙周围已形成江南特色的传统集市。
- 祥符禅寺：为玄奘法师自天竺归来，游历东南，与右将军杭恽行至无锡马迹山，见恍若西天灵山胜境，赞叹此处堪称东土小灵山，并嘱弟子窥基在此建寺。1997年，在古祥符禅寺旁建起88米高的世界最高青铜佛像：东方灵山大佛，至今已是无锡旅游名胜地。
- 大觉寺：位于宜兴，始建于南宋咸淳年间。为一代宗师星云法师之祖庭。

道教
- 雷尊道院：位于无锡城中，为始建于梁大同年间的洞虚宫下设道院之一。华彦钧（瞎子阿炳）曾为此院主持人。[參⁠ 131]
- 水仙道院：又称南水仙庙，位于南长街，乃为纪念明嘉靖年间，率民抗倭的无锡知县王其勤而建。[參⁠ 132]

伊斯兰教
- 清真寺：为1919年南京回族人蒋星阶到锡游览，见当时无锡没有伊斯兰教教徒活动场所，便发愿建寺一所，寺址位于西门附近，至今未变。

天主教
- 三里桥若瑟堂：始建于1640年，后不断扩大，成为江苏省规模最大的天主教堂，隶属天主教南京总教区，为总铎区所在。因无锡地区天主教徒众多，约占整个南京教区之半，加之若瑟堂规模宏大，故教区活动多在锡举办。

基督新教
- 无锡市基督教堂：原称无锡圣公会圣十字教堂，为美国圣公会于1915年在光绪三十四年修建、后烧毁的“圣公会圣安德烈堂”基础上斥资重建。圣公会在锡所办教育、慈善事业众多，如普仁医院（今无锡第二人民医院）、辅仁中学、孤儿院等等。

## 文化
无锡地处吴文化腹地，千年來，在吴文化的浸育下，形成了鮮明的城市內涵，渗透于风土人情之中。无锡菜是明显的甜糯风味江南菜、清雅的锡剧小调也透露着敏锐果敢的工商文化；既有可供吟风颂月的古典园林，也有誉为“小上海”的雄心；這些固有文化早已成为代代无锡人价值观与生活方式所在。
| 名称                     | 级别   | 项目类别   |
| ------------------------ | ------ | ---------- |
| 惠山泥人                 | 国家级 | 传统美术   |
| 无锡留青竹刻             | 国家级 | 传统美术   |
| 无锡精微绣               | 国家级 | 传统美术   |
| 锡剧                     | 国家级 | 传统戏剧   |
| 无锡道教音乐             | 国家级 | 传统音乐   |
| 宜兴紫砂陶制作技艺       | 国家级 | 传统技艺   |
| 江阴致和堂膏滋药制作方法 | 国家级 | 传统医药   |
| 吴歌                     | 国家级 | 传民间文学 |
| 宜兴梁祝传说             | 国家级 | 民间文学   |
| 无锡酱排骨烹制技艺       | 省级   | 传统技艺   |
| 玉祁双套酒酿制技艺       | 省级   | 传统技艺   |
| 宜兴青瓷制作技艺         | 省级   | 传统技艺   |
| 无锡纸马                 | 省级   | 传统美术   |
| 宜兴手工刻纸             | 省级   | 传统美术   |
| 江南丝竹                 | 省级   | 传统音乐   |
| 泰伯庙会                 | 省级   | 民俗       |
| 惠山庙会                 | 省级   | 民俗       |
| 宜兴观蝶节               | 省级   | 民俗       |
| 无锡评曲（说因果）       | 省级   | 曲艺       |

### 公共文化

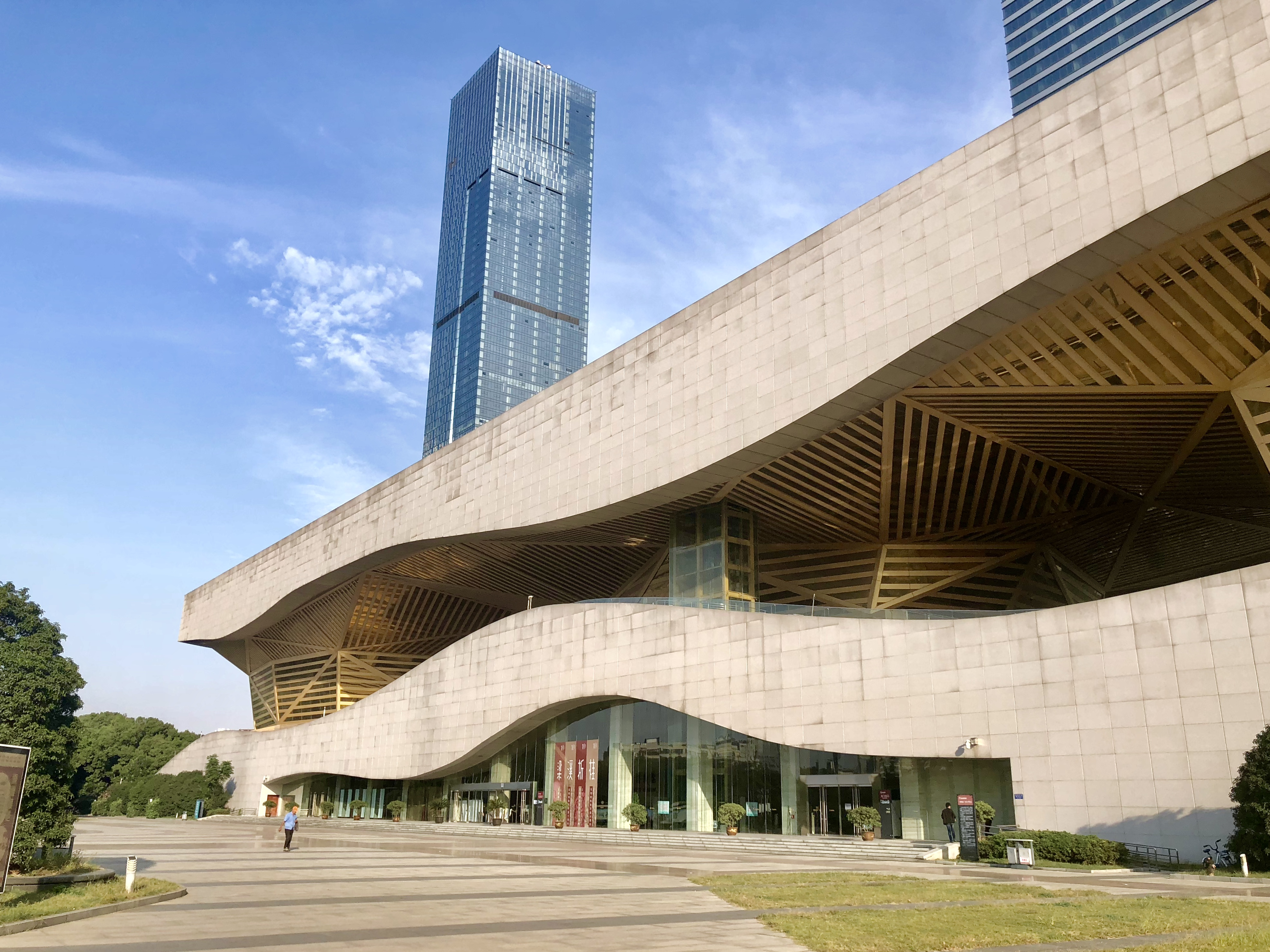
无锡博物院

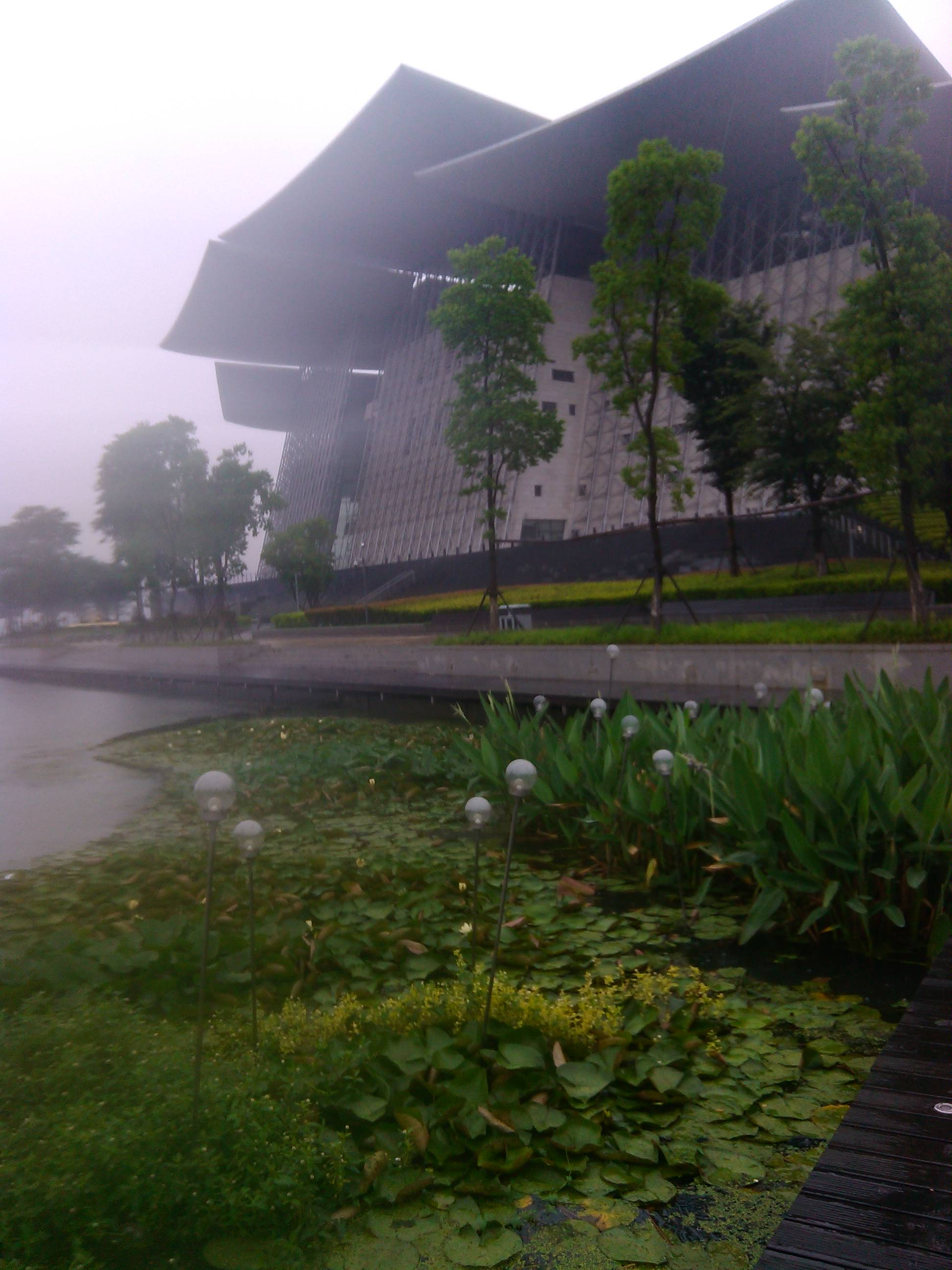
无锡大剧院

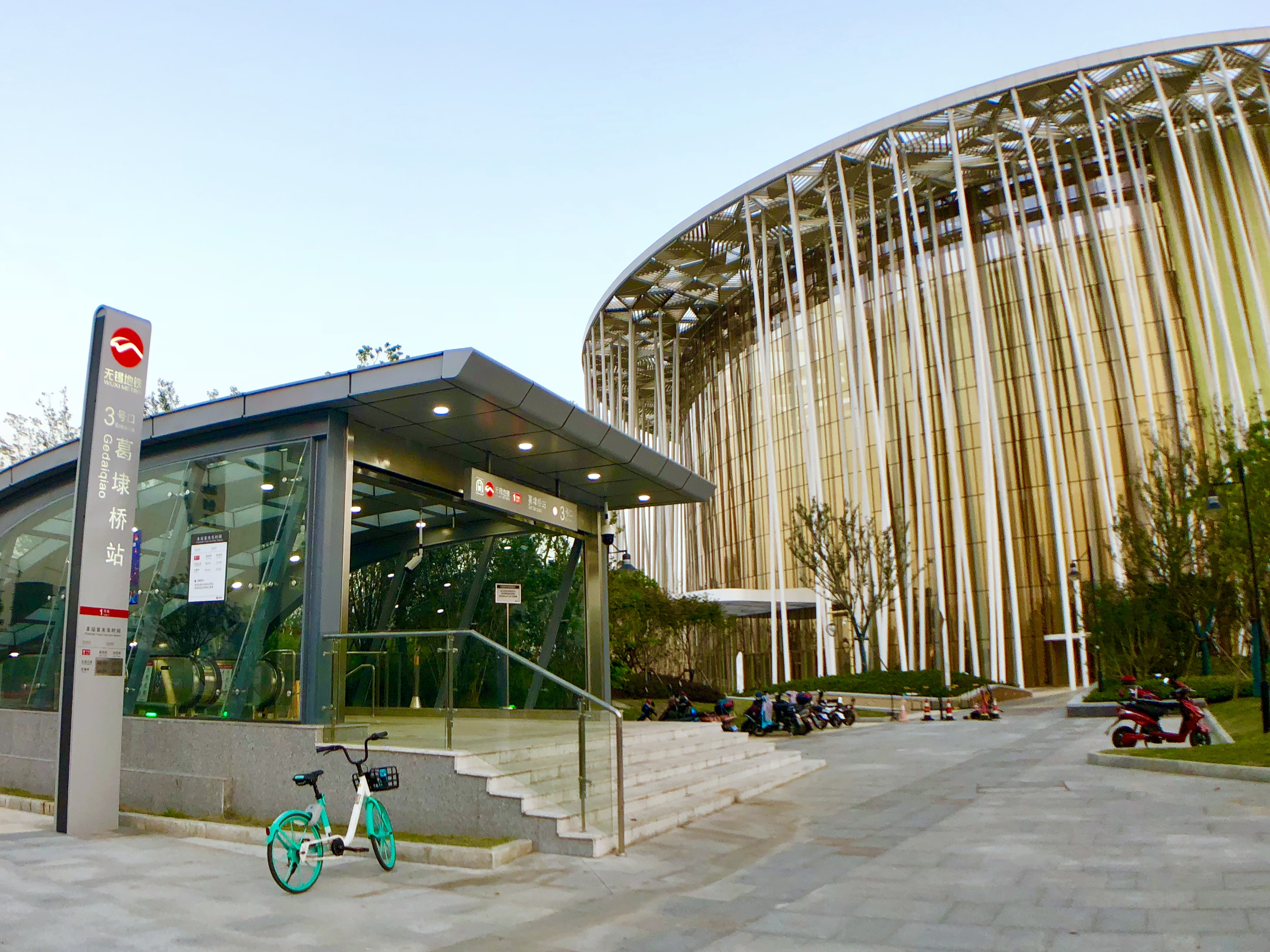
太湖秀

倪瓒的竹树小山图轴 现藏于无锡博物院

无锡之有公共文化场所始于民国，创办于1912年的无锡图书馆是中国最早创建的公立图书馆之一，1929年，无锡县教育局又在孔庙基础上设立历史博物馆，为无锡第一家公共博物馆。该馆陈列文物不幸在抗战中尽毁，只存碑刻遗迹，今遂改为无锡市碑刻陈列馆。
1958年，在惠山寺出土文物基础上，设立了无锡市博物馆，后迁建。2007年，在原无锡市博物馆、无锡革命陈列馆和无锡科普馆的基础上，新建无锡博物院，这是江苏省除南京博物院外的唯一一个地级市博物院。
此外，无锡市内还有代表吴文化标志的阖闾城遗址博物馆、曾列全国十大考古新发现的鸿山贵族墓群遗址博物馆以及由工业遗址改建的中国民族工商业博物馆、中国丝业博物馆等国家级博物馆；同时也有蓝印花布博物馆、平湖城博物馆等诸多民间开设的特色博物馆。
近来，随着生活娱乐的丰富化，无锡新建了不少专业的美术、书画、音乐场馆。2014年，无锡大剧院被英国《每日电讯报》文化版列为“世界上十二座最壮观的剧院”之一。融创的太湖秀场也为无锡的文化服务提供了休闲去处。

#### 节日
- 4月10日·中国吴文化节：为宣扬吴文化而设。每逢此时世界各地的吴氏宗亲便会集于无锡泰伯庙前祝飨祭祀。
- 5月19日·中国旅游日：1607年，徐霞客从故乡江阴出发，行迹遍及南北山水之中，堪称第一个走遍中国的旅行家。2011年，国务院以《徐霞客游记》首篇《游天台山日记》开篇之日5月19日为中国旅游日。

### 曲艺

#### 锡剧

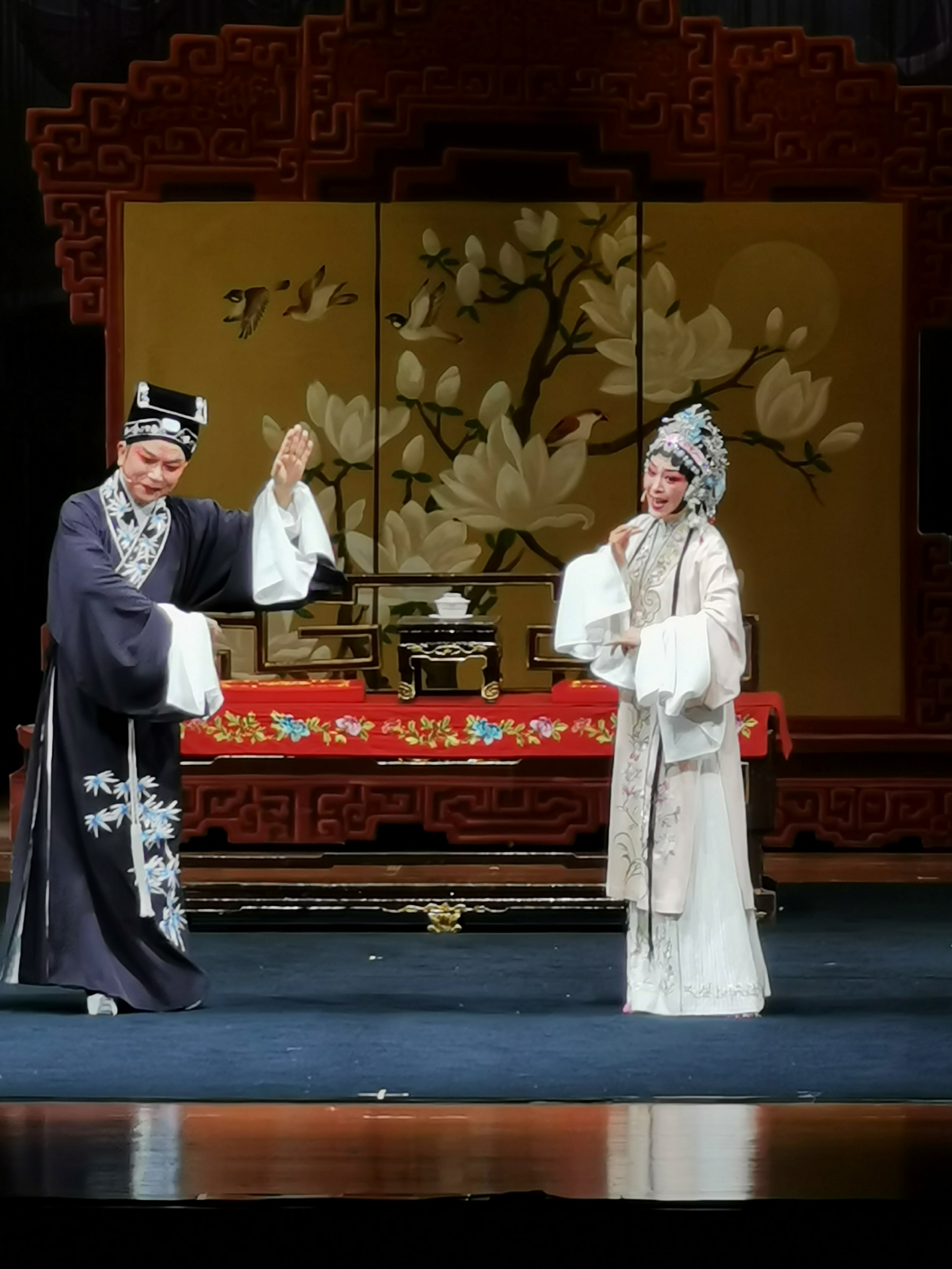
锡剧《珍珠塔》

吴地一带百姓自古既有唱山歌的习俗，这种艺术形式在春秋战国时代被称为“吴歈”，明代中叶以后，吴地山歌演变为俗曲、滩簧、说书、宣卷等民间说唱表演艺术，锡剧便是由滩簧而来。 锡剧源起东乡（今无锡羊尖一带）小调，成型于清末民初，初称无锡滩簧， 辛亥革命前后进入上海发展，渐与苏剧、常州滩簧等唱腔表演形式相近的戏曲结合，后并称为常锡文戏，一时风靡沪上。
锡剧在上海、江苏、浙江、安徽等地均有传唱，与越剧、黄梅戏同为华东三大剧种，叶圣陶曾为锡剧题字“太湖一枝梅”。

#### 昆曲清曲
昆曲是中国最古老的戏曲之一，发源于昆山。明代万历以降，魏良辅革新南曲，始谓昆曲，毗邻的无锡遂成为昆曲流播最早的区域之一。在无锡，涌现了众多清曲名家，从而形成了昆曲中有独特音韵的“无锡唱口”，成为昆曲清曲一派传承中重要的一脉。明戏曲评论家潘之恒在其著《鸾啸小品》中曾谓：“曲之擅于吴，莫与竞矣! ……故在郡为吴腔。太仓、 上海，俱丽于昆，而无锡另为一调。……尝为评曰: 锡头昆尾吴为腹，缓急抑扬断复续。”清诗人孔尚任在《桃花扇·选优》上也记述：“淮阳鼓昆山弦索、无锡口姑苏娇娃。”曲界更有“度曲之工，始于玉峰（昆山），盛于梁溪（无锡）”、“到了无锡莫开口”之说。
无锡昆曲曲局以天韵社夙負盛名，明天启年间即已组社，堪称历史最悠久的昆曲清唱团体。民国以后，天韵社曲友在无锡公花园（今城中公园）内建同庚厅，作为固定演出的场所，向民众开放，一别过往限于私宅的局限。1922年美国波士顿交响乐团小提琴家、作曲家、指挥家亨利·爱希汉（Henry Eichheim）携妻女来华访问，期间曾专程赴锡来听天韵社曲友组织之音乐会，会毕，盛赞“所遇音乐团体天韵社称第一”。1949年后，天韵社解散，直至2013年底，终告复社。

#### 小热昏
“小热昏”又称“小锣书”或“卖梨膏糖的”，是伴随着苏浙沪地区民间艺人叫卖梨膏糖而产生的一种曲艺艺术。“小热昏”之名源自清末苏州梨膏糖叫卖者赵阿福，因其说唱内容多针砭时弊，为免麻烦，赵阿福戏称自己“热昏”了，意思是头热发昏满口胡言，不必当真，遂沿用至今。无锡小热昏承自有鼻祖之称的杜宝林亲传弟子周福林，故其演出时必带长凳一条，站立于上，以示正统。至今，已年近九旬、受业自周福林的尤盛茂（小筱林）、周仁娣（小仁娣）夫妇，仍在无锡惠山一带演出小热昏。
除了小热昏外，无锡地区过去还有说因果（无锡评曲）、宣卷等多种街头说唱形式的曲艺。

#### 道教音乐
道教音乐，无锡方言称唱道情，是施用于道教斋醮科仪仪式中的一环。无锡道教源自东晋正一道，其道教音乐深受江南丝竹、吴歌、昆曲、苏南小调等民间音乐的影响，具有鲜明的世俗性和地域性艺术风格，其著名人物有南鼓王之称的朱勤甫，及“瞎子阿炳”华彦钧等。音乐家杨荫浏幼年时也曾随道士学奏道乐。

### 饮食

#### 锡帮菜
锡帮菜是中国四大菜系之一苏菜（又称淮扬菜、江浙菜）的主要分支，以甜出头、咸收口的口味及浓油赤酱为传统特色。传统苏锡菜重甜，究其原因，乃古代本是南人重咸、北人重甜，后宋朝南迁，中原大批士族南下，中原风味亦随之南下，故苏锡菜偏甜乃是古之遗风。
锡帮菜中的特色菜肴，有酱排骨、梁溪脆鳝、三鲜银鱼羹、腐乳汁肉、肉酿生麸、肉酿面筋、奶油鲫鱼、素什锦等，此外还有以太湖三白（白鱼、白虾、银鱼）为主食内容的“太湖船菜”。

#### 特色小吃
- 无锡小笼：小笼馒头是江南一带的传统点心，与北方同类食品如包子相比，小笼更显“汁多、皮薄”，而与江南各地的小笼相较，无锡小笼又有“馅多、个大”之特色。无锡人嗜吃小笼馒头，有“不在吃小笼，就在去吃小笼的路上”之笑言，沪上人士，亦尤为喜爱锡式小笼。[參⁠ 146]无锡小笼馒头盛名于清末，为杨乃武昭雪返乡后，经无锡名店拱北楼面馆用食，尝至无锡小笼，夸赞不已，店家亦以此事为宣传，从而广为人知。[參⁠ 147]如今，无锡最具名气的小笼店，要数中华老字号之一的王兴记，其在美国洛杉矶、日本神奈川等地均有分店，[參⁠ 148]本地市民，则更衷情于熙盛源、芦庄超王记、锡笼记、忆秦园等街巷中的名店。
- 手推馄饨：首见于清同治年间的无锡福来手推馄饨店，因手工推制，馄饨皮更为韧性且薄，配料则需豆腐干丝、蛋皮丝多种多种。[參⁠ 149]
- 惠山油酥：为无锡惠山一带之特产，由百年老店朱顺兴最为著名，相传是明亡后宗室子弟朱圣谕避难来锡，为求生活，便将旧往宫廷小吃制作贩卖，其中一味重油烧饼便是今称的惠山油酥，因与惠山寺佛像的肚脐形似，而又被惠山寺僧人叫做金刚肚脐。[參⁠ 150]除了惠山油酥外，油京果、腊烧片等也是朱顺兴店中佳品，多为江南一带不多见的北方风味的传统小吃，或可证其源自明宗室之说。
- 鸡子大（杜）饼：为江南一带传统市井美食，又称“面衣饼”，与北方之鸡蛋面饼类似，惟无锡之饼，更显考究，需要在面饼中加入肉糜、椒盐等物。在无锡方言中，习惯称此物为“杜饼”而非大饼，乃因"杜"在吴地方言中表示大的意思。
- 玉兰饼：起源于清道光年间无锡一糕团店，其特色为用玉兰花瓣碾碎后佐料于肉馅之中，外用糯米粉包裹油炸，食之脆而糯甜，至今已是无锡各大糕团店的必备点心。
- 梅花糕、海棠糕：创制于清代，其形状如海棠、梅花，故名，馅心有肉、豆沙等。梅花糕、海棠糕原是苏州、无锡一带逢庙会时才有的特色点心，后流传至上海，惟如今梅花糕尚存于街巷小贩，海棠糕本地已无处可寻，只于上海七宝古镇内，仍有一家无锡海棠糕专营店。
- 萝卜丝饼：萝卜丝饼本起于无锡，为江苏与上海一带特有之市井小吃。与外埠相比，无锡传统的萝卜丝饼明显鼓实而不扁薄。
- 江阴马蹄酥：江阴马蹄酥据传是为纪念明末江阴全城抗清义举而来。[參⁠ 151]江阴马蹄酥制作精巧，中间凹、周边高，外观形似菊花瓣。
- 宜兴和桥豆腐干：创始于清末，据载曾作为贡品。其特色为用开洋（虾仁干）入味，极其鲜美。[參⁠ 152]
- 宜兴乌米饭：乌米饭是江淮一带的民间特色小吃，其来源具有丰富的民俗传说。在宜兴，每逢四月初八浴佛节便要采摘宜兴山中特有的“乌饭草”来制作乌米饭。

### 特产
美食
- 酱排骨：无锡三大传统特产之一，驰名远近，又称无锡肉骨头。其选用猪肋骨及特制酱汁文火慢炖而成，甜咸具有，以无锡三凤桥肉庄（旧称慎馀肉庄）与真正老陆稿荐两家百年老店所制最堪上佳。口味上，陆稿荐较传统而偏甜，三凤桥则已改良。
- 清水油面筋：无锡三大传统特产之一，麸皮制成，外脆，呈中空状，是江南一带制作肉酿面筋（狮子头）的必选佳品，亦可不加馅料作为汤水、炒菜之佐而食。
- 长江三鲜：即河豚、鲥鱼、刀鱼，为江阴之传统特产，自古即为士大夫所嗜之美食，不过与其他濒长江的城市不同的是，江阴之长江三鲜，并无鮰鱼一味，是以河豚代之，因河豚内脏具有毒性，若处理不当会有性命之忧，故江阴俗语中有“拼死吃河豚”一说。[參⁠ 153]
- 黑杜酒：为江阴传统特产，相传为酒仙杜康所制，传统制作工艺长达两年。其味醇厚甘甜，可作为产妇补品。

土产
- 阳山水蜜桃：产自无锡阳山，为民国年间由邑人从奉化引进桃種，因阳山为古火山，土地肥沃，故一经种植便大获成功，至今已是享誉盛名。阳山水蜜桃以7月下旬之湖景桃最为上口，味极香，其皮一碰就落，汁水丰富，惟阳山水蜜桃在本外地仿冒者均甚多，正宗者个大、肉软、色黄，极少红色。
- 大浮杨梅：产自无锡大浮乡， 大浮濒临太湖，居民自古沿湖耕种休憩，大浮杨梅亦引太湖水灌溉，故而汁多且甜，其状与他处杨梅相较，更显壮硕。
- 无锡毫茶：无锡产茶史悠久，明代画家王绂所画之“竹炉煮茶图”，即无锡惠山寺中一景。无锡毫茶在无锡各茶种中最具知名度，早在1986年被商业部定为全国名茶之一。
- 太湖翠竹：是江苏省无锡市创制的地方名茶，该茶外形扁似竹叶，色泽翠绿油润，内质滋味鲜醇，香气清高持久， 汤色清澈明亮，叶底嫩绿匀整，风格独特，冲泡在杯中，嫩绿的茶芽徐徐伸展，形如竹叶，婷婷玉立，似群山竹林，因而得名。
- 宜兴阳羡茶：产自宜兴唐贡山，声名远播，唐诗有云“天子须尝阳羡茶，百草不敢先开花”（卢仝，《走笔谢孟谏议寄新茶》），明儒周高起曾在专著《洞山岕茶系》中赞阳羡茶“色柔白如玉露，味甘，芳香藏味中，空深永，啜之愈出，致在有无之外”。
- 宜兴百合：宜兴百合培植历史已久，是宜兴地区的传统土特产，也是为数不多的几种可食用百合类目之一。宜兴百合具有一定调理脾胃的作用，因此也被称做药百合。 *

手工艺品

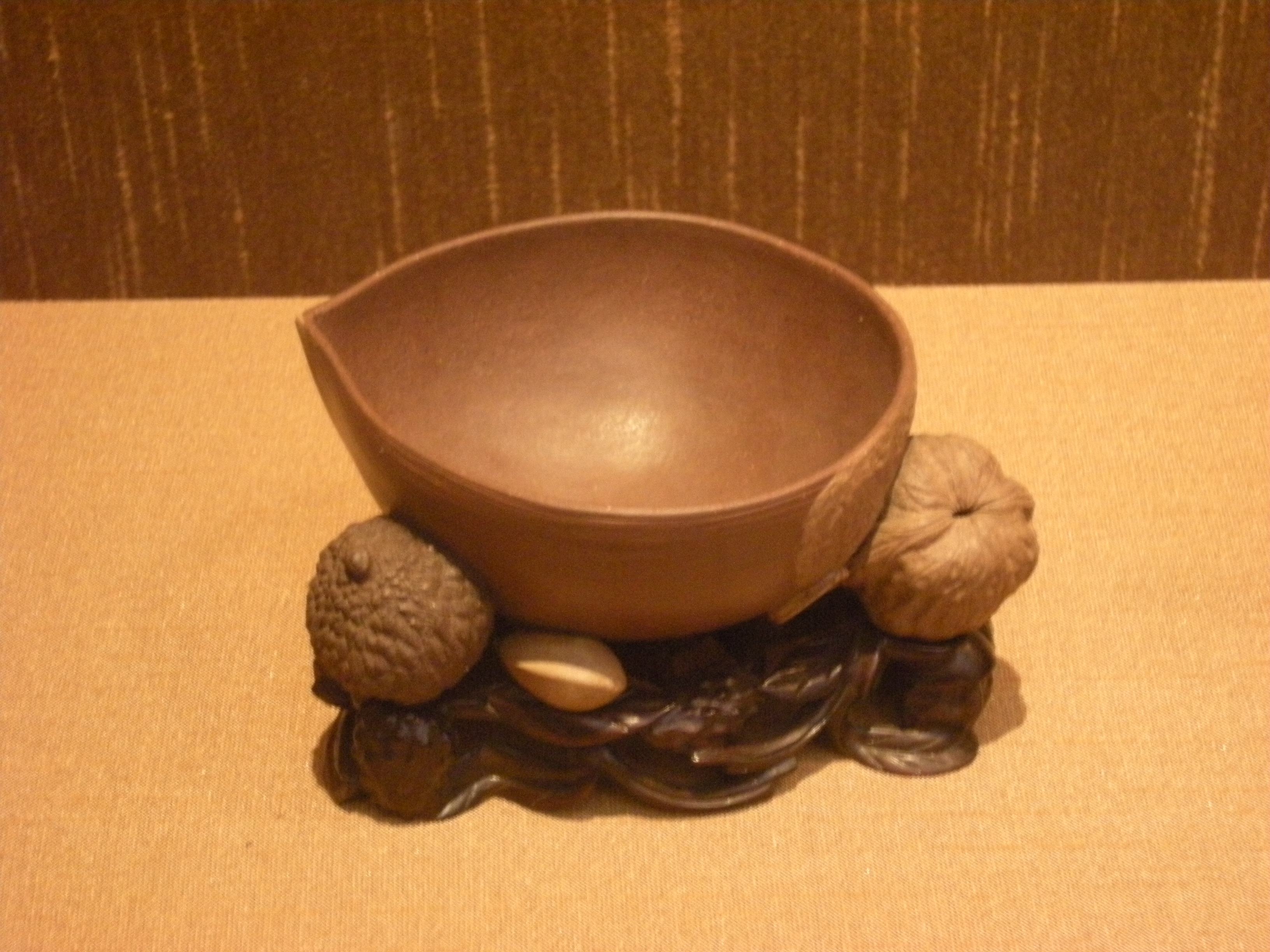
清代陈鸣远所作的惠山紫砂壶

- 惠山泥人：无锡三大传统特产之一，与天津泥人张齐名南北。无锡惠山土黑而黏，是制作泥人的天然原料。惠山泥人旧称耍货，原是农民在农闲时所制作的娱乐品，早在明代，便有乡人制作泥人的记载，后来因惠山脚下祠堂群中的祠丁需补贴家用而广为制作贩卖，从此惠山泥人之名更显壮大。晚清内阁中书徐柯在其著《清稗类钞》卷四十五〈工艺录、泥人条〉中曾记：“高宗（乾隆）南巡，驾至无锡惠山，山下有王春林者，卖泥人铺也，工作精妙，技艺万端……进御之，大称赏，赐锦甚丰。期物至光绪时，尚存颐和园佛香阁中，庚子之乱，为西人携去矣。”可见惠山泥人早负盛名。钱锺书在《管锥篇》中也写说：“近世吾乡惠山泥人有盛名，吾乡语称土偶为磨磨”，而自道曰倷伲。”“倷伲磨磨”便是惠山泥人的无锡方言。惠山泥人分粗货和细货，粗货用模具批量制成，细货则完全手工而成。
- 锡绣：即苏绣[註⁠ 8]中的精微绣，起于明代中期，晚清时更经丁佩定谱而愈加细腻典雅。民国以后更见茁壮，在民初举办的南洋劝业会上，锡绣夺彩之至，随后出版的《南洋劝业会研究会报告书》中，时人谓锡绣“实比湘绣、苏绣为优”。锡绣针法复杂，计有四十多种针式，其中由锡绣名家华璂革新的“亂針繡”更是现代苏绣之必备绣法。锡绣因其高雅之特点，不如苏绣实用，故在工商化快速的今天，已几无绣娘再续此艺术。
- 宜兴紫砂壶：起于宋代，用宜兴特有的紫砂泥烧制而成，造型多样艺术化，也有净化茶水、保留茶香之功效。诗人梅尧臣曾作诗“小石冷泉留早味，紫泥新品泛春华。”嗜壶者则有“人间珠宝何足取，宜兴紫砂最要得”之戏言。

### 传统习俗
- 接（请）路头：传统中国民俗文化中，将正月初五视作财神诞辰，故各地各家均有在春节前后为此置办一番的习俗，以迎神明，惟无锡地区无“请财神”一说，只言接（请）路头。此说源自清嘉庆年间，因无锡籍状元顾皋家贫，为官后更为痛恨金银之物，邑人为免触其心境，而将原本年初五的请财神，改作纪念明朝时在无锡因组织民兵抗倭而亡的何五路，自此无锡人大年夜“接路头”，年初四晚上“请路头”的习俗就流传至今。[參⁠ 154]
- 泰伯庙会：起源于古代吴地先民的祭祀信仰。无锡梅村一带民间有传，农历正月初九为吴泰伯诞辰，故每逢此时，当地百姓便会于泰伯庙前集会，以求庇护，逐渐形成庙会。这也是无锡一年之中首个庙会。
- 惠山庙会：起于明代宗教活动，其内容极具吴地特色，为纪念农历三月二十八东岳大帝黄飞虎寿辰而来。每年此时，分散在无锡各地的八大老爷庙中之神像便由专人抬至惠山东岳行庙朝贺，形成“八庙朝东岳”之盛事，仪式庄严隆重，引人瞩目，久之便形成庙会，至今仍是无锡最重要的庙会。
- 久思香：农历七月三十是地藏菩萨诞辰，而在苏锡常一带的吴地，则因张士诚亡故于此时而更重此节令。是日，百姓纷纷上香，谓之久思香。后为免触怒朱元璋，遂音译为狗屎香。
- 冬至：在江南一带，冬至是极其重要的节日，所谓“冬至大如年”。在无锡，冬至前夜即已需准备丰盛的晚餐，举家团聚，方言称为“冬至夜饭”。第二天一早，则食用“团子”。“团子”是吴地特有的糯米糕点，与汤圆形似但又个大于其，无锡民间有“夏至馄饨冬至团”的传统。

## 风景名胜

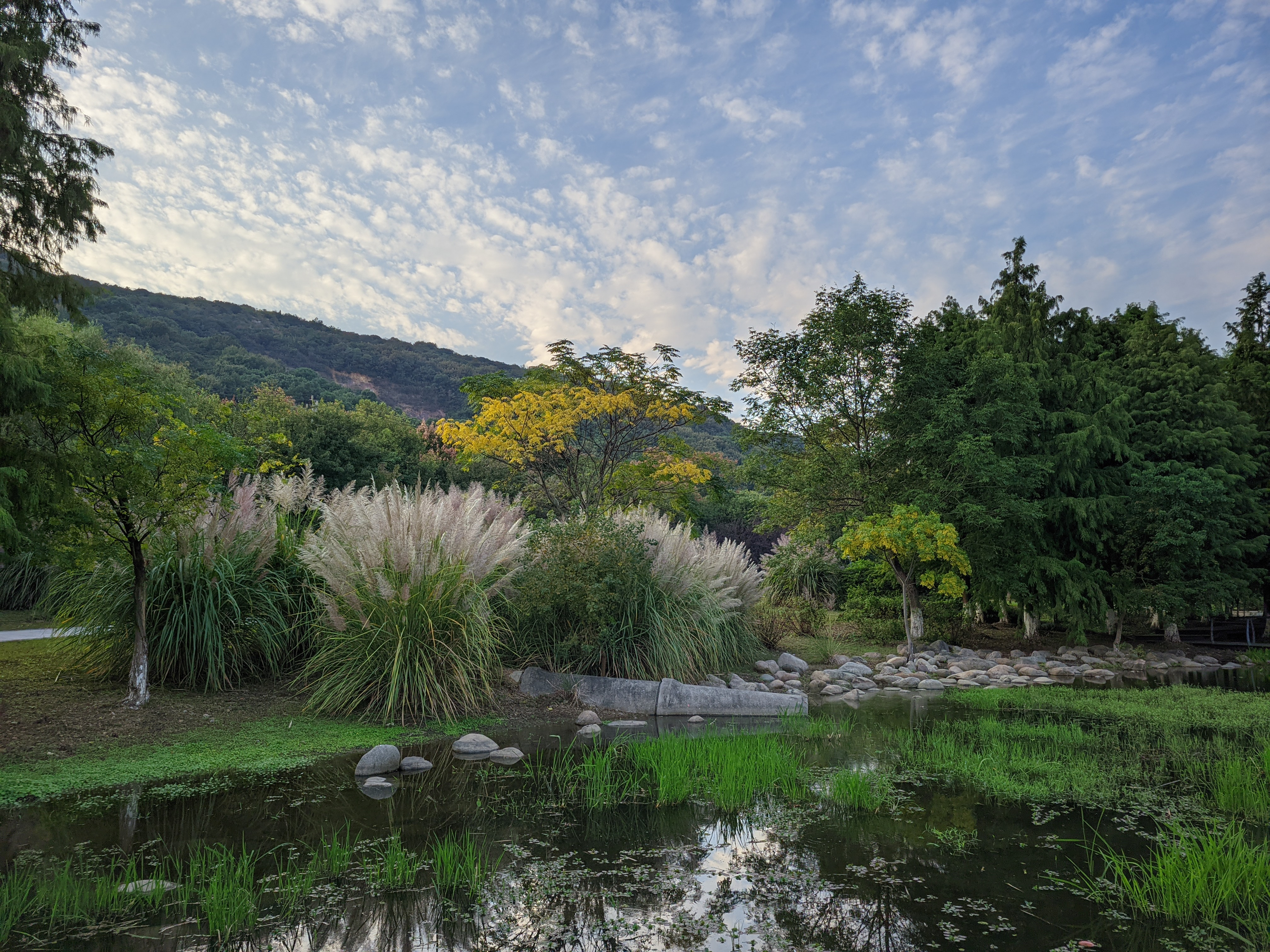
长广溪国家湿地公园

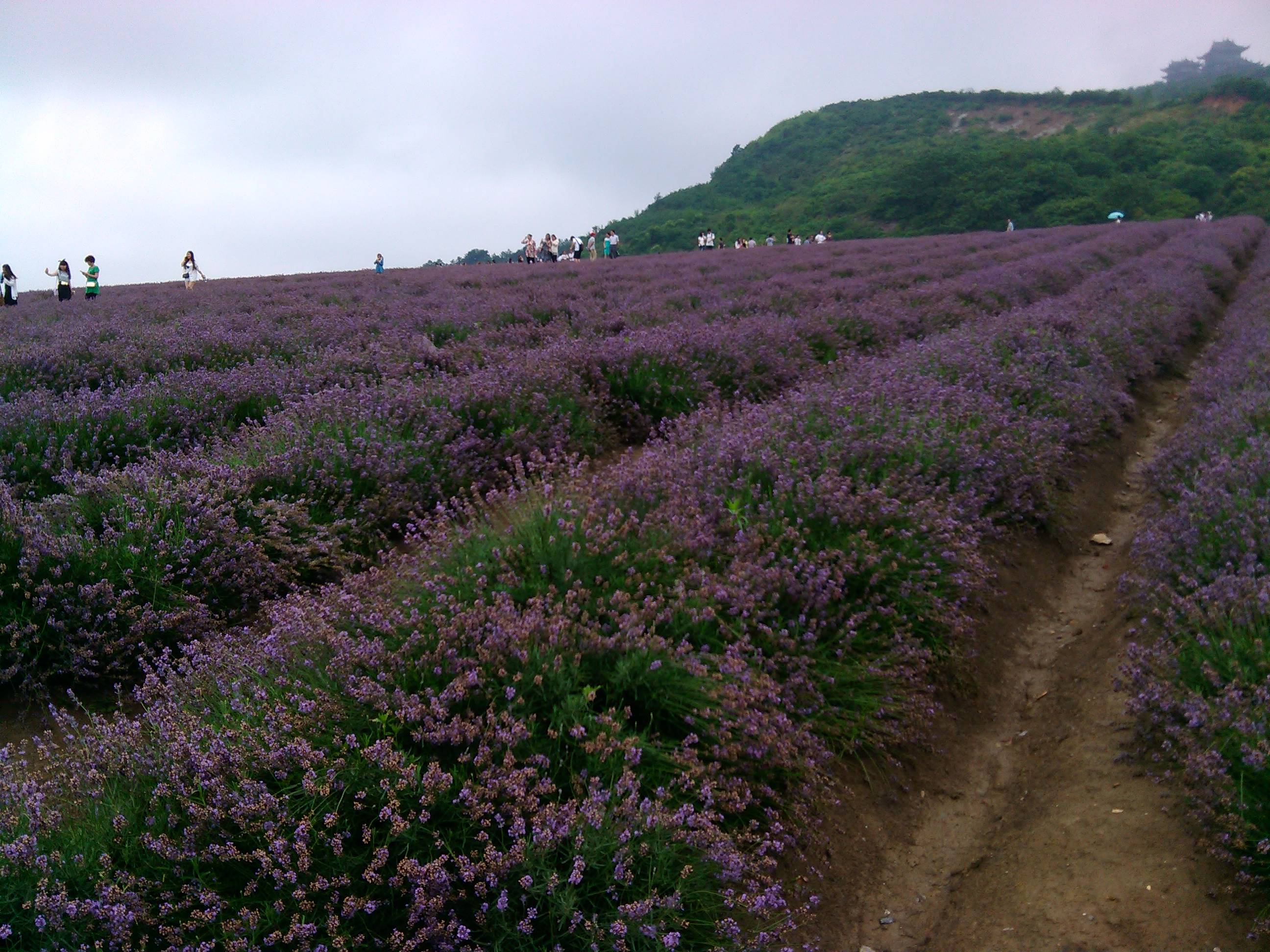
雪浪山

无锡人文古迹丰富，山水风光具有，自古以来便是诸多俊秀名流耽樂駐足之地，有如陆羽、苏轼之于二泉、皮日休、陆龟蒙之于锡惠山麓、文征明之于太湖、文天祥之于黄埠墩等，也正因如此，无锡现代旅游业发轫极早。清光绪三十一年（1905年）时，乡邑便集资在城中王羲之旧宅等遗迹处建起了中国第一座对全民开放的公园：锡金公园（后易名公花园、城中公园），堪称“华夏第一公园”。 民国八年（1919年），无锡工商人士薛明剑创办《无锡指南》杂志，并请孙中山先生题字，书中尽揽无锡名胜，成为无锡最早的旅游指南，也是当时广为人知的一本旅游期刊。此后，地方名流相继或借景开发、或修复古迹，蔚然成风，如王心如（王崑崙父亲）依鼋头渚建太湖别墅、王禹卿以范蠡西施旧说傍蠡湖而建蠡园、荣氏兄弟扩旧居布芳香之梅园以及宜兴人储南强（储安平伯父）舍家财复建善卷洞等等，形成了无锡古今相承、湖光山色旅游格局的雏形，对此，园林艺术大家陈从周曾谓：“江南园林，明看苏州，清看扬州，民国看无锡。”
如今的无锡即是中国第一批优秀旅游城市之一，也是国家园林城市。在无锡，有“太湖佳绝处、毕竟在鼋头”而旖旎风光的太湖旅游景区；庄严雄伟的灵山圣境景区；底蕴深厚的古运河、吴文化、江阴延陵古邑等历史人文景区；也有悠然閒適的宜兴生态园林游览区等多个风景名胜区域。
| 国家级旅游度假区 |
| --- |
| 无锡太湖国家旅游度假区 |
| 5A级旅游景区 |
| - 无锡太湖鼋头渚风景区 - 无锡灵山圣境景区 - 中视无锡影视基地景区（三国城、水浒城） - 惠山古镇 |
| 4A级旅游景区 |
| - 无锡市崇安寺景区 - 无锡市南禅寺景区 - 锡惠园林文物名胜区 - 荣氏梅园 - 蠡园 - 薛福成故居 - 东林书院 - 鸿山泰伯景区 - 鸿山遗址博物馆 - 无锡博物院 - 无锡动物园 - 宜兴善卷洞风景区 - 宜兴竹海风景区 - 宜兴团氿风景区 - 宜兴龙背山森林公园 - 宜兴陶祖圣境 - 江阴江苏学政文化旅游区 - 江阴滨江要塞旅游度假区 |

### 旅游名胜

#### 锡惠遺迹
锡惠名胜风景区，位于锡山、惠山间，包括了锡惠公园与惠山古镇两大传统人文景区，以及惠山西侧的国家级森林公园，和已湮没无存的东大池旧景等众多历史遗迹，被誉为无锡的露天博物馆。
惠山古称西神山、华山，是天目山余脉。惠山之巅，有三座山峰，分称为头、二、三茅峰，最高处三茅峰可达329米。走遍三峰，可见道观、庙宇数间，也有望公坞、石门、白云洞、吕洞宾仙居等古迹。惠山一旁之锡山，则有龙光塔、锡山新石器遗址等景可寻。
乡野史传，锡山与惠山原本相连，秦始皇东巡会稽，见此有龙脉气象，遂劈开两山，掘而掩之，故此地有“秦王坞”之称。此后，有因春申君黄歇于山涧饮马而得名之春申涧、为纪念东晋年间孝子华宝之华孝子祠、南朝司徒右长史湛挺隐居之历山草堂，即后来的惠山寺等遺蹟留世。唐大历年间，无锡知县敬澄承惠山之山水开凿了一方泉水，此即茶圣陆羽与刘伯刍皆排定为天下第二之惠泉。此泉引来无数文人墨客之留驻，有如张继、李绅、皮日休、赵构、李纲等等。南宋四大家之一的尤袤，则在故乡此地筑锡麓书院，其藏书处“万卷楼”如今仍伴于二泉之畔，后又有邵雍之裔、邑人邵宝开二泉书院。而演就二胡名曲《二泉映月》的瞎子阿炳华彦钧之墓，亦在二泉不远处。二泉旁，更有江南四大园林之一的寄畅园所在，为秦观后人、明光禄寺大夫、太子太保秦金七十岁引退归乡时所建。有清之时，康熙、乾隆二帝每次南巡，几都要亲莅园中，乾隆更依寄畅园图纸在北京颐和园与圆明园内分造谐趣园和廓然大公（双鹤斋）。
惠山古镇位于寄畅园门口。与其他古镇不同，惠山古镇并不是真正意义上的“镇”，而是以大片古祠堂组成的历史遗迹。唐代时，人们为纪念春申君设立了大王庙；而到了民国，附近已经形成了118座供祭各家姓氏先祖的古祠堂。其中，庙祠有泰伯至德殿、东岳大帝行庙以及茶、梦、土、水、战、虫六大神祠；名人祠有钱武肃王祠祀主钱镠、陆忠宣公祠祀主陆贽、范文正公祠祀主范仲淹、光霁祠，又称周濂溪先生祠祀主周敦颐、司马温公祠的祀主司马光、于忠肃公祠祀主于谦等等；乡贤祠则有《悯农》一诗作者李绅之尊贤祠、南宋开朝宰相李纲之李忠定公祠、南宋诗人尤袤祠、“元季四家”之一的倪云林先生祠、海瑞之师顾洞阳先生祠及东林党人顾宪成、高攀龙等诸多锡地先贤祠。由于惠山靠近运河漕运，许多徽商因此选择在此定居，彼等便也步趋乡风、兴辟祠堂，如作为徽州会馆的宋儒朱熹祠、晚清李鸿章胞弟李鹤章之李公祠等等，形成了惠山脚下独特的江南与徽州两种古建筑风格交错形态。
2006年6月，惠山古祠堂群成为国家重点保护单位，2007年，随着在文革中被推倒就地掩埋的惠山最大一座牌坊“千人报德坊”（即人杰地灵坊）重新出土，标志着惠山古祠堂群修复工程的开始。2011年6月，以惠山古祠堂群为核心的惠山古镇被列为“中国历史文化名街”之一，次年，又跻身中国世界遗产预备名录。
- 寄畅园：位于锡惠公园之内，由北宋词家、龙图阁大学士秦观後人所建。[參⁠ 165]秦观高邮人，其子秦湛任职常州通判时，将父冢移无锡惠山，无锡秦氏承此而来。至明朝时，秦氏后人、三朝太保秦金于七十岁高龄告老还乡，遂于惠山古寺之侧修建园林。园成，初名凤谷行窝，此后，秦家后裔不断扩建此园，至万历时据王羲之“取欢仁智乐、寄畅山水阴”之句，易名为“寄畅园”。[參⁠ 166]有清，康熙帝六巡江南七幸惠山，御笔亲题“溪光山色”、“松风水月”等匾。及后雍正称旁，秦家卷入允禟案，秦园也遭充公，至乾隆时平反此案，园得以发还秦家。迨乾隆南巡，亦步康熙六巡七幸惠山寄畅之昔，且更爱此山此园，评曰：“唯惠山幽雅娴静。江南第一山，非惠山莫属”、“江南诸名胜，唯惠山秦园最古”。并于寄畅园中留下“玉戛金纵”等匾与众多诗咏。[參⁠ 167][參⁠ 168]为使秦园能常伴左右，乾隆更依图纸在北京清漪园（即后称颐和园）万寿山东处仿建惠山园（即今谐趣园），然毕竟无法将寄畅园承锡惠二山、接惠泉之真山真景全然移来，故乾隆留下“仿斯早已成八景，愧是卑称大禹宫”之憾句。[參⁠ 169][參⁠ 170][參⁠ 170]

- 寄畅园
- 惠山直街入口牌坊，所挂“惠麓锺灵”四字由马寅初题于1930年。
- 始建於1911年的楊氏祠堂，是惠山祠堂群中少見的西洋風格建築。

#### 梅里吴墟
无锡古梅里为泰伯奔吴建都之地，亦为其安葬之所，《吴越春秋》早有载：“泰伯卒葬梅里平墟。” 东汉桓帝永兴二年（154年），吴郡太守糜豹奉诏重修泰伯墓， 东晋明帝太宁元年（323年），又在墓南建堂，以王者之礼祀泰伯。北宋时，又谥泰伯为“至德侯”，庙堂随之扩建。现泰伯享堂、墓碑、石刻、月牙形昭池等古迹保存完好，已被列为国家级重点文物保护单位。 
距泰伯墓陵东北约五里伯渎河畔即泰伯庙，俗称让王庙，亦为东汉吴郡太守糜豹奉诏所修。泰伯庙即泰伯居址故地，此在南朝刘昭注补之《后汉书》都国志中有细考，谓：“无锡县东皇山有太伯冢，民世修敬焉。去墓十里有旧宅，井犹存。臣昭以为即宅为置庙。”泰伯庙饱经战火，至明初时几已无存，遂重修，留有“至德名邦”石坊、棂星门等遗迹至今。清末太平军兴，庙堂又遭毁坏，民国时再修。及至文革，庙中雕像、匾联等文物荡然无存，后经多方搜罗，方得修复。如今，每年正月初九之泰伯庙会更可见烝禋古礼之隆重。吴风古韵，于此一脉相承。
中国吴文化博物馆（鸿山遗址）：2003年，经考古发现在无锡鸿山镇一带存有大量春秋战国时期吴越地区的土墩墓，后出土文物达2300多件，是无锡地区规模最大的一处古遗址，也是迄今为止仅次于印山越王陵墓的第二大吴越贵族墓，旋即于2004年列入全国十大考古新发现。然而，鸿山遗址究竟是属于吴国贵族墓还是越国贵族墓，仍无定论。 若属越国墓，则依古书中所载之吴国自无锡梅里起徙苏州筑城为中心的历史，无疑将做变易。 2008年，张艺谋排演的北京奥运开幕式上缶击古乐表演，其灵感来源即是鸿山遗址出土的青翁三足缶。 
阖闾城遗址：阖闾城，为吴王阖闾听取伍子胥建议所建，并在此兴兵伐楚，一举获胜。然阖闾故城所在一直是未解之谜。 1959年，无锡西郊与武进交界的胡埭闾江一带被认为是阖闾小城遗址所在，但未及考古。 2004年，因当地农民挖沟，发现了一批史前及春秋时代文物，旋由南京博物院考古研究所于2007年起对阖闾城遗址勘探复查，确认了阖闾大小东西二城，即大城位于今武进雪堰桥镇、小城则在无锡胡埭。 阖闾古城遗迹的全面出土，不仅被列入2008年“全国考古十大新发现”，更与鸿山贵族墓结合，或将给整个吴地历史带来颠覆性的改变。 2014年2月，人们在遗址旧地建成阖闾城遗址博物馆。

#### 锡金名胜
- 东林书院
- 荣氏梅园
- 蠡湖之光

- 东林书院：原由北宋学者、“程门立雪”主人公杨时创办，[參⁠ 171]:3杨时之后，变乱纷乘，书院渐荒，直至明万历三十二年（1604年），在顾宪成、高攀龙的倡导下，始于无锡城内东门处恢复重建，旋而成为天下士人议政之重地，《明史》熹宗本纪中便载“天下东林讲学书院”，后更因与魏忠贤党徒交争，其史迹流芳百世。清末新式教育兴，遂于东林书院旧址开办学堂。1946年，吴稚晖、唐文治、钱基博等多位地方名流重修书院，顾宪成十四世孙顾希炯特据惠山顾宪成祠中楹联，制成“风声雨声读书声声声入耳、家事国事天下事事事关心”一联，悬于书院内，使东林精神重为世人珍重。然文革时，东林旧迹无故卷入邓拓《燕山夜话》之三家村案，此联与诸多文物皆被毁，书院幸作民居出租而得保存。1983年起开始修复，当年三家村案唯一幸存者廖沫沙特重书曩昔名联，复挂于东林书院依庸堂内。2006年被列入全国重点文物保护单位。[參⁠ 172]高攀龙还写下了一首名为《过东林书院》的古诗，全诗内容如下：[參⁠ 173]:8蕞尔东林万古心，道南祠畔白云深。纵令伐尽林间木，一片平芜也号林。
- 黄埠墩：为京杭大运河无锡北段河道中心一孤岛，全岛不过0.3多亩地。此地古为芙蓉湖，通惠山，因春申君黄歇曾在莅于岛上疏治得名。[參⁠ 174]南宋时，文天祥为元军所俘，押行北上时，曾在岛上暂留并写下《无锡》，全诗内容如下：[參⁠ 175]:491金山冉冉波涛雨，锡水泯泯草木春。二十年前曾去路，三千里外作行人。英雄未死心为碎，父老相逢鼻欲辛。夜读程婴存赵事，一回惆怅一沾巾。

明代，时任应天巡抚海瑞来锡时曾为岛上环翠楼题写“玩山临水第一楼”之匾。清帝康熙南巡时，则为岛上佛殿写下“兰若”一额，后乾隆又仿该岛在颐和园昆明湖中建凤凰墩。1925年，无锡地方工商先驱唐保谦重修黄埠墩，先后请阎锡山、林森题“小金山”、“圆通寺”二匾，挂于佛寺内。1958年，大运河无锡段改道，岛上建筑物毁，1982年得以修复。
- 荣氏梅园：为中国民族工业先驱荣宗敬、荣德生兄弟于1912年所建，[參⁠ 177]:176与苏州邓尉山、杭州超山并称江南三大赏梅胜地。[參⁠ 178]1955年捐给国家。[參⁠ 179]
- 昭嗣堂：为明朝官员、无锡硕放人曹察纪念女儿所建。 曹察之女为嘉靖帝宠妃，因壬寅宫变而遭皇后冤杀，帝虽知亦无可奈何，只得以金银抚卹曹察。曹察归乡后，因思念女儿，遂散尽钱财，筑造楠木厅，称香楠厅，因“楠”、“囡”同音，以表对女儿之怀念，且门开正北，遥望京城。昭嗣堂规模宏大，是江苏省保存最完整、面积最大、选料最珍贵的一座楠木建筑，现已为国家级重点文物保护单位。
- 百年钟楼：对于一些老无锡来说，钟楼图书馆是他们心中永远的经典，身材并不高挑的它注定会在无锡的高楼史上占据不可替代的独特位置。它是当年无锡市地理的“零坐标”，所有测绘数据皆以它为基准。每到整点或半点，楼顶钟锤敲响，自鸣钟发出的悠扬钟声几乎响彻全城；它是我国最早创建的公立图书馆之一，首任馆长是钱锺书先生的父亲——国学大师钱基博。

#### 澄宜古邑
黄山炮台：位于江阴黄山风景区，又称江阴要塞，因春申君黄歇尔得名。其地险要，可扼守长江下游，自古即有“江河门户”、“镇航要塞”之称。1937年七七事变之后，国军原本部署相当兵力于江阴要塞与日作决战，惟汪精卫秘书黄濬泄密，致日舰逃离，后国军不得已自沉舰艇，以作拱卫，日舰因此不能畅通。
- 江苏学政衙署：原名万春园，始建于北宋初年， 原为私家园林，几经沧桑，至明万历时改为江苏学署，为主持江苏全省八府三州秀才拔擢之处，有“江南官署之冠”之美誉。 辛亥革命后，孙中山视访江阴黄山炮台，于学署旧地发表题为“叫全国的文明从江阴发起”之演讲。 1925年孙中山逝世后，为表纪念，遂改称中山公园。入园后首见忠邦亭，为道光年间江苏学政姚文田，其原题“忠义之邦”四字，挂于江阴南门之上，意在推崇明末抗清领袖阎应元，抗战时期遭日军炮轰损毁，仅剩“忠邦”二字，便移置中山公园亭中。文革时，碑刻全毁，现存之物为1986年补拓而成。
- 徐霞客故居及晴山堂石刻：位于江阴徐霞客镇，为明代地理学家、旅行家徐霞客故居所在，院内有宏祖先生手植罗汉松一株、其收藏之元明名人石刻数块。[參⁠ 181][參⁠ 182]现已为国家重点文物保护单位。[參⁠ 183]
- 刘氏兄弟故居：位于江阴西横街，为中国近现代知名音樂家刘半农、刘天华、刘北茂三兄弟的故居。
- 国山碑：位于宜兴善卷洞，源自三国时东吴天玺元年（276年），因地震而现石洞，即今善卷洞，朝臣以为大瑞称表，吴帝孙皓即遣司徒董朝等前往封禅，将地震之地封为国山，并刻国山碑筑立于山头。此碑乃中國有地震紀錄的最早明確來源，也是爲數不多至今仍存世的三国时期石刻。[參⁠ 184]
- 太平天国辅王府：为太平天国军攻占宜兴后，辅王杨辅清所选用之府邸，前后共四进，内存珍贵壁画数幅，至今保存完整，现为江苏省文物保护单位。
- 亦園（徐悲鴻紀念館）：據傳爲明代宰相周延儒相府之後花園，1988年闢爲宜興籍著名畫家徐悲鴻紀念館。
- 蒋澄墓：蒋澄字少明，东汉光武帝所封之𠙶亭侯，为蒋中正先祖。

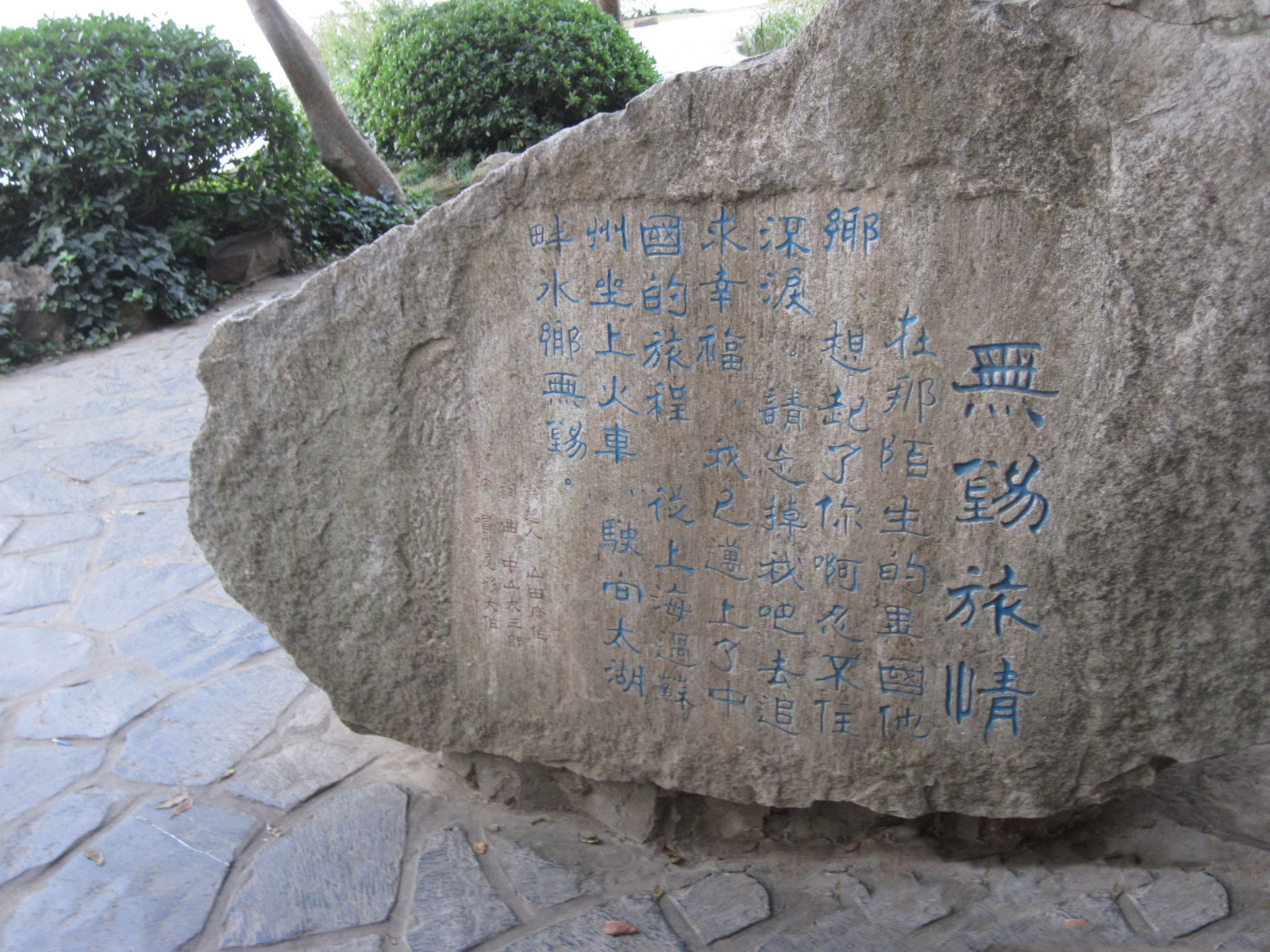
鼋头渚内的《无锡旅情》石碑

### 旅游宣传
无锡旅游形象大使是日本名模本堂亚纪。1989年10月6日，“无锡，充满温情和水”成为无锡市旅游宣传口号。2007年年底，《雷雨》人物周朴园剧中台词“无锡是个好地方”成为无锡新的整体形象宣传口号。
无锡市的市歌是《太湖美》。  此外，《无锡景》、《太湖船》这两首描写无锡人情风物的老歌亦让无锡名声籍甚。 1986年，由日本诗人中山大三郎谱曲、尾形大作演唱的《无锡旅情》使无锡成为在日本家喻户晓的一座中国城市。

## 友好城市
下方为无锡市的友好城市列表：
| 与无锡市结为友好城市的城市 |
| 亚洲 - 日本·明石市：缔结于1981年8月29日 - 日本·相模原市：缔结于1985年10月6日 - ·金海市：缔结于2006年10月24日 - 菲律賓·公主港市：缔结于2007年10月30日 - 柬埔寨·西哈努克市：缔结于2009年7月29日 - ·蔚山市：缔结于2014年1月20日 - 以色列·太巴列市：缔结于2015年7月22日 欧洲 - 葡萄牙·卡斯卡伊市：缔结于1993年9月14日 - 義大利·维琴察市：缔结于2006年1月25日 - 德国·勒沃库森市：缔结于2006年4月27日 - 法國·尼姆市：缔结于2007年4月5日 - 瑞典·南泰利耶市：缔结于2007年10月8日 - 比利时·科尔特赖克市：缔结于2007年10月30日 - 丹麦·拜瑟克伦城市联合体：缔结于2008年8月22日 - 英国·切尔姆斯福德：缔结于2009年11月19日 - 荷蘭·斯海尔托亨博斯：缔结于2010年2月10日 - 芬兰·拉赫蒂市：缔结于2011年11月7日 - 希腊·帕特雷市：缔结于2012年12月24日 - 波蘭·绿山市：缔结于2014年1月7日 美洲 - 美国·查特努加市：缔结于1982年10月12日 - 加拿大·弗雷德里克顿市：缔结于2010年11年22日 - 美国·圣安东尼奥市：缔结于2012年2月16日 - 巴西·索罗卡巴市：缔结于2010年12月18日 - 墨西哥·普埃布拉市：缔结于2014年12月25日 大洋洲 - 新西兰·汉密尔顿市：缔结于1986年7月5日 - ·弗兰克斯顿市：缔结于2012年11月8日 非洲 - 摩洛哥·非斯市：缔结于2010年6月29日 |